# Catalunya en Miniatura
Catalunya en Miniatura és un parc temàtic situat a Torrelles de Llobregat (Baix Llobregat). Va ser inaugurat l'any 1983, és un parc en miniatura dels més grans del món i el més extens dels 14 complexos de reproduccions en miniatura existents a Europa. Compta amb 147 maquetes d'edificis de Catalunya i de totes les obres rellevants d'Antoni Gaudí.

## Història

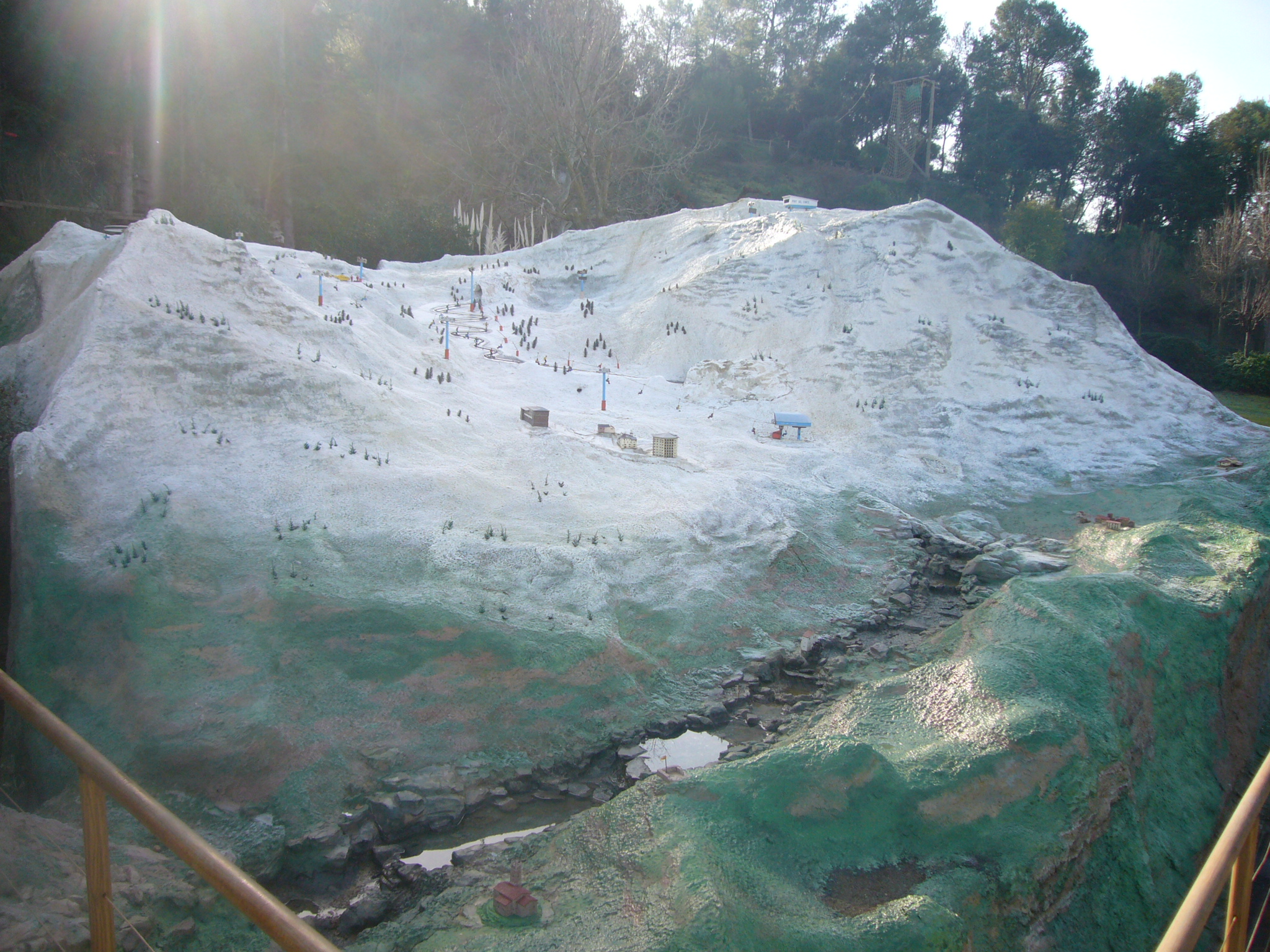
Maqueta de l'Estació d'esquí de Port del Comte instal·lada el 2008

El primer concepte de creació d'aquest parc va provenir de Hans (Johannes A.) Lorijn, que havia estat involucrat en la construcció de Minimundus a Àustria i que més tard també va dissenyar i construir Mini-Europe a Brussel·les. Fernando d'Ercilla Ayestarán va fer un viatge a Madurodam el 1981 que ho va inspirar i coneixent el pla de Hans Lorijn, es va unir al projecte convertint-se en un dels accionistes. Després de l'obertura es va necessitar més finançament i el senyor Ercilla va obtenir totes les accions. La col·locació de la primera pedra es va realitzar el 6 de maig de 1983, presidida per l'alcalde de Torrelles, el president de la Generalitat de Catalunya, Jordi Pujol, i el ministre català Joan Rigol, nascut a Torrelles. El parc estava obert aquest mateix any.
El mes de juny de 1985 Nicolau Casaus, vicepresident del FC Barcelona, va col·locar la primera pedra de la maqueta del Camp Nou i del Mini Estadi.
El 2001 es va inaugurar una maqueta de la Porxada de Granollers. L'any 2008 el director del parc, Fernando Ercilla, va inaugurar una reproducció fidel i a escala de l'Estació d'esquí de Port del Comte, en una maqueta gegant que passà a ser la més gran de totes les exposades al parc. El desembre de 2008 es va incorporar el Bosc Animat, un parc aeri forestal que permet als visitants gaudir d'activitats entre natura. El novembre de 2009, amb motiu dels 40 anys d'història dels Castellers de Barcelona, es va inaugurar un pilar de 6 a escala a la maqueta de la Plaça de Sant Jaume.
El març de 2012, Dianova, una ONG Internacional, va comprar el 51% de les accions de l'empresa de la família Ercilla, i es convertí amb aquesta fusió en soci majoritari.

## Dades tècniques

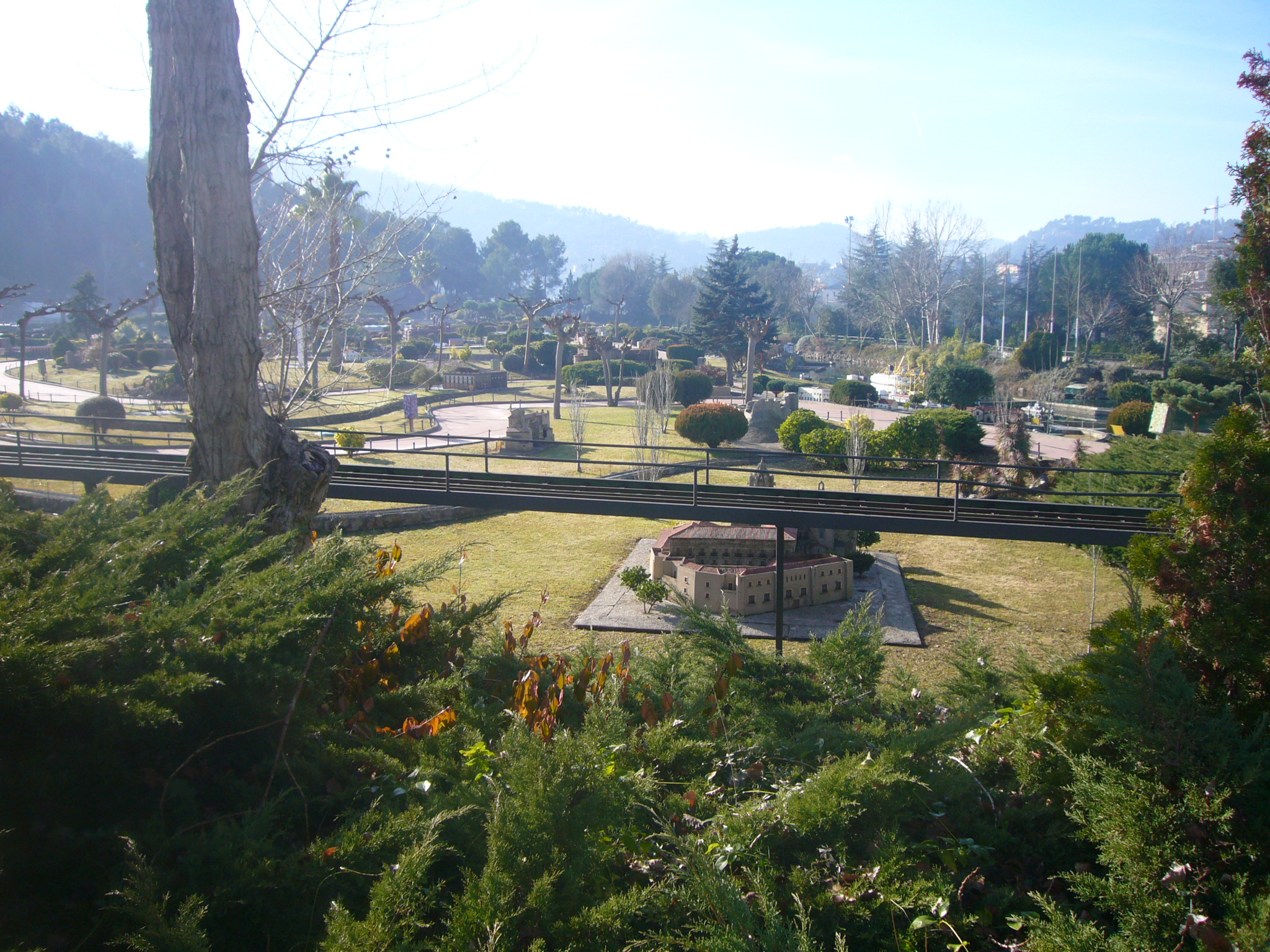
Vista general de Catalunya en Miniatura

Situat a 17 km de Barcelona, el parc disposa de 60.000 metres quadrats de superfície, 35.000 corresponents a l'espai de les més de 145 maquetes i 25.000 destinats a serveis i pàrquing. Els visitants segueixen un únic camí on les maquetes estan col·locades seguint l'ordenació comarcal de Catalunya. L'exposició de maquetes inclou 5.000 m² de gespa, 4.500 plantes, 450 arbres, 600 bonsais, 35 palmeres i més de 3.000 plantes de flors de temporada. Destaquen els salts d'aigua, fonts i llacs adornats amb 400 tones de pedra de rocalla. En l'actualitat el parc té un tren de tipus "jardinera" que transporta els visitants circulant pel perímetre del recinte de les maquetes, en un circuit de 940 metres.

### Construcció de les maquetes
El procés de construcció de les maquetes inclou diverses etapes. En primer lloc, s'usen els plànols del monument o edifici per crear nous plànols a escala 1:33 en el cas de Barcelona capital i 1:25 per la resta de comarques. Aquestes escales i la precisió demanada als maquetistes exigeixen plànols de gran exactitud i fotografies en detall. A continuació els maquetistes inicien l'estructura que sostindrà la maqueta. Les portes i finestres es materialitzen mitjançant motlles de silicona on s'injecta poliuretà per obtenir la forma desitjada.
Quan l'edifici o monument té façanes de pedra, hi ha dos mètodes per fer el gravat, ja sigui mitjançant plaques fabricades prèviament o mitjançant el gravat directe de les parets de les maquetes. Posteriorment, es col·loquen les cornises, balustrades i baranes, i finalment la coberta, que té una part practicable per poder accedir a la instal·lació elèctrica, ja que totes les maquetes tenen la seva pròpia il·luminació.
Un cop acabada la construcció es procedeix a pintar la maqueta usant pintures especials que resisteixin els canvis de temperatura i fenòmens atmosfèrics. En l'indret on es col·locarà la maqueta es fa la cimentació amb parets de totxo en tot el perímetre de la maqueta. L'espai interior s'omple amb arena i grava que permetran el posterior drenatge de l'aigua de pluja. Finalment, s'executen els treballs d'acabat com la jardineria, carrers, fanals i elements decoratius com persones o cotxes.
A tall d'exemple, en la maqueta del temple de la Sagrada Família es van invertir 13.000 hores i el treball de sis maquetistes, en la Muntanya de Montserrat 5.000 hores i tres maquetistes, en el Camp Nou 4.000 hores i 3 maquetistes, en el Monestir de Poblet 2.000 hores i 3 maquetistes, en la Catedral de Lleida 1.000 hores i dos maquetistes, i en la Torre Galatea de Figueres, 500 hores i dos maquetistes.

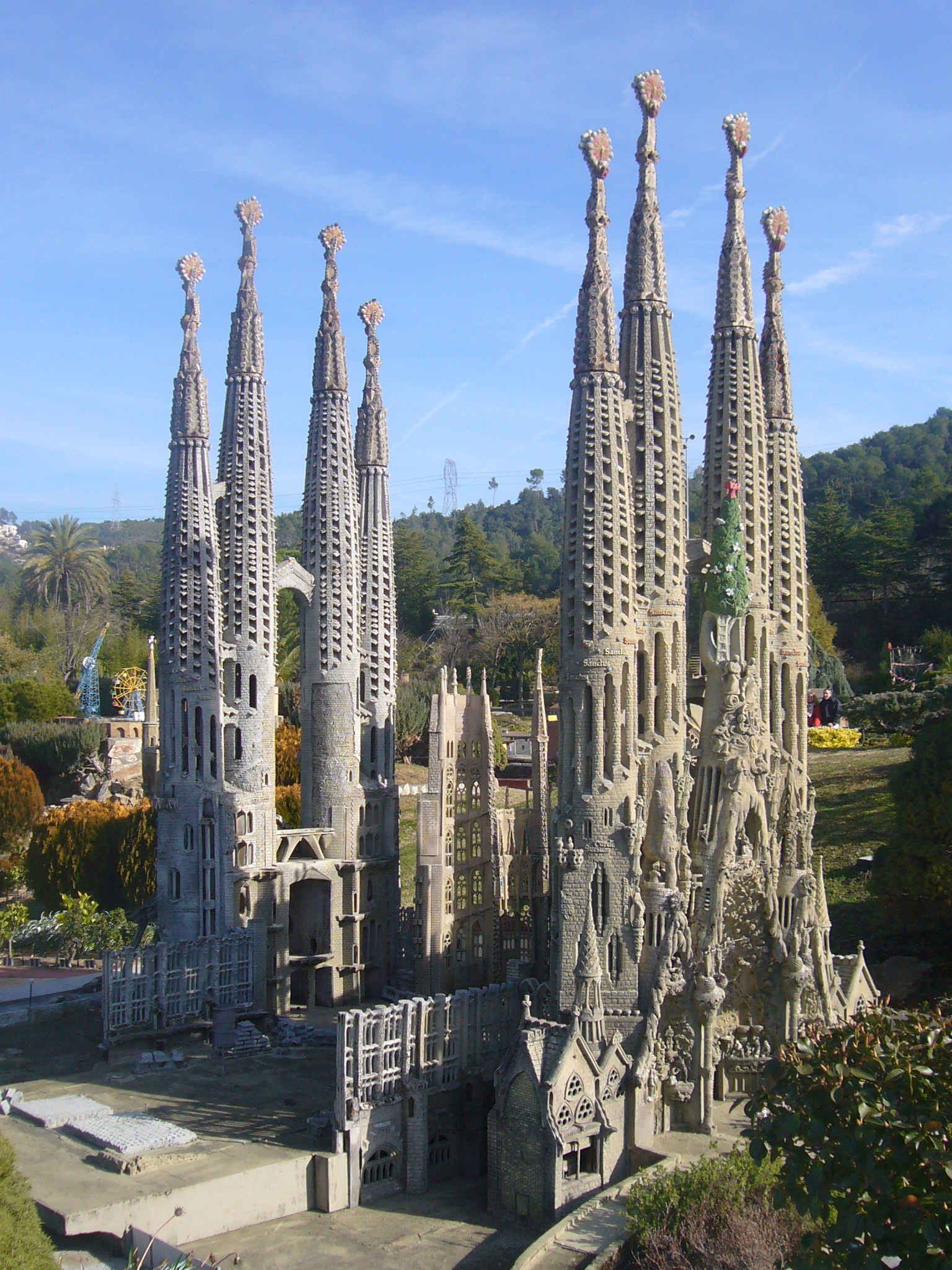
Maqueta de la Sagrada Família (13.000 hores)
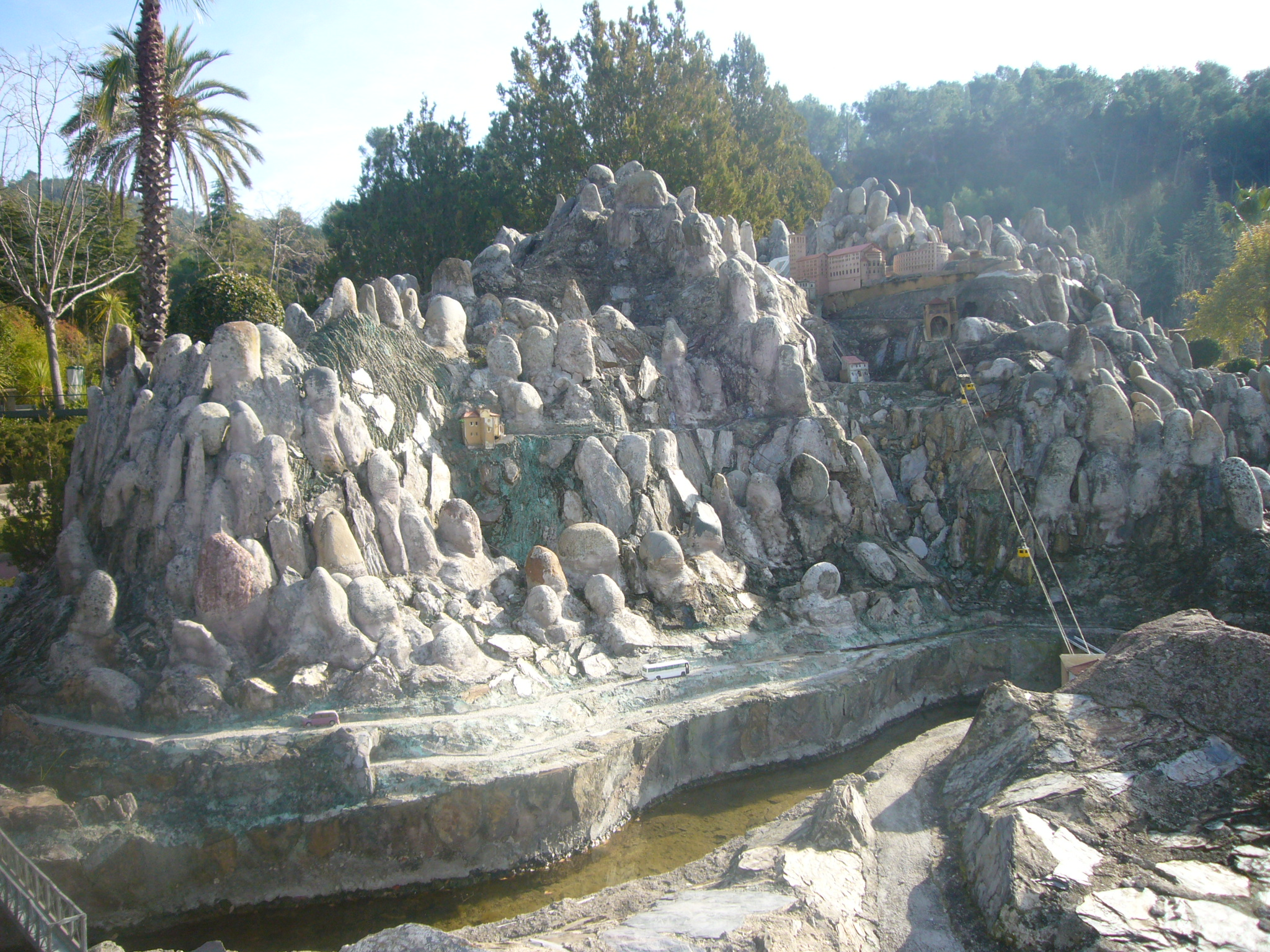
Maqueta de la Muntanya de Montserrat (5.000 hores)
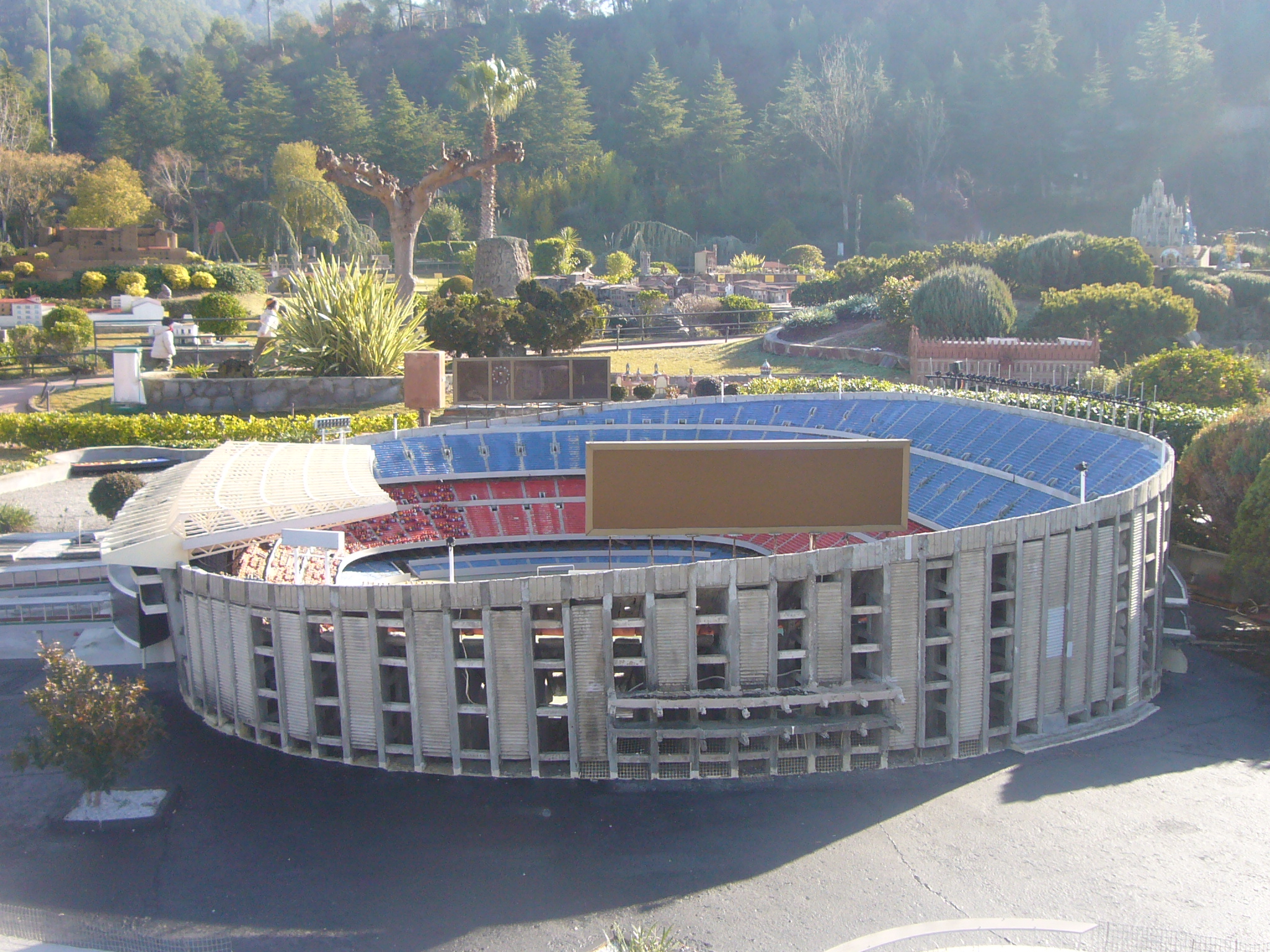
Maqueta del Camp Nou (4.000 hores)
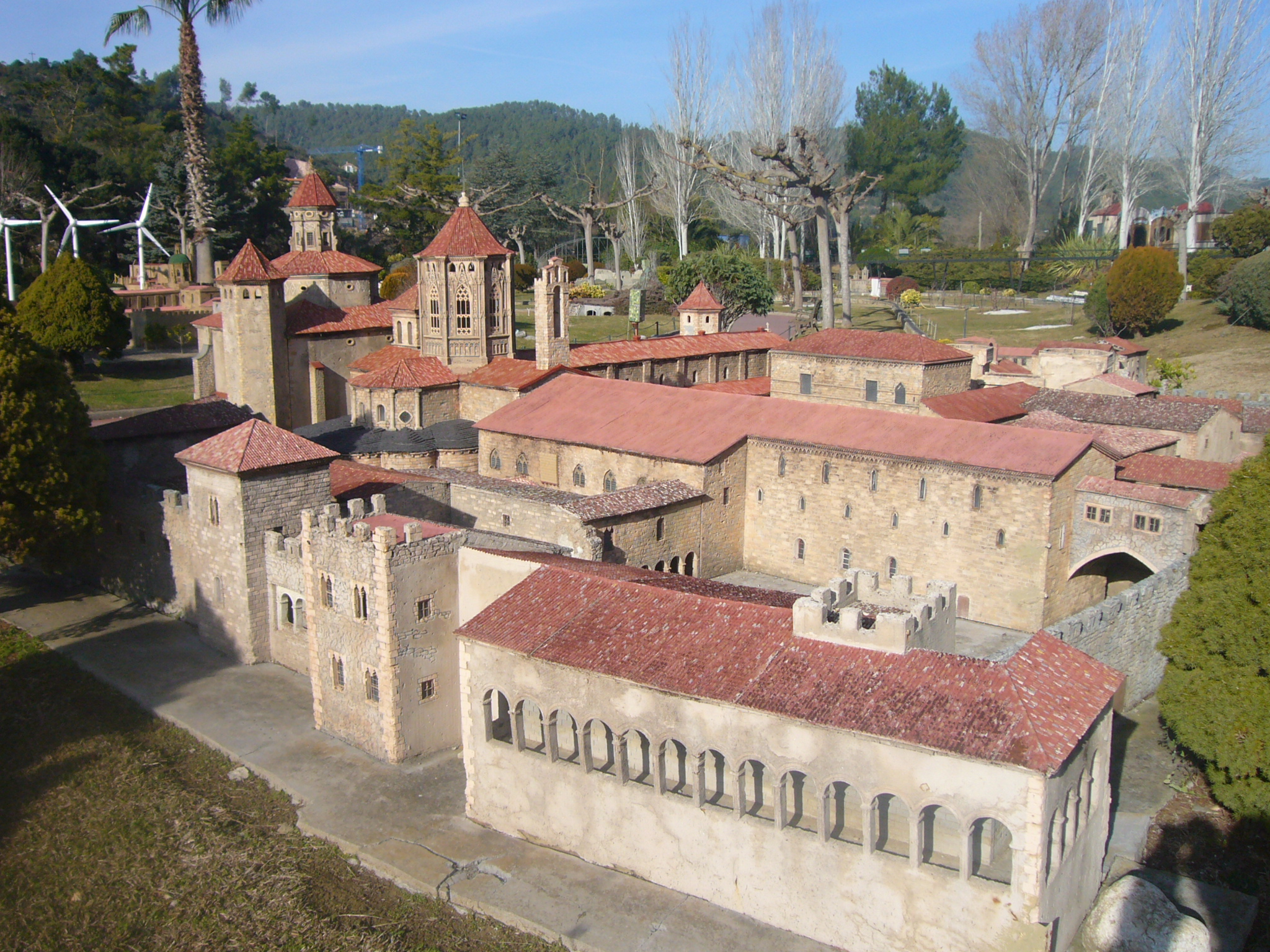
Maqueta del Monestir de Poblet (2.000 hores)
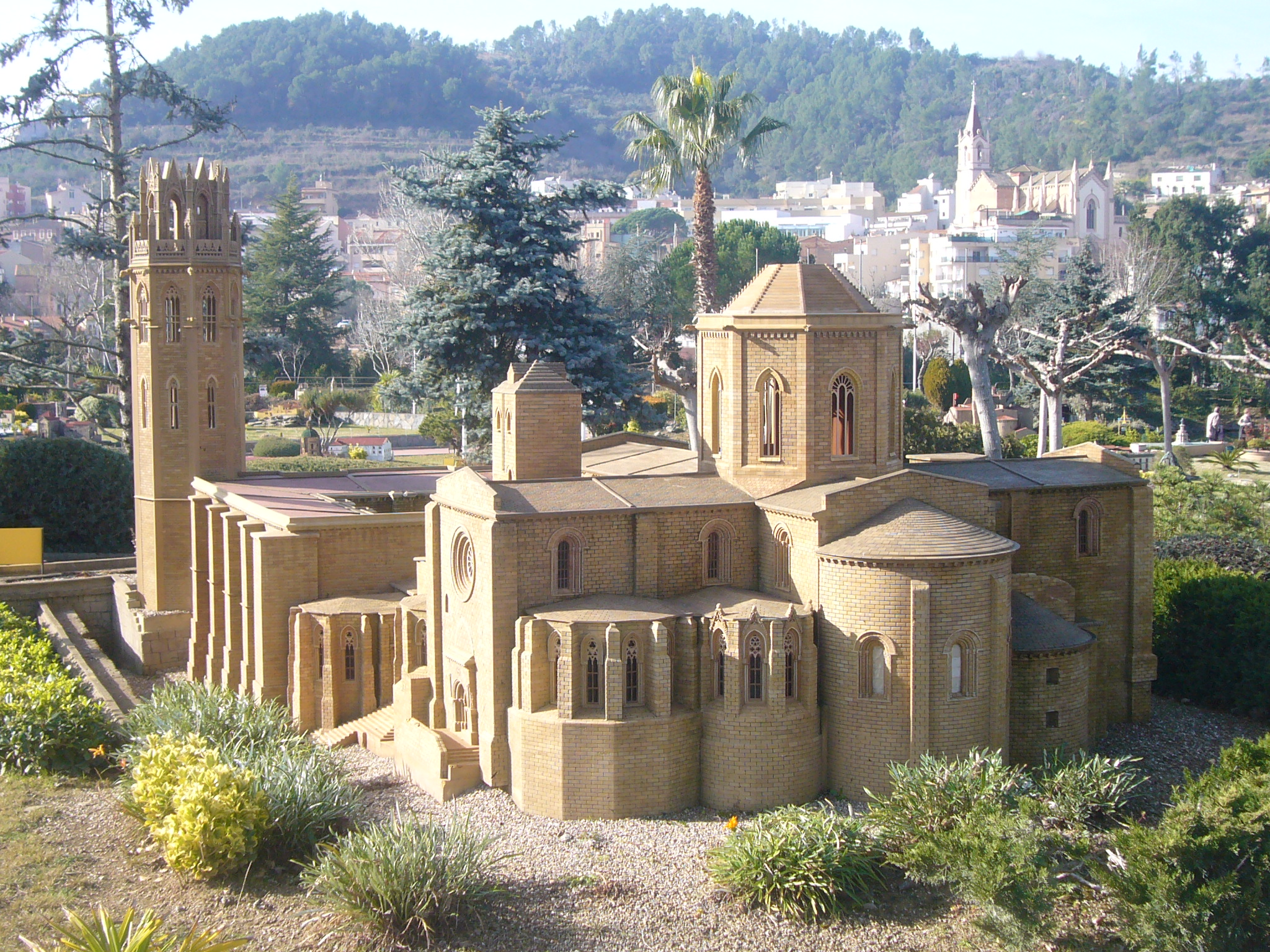
Catedral de Lleida (1.000 hores)
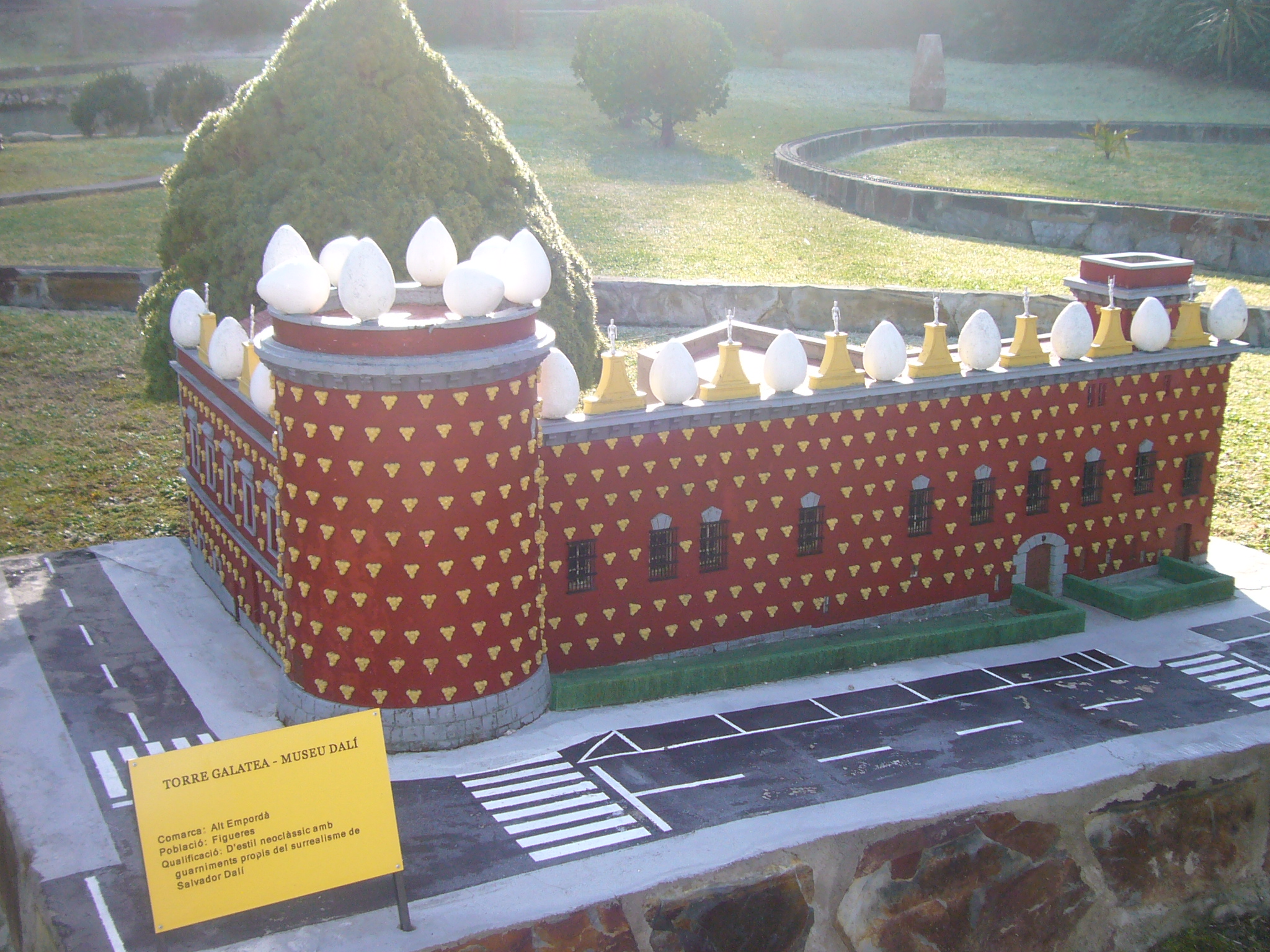
Torre Galatea (500 hores)

## Maquetes exposades

### Ciutat de Barcelona
- Palau de la Generalitat de Catalunya, Casa de la Ciutat de l'Ajuntament de Barcelona i plaça de Sant Jaume, edifici del Parlament de Catalunya, Catedral de Barcelona, Pia Almoina de Barcelona, Casa de l'Ardiaca, Palau Reial Major i Capella de Santa Àgata, Sant Pau del Camp, edifici de la Universitat de Barcelona, Plaça de Catalunya, Port de Barcelona, Telefèric del Port, edifici de la Llotja de Mar, edifici del Govern Militar (la Rambla amb el passeig Colom), Monument a Colom, Estació de França, antic edifici de La Vanguardia del carrer Pelai, instal·lacions del FC Barcelona (Camp Nou, Mini Estadi, Palau de Gel, Palau Blaugrana i La Masia), Parc d'atraccions del Tibidabo, Temple Expiatori del Sagrat Cor i Funicular del Tibidabo, Temple de la Sagrada Família, Parc Güell, Palau Güell, Pavellons Güell, Casa Batlló, Casa Calvet, la Pedrera, Bellesguard, Col·legi de les Teresianes, Casa Vicens i estació de ferrocarril de Les Planes.

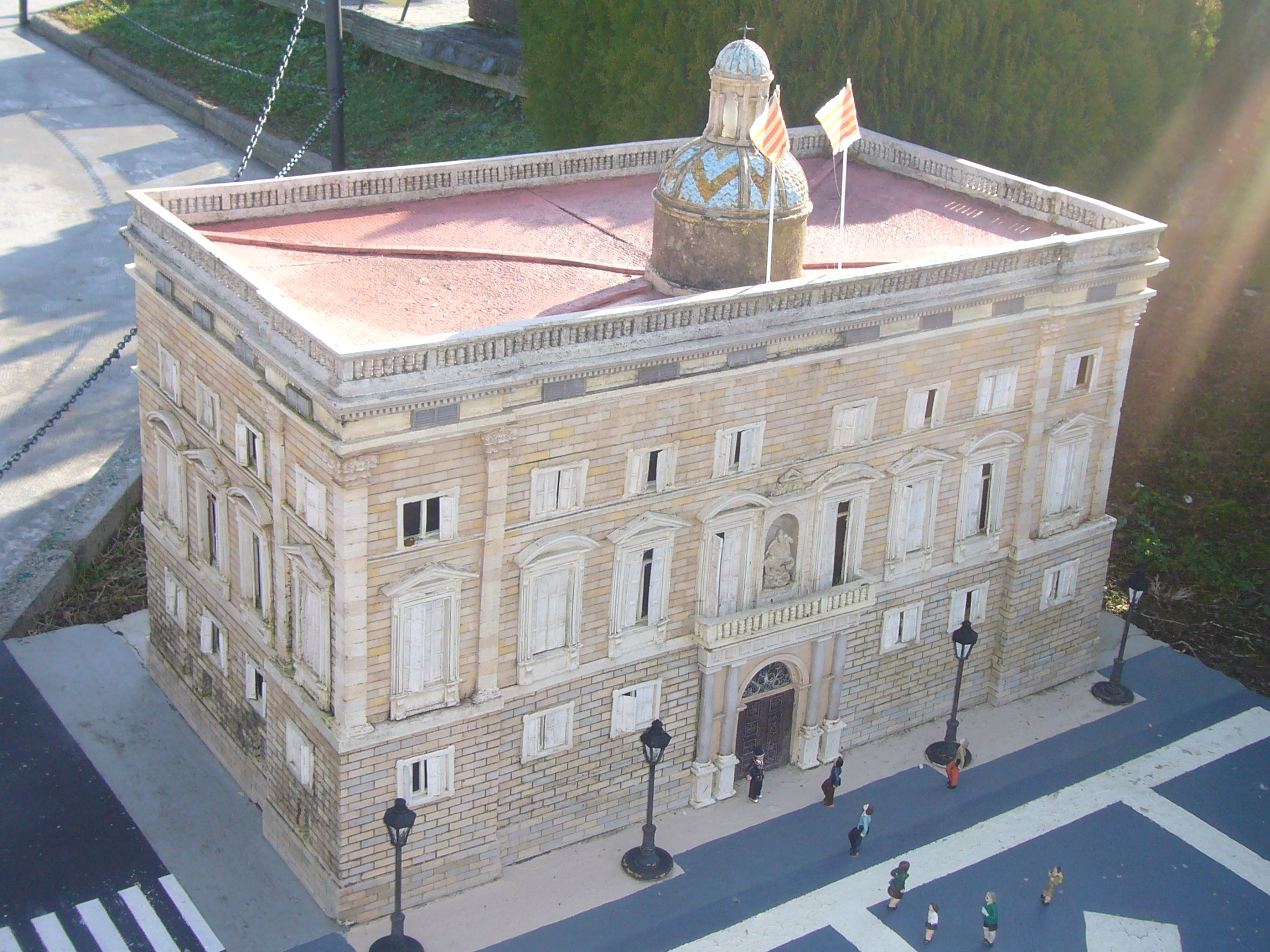
Palau de la Generalitat de Catalunya
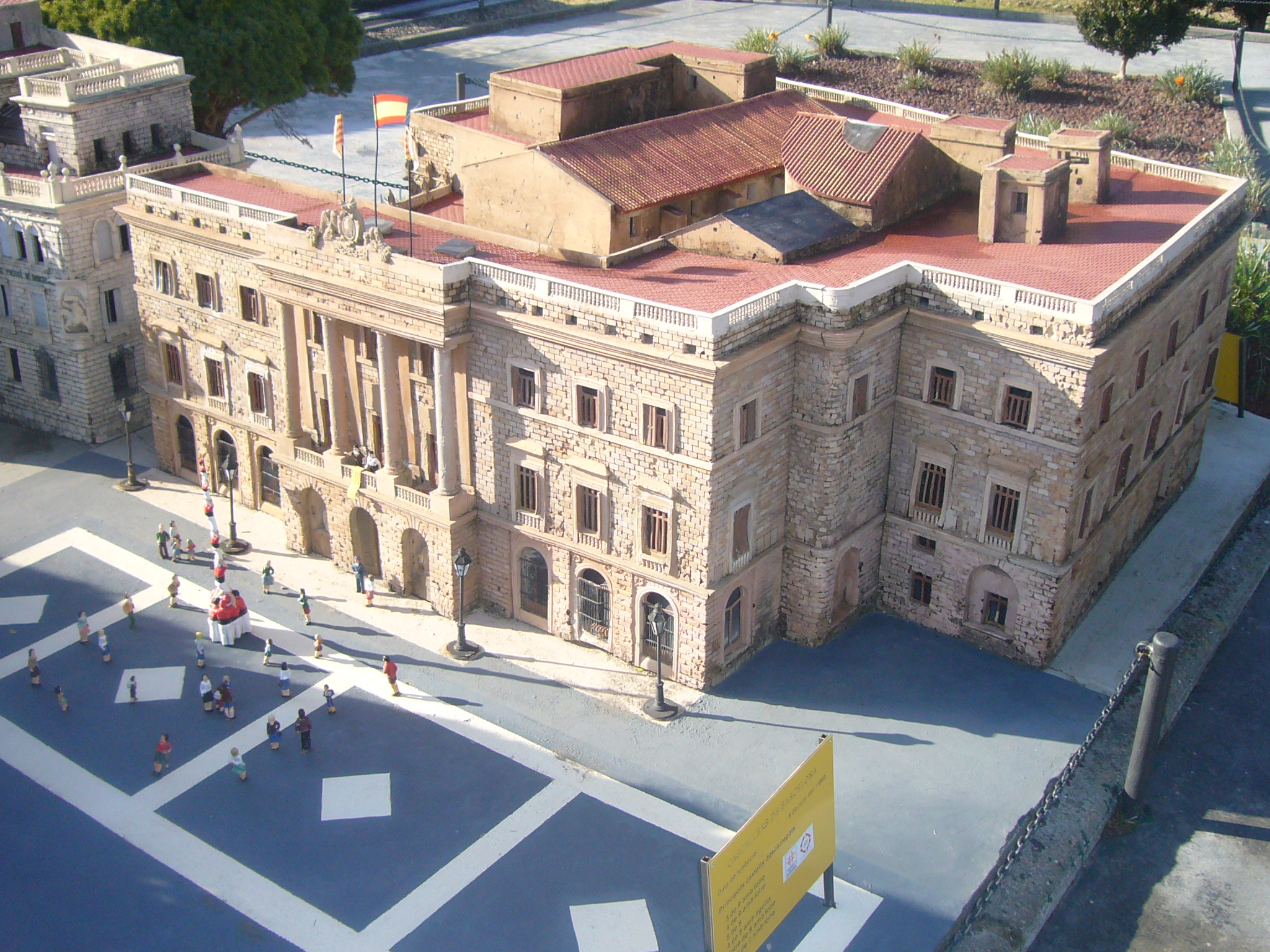
Casa de la Ciutat i plaça de Sant Jaume amb un pilar de 6 dels Castellers de Barcelona
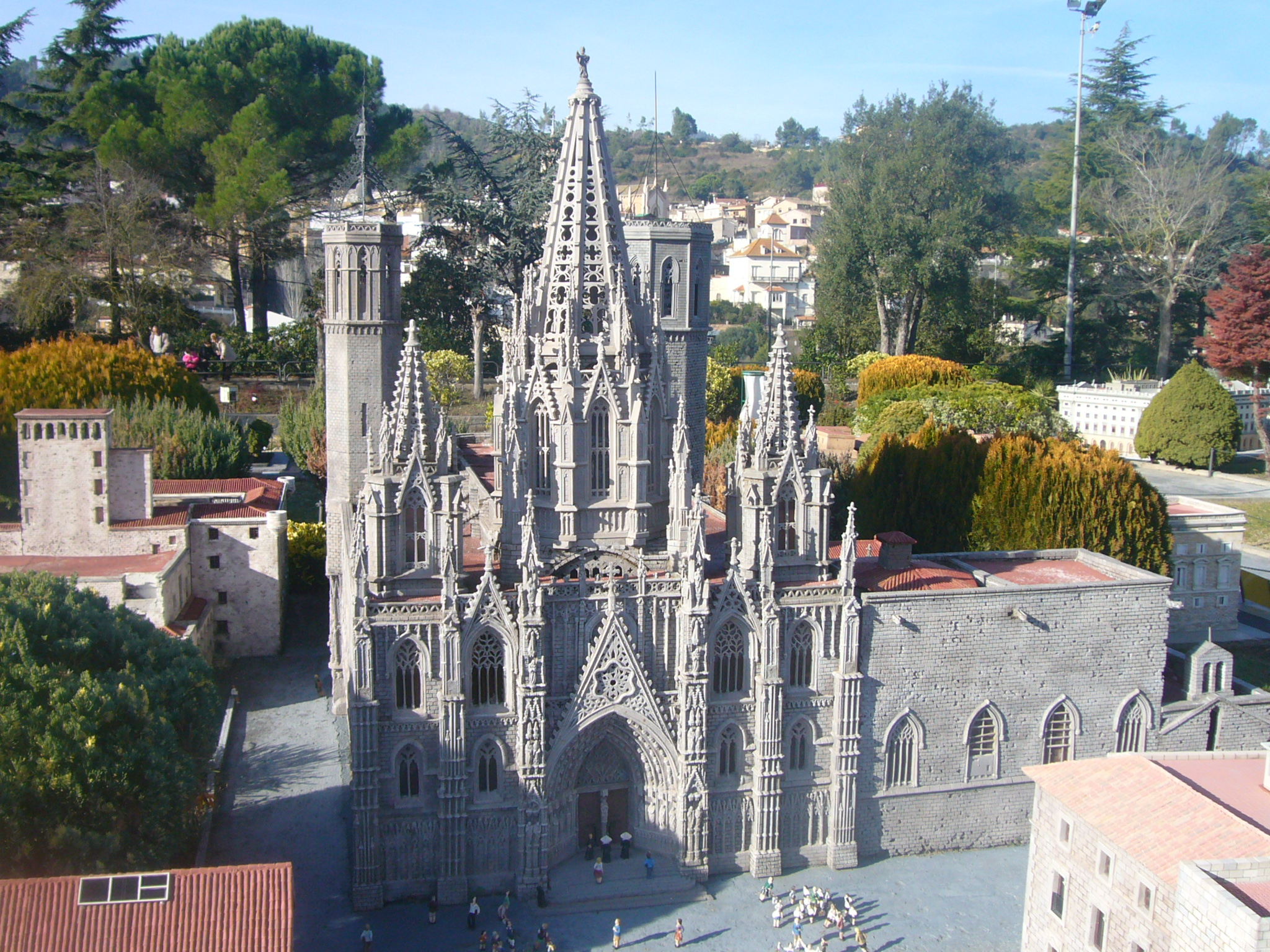
Catedral de Barcelona
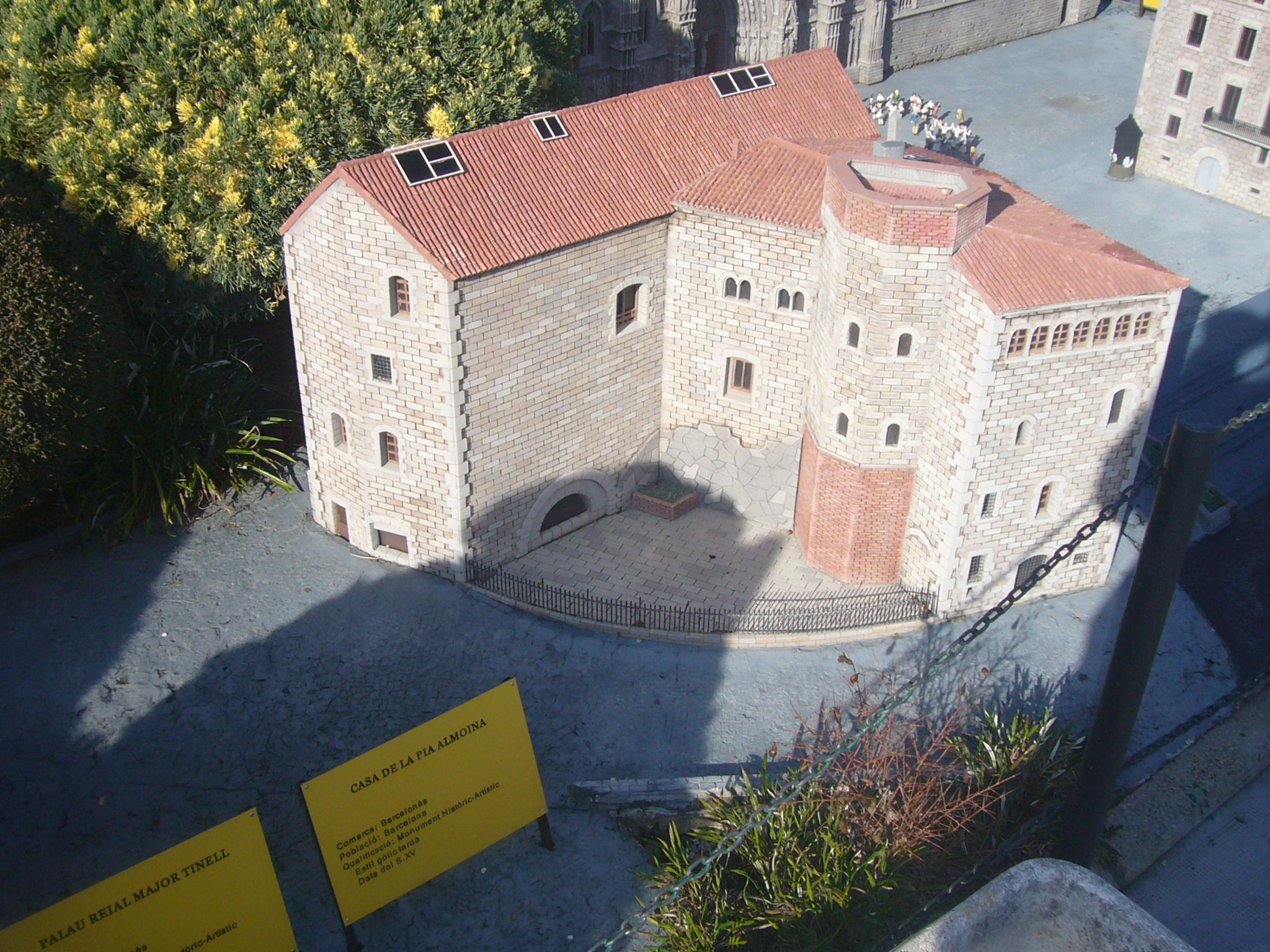
Pia Almoina de Barcelona
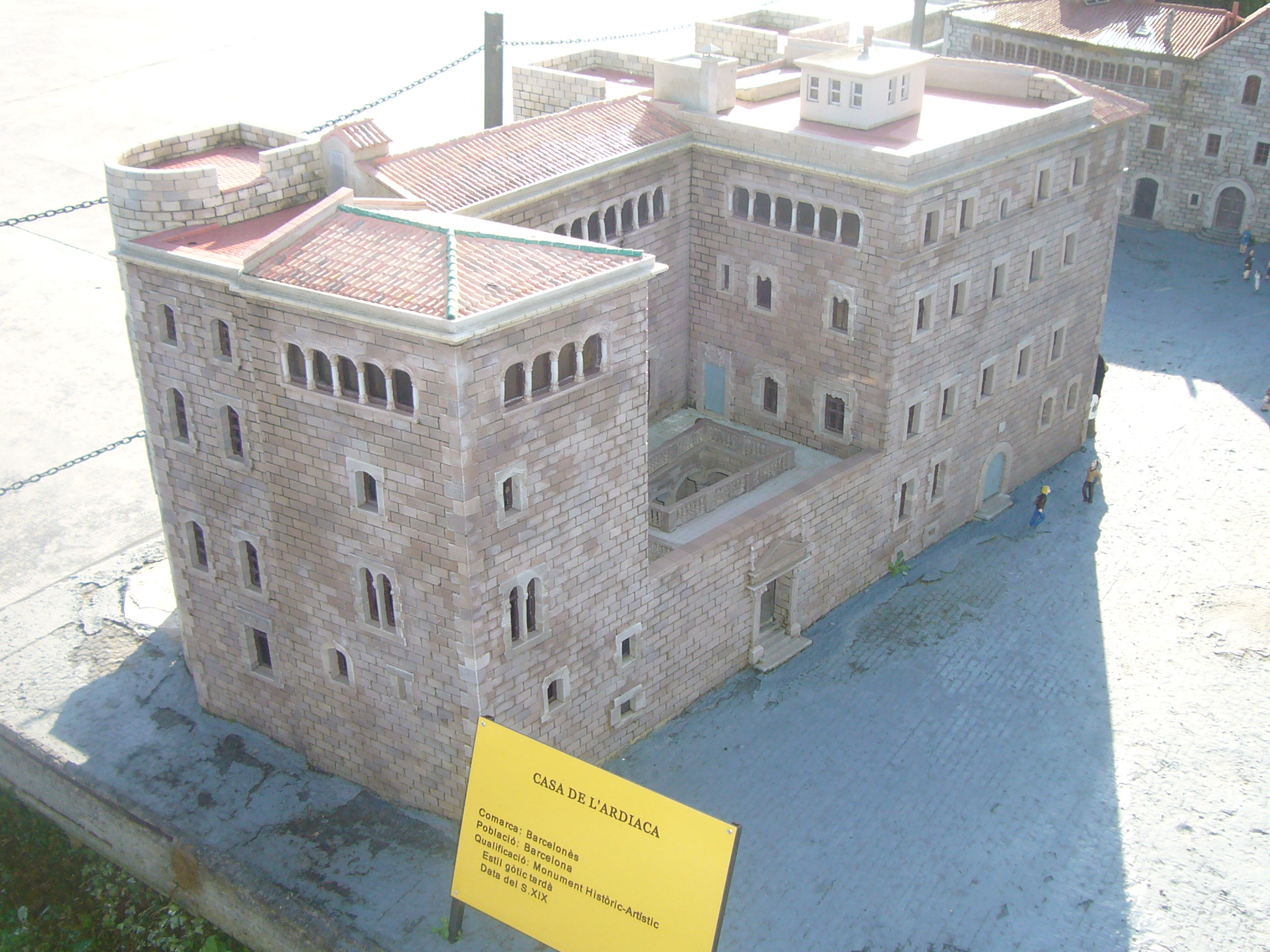
Casa de l'Ardiaca
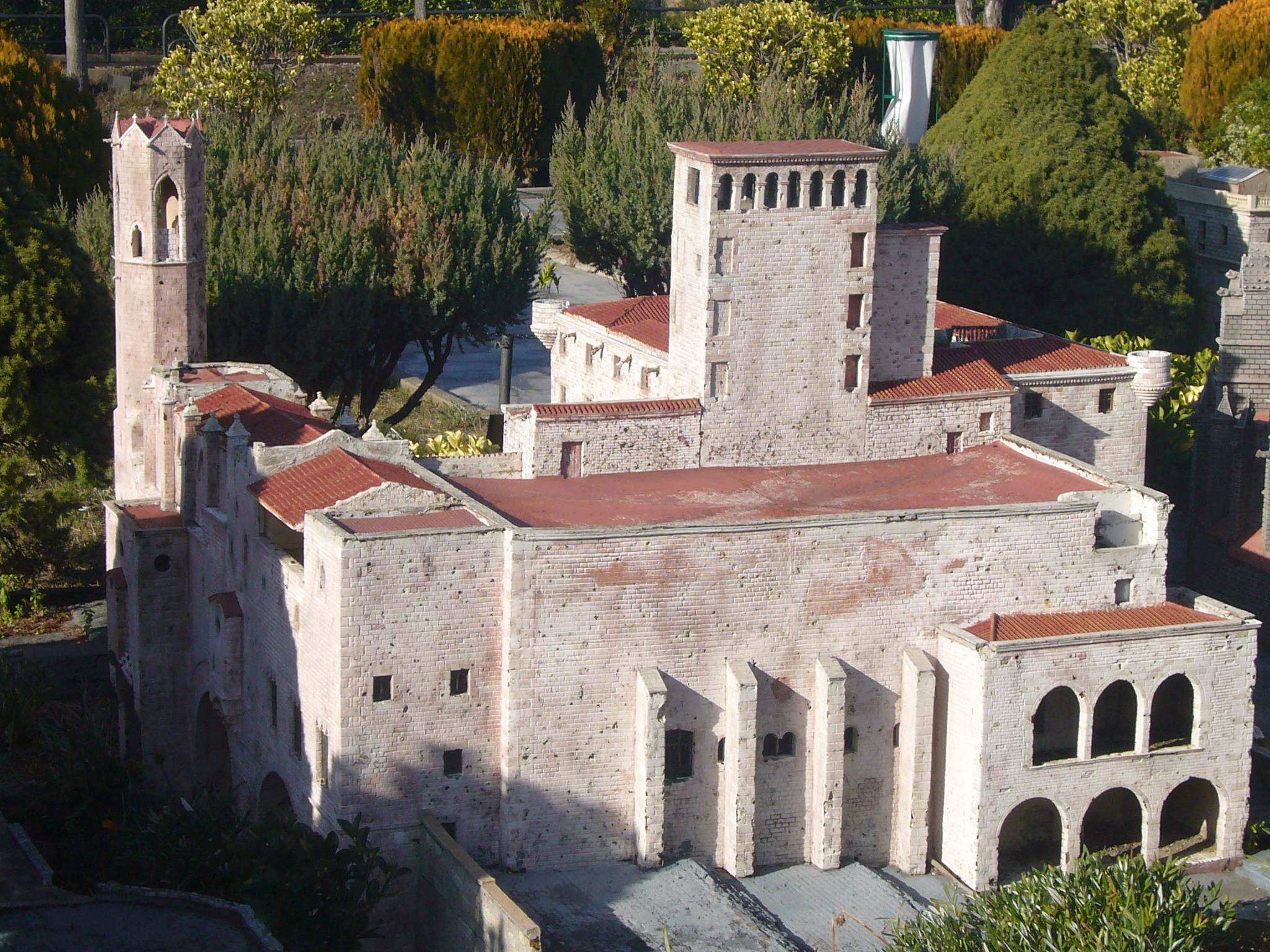
Palau Reial Major i Capella de Santa Àgata
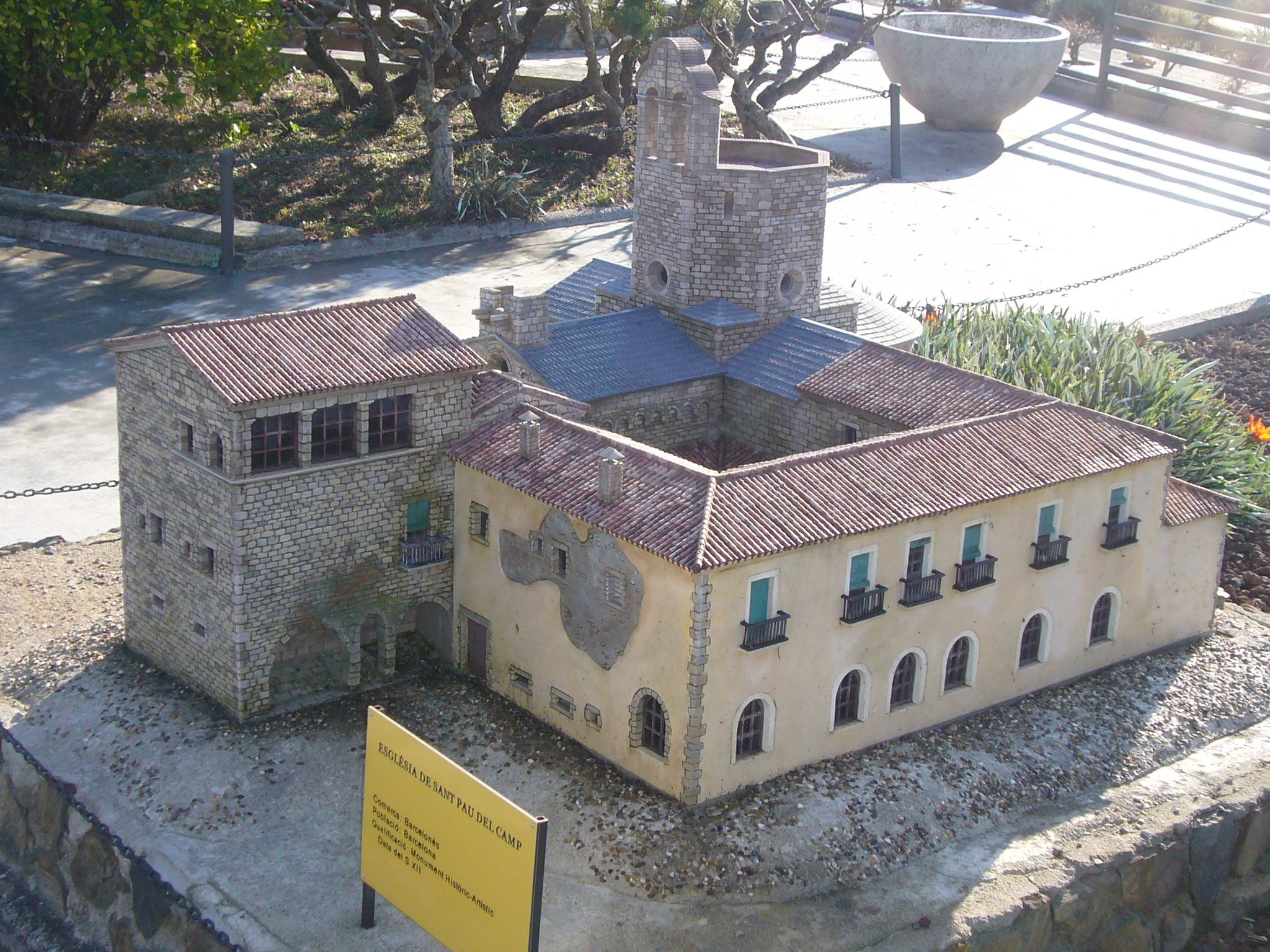
Sant Pau del Camp
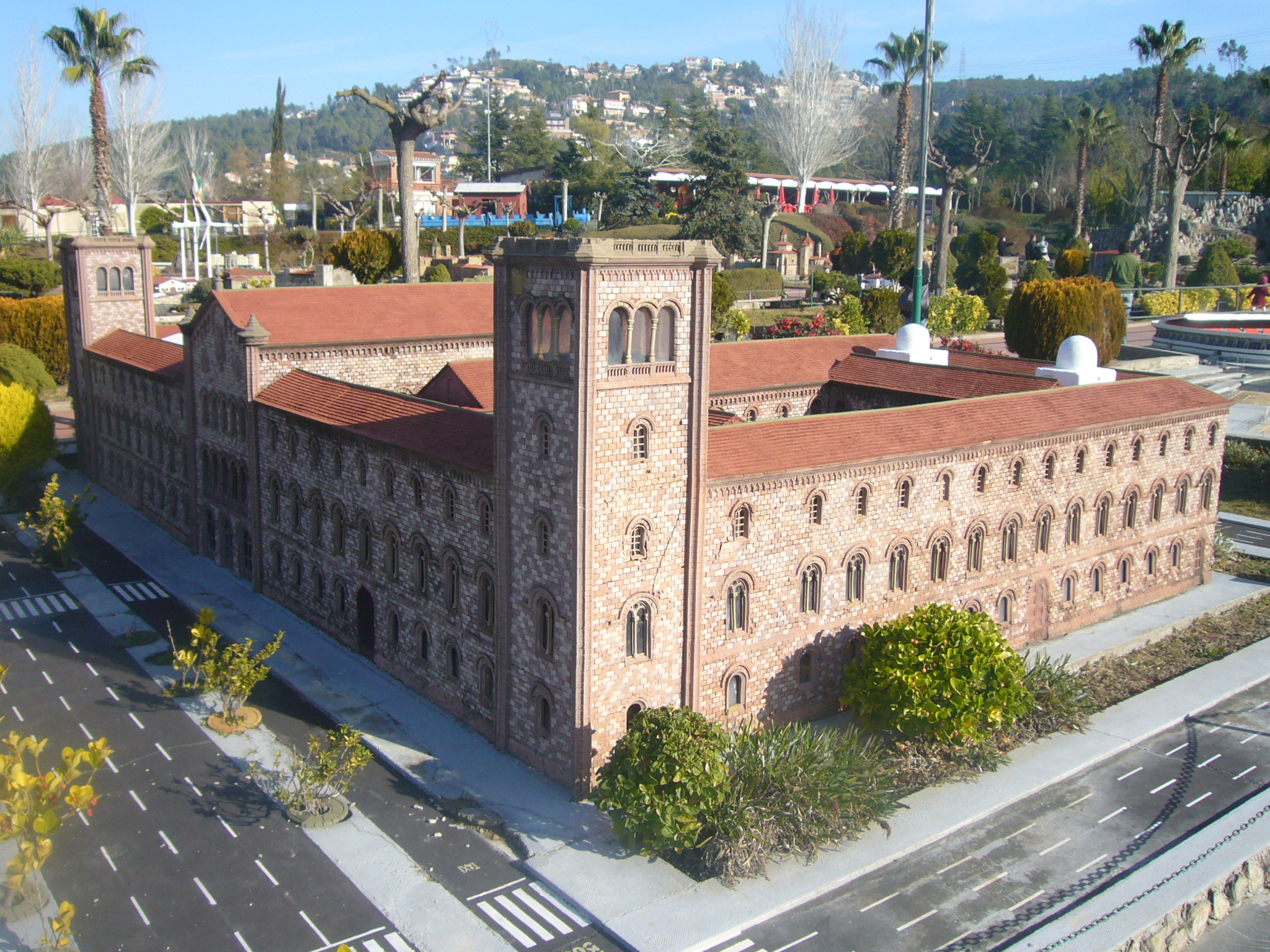
Universitat de Barcelona
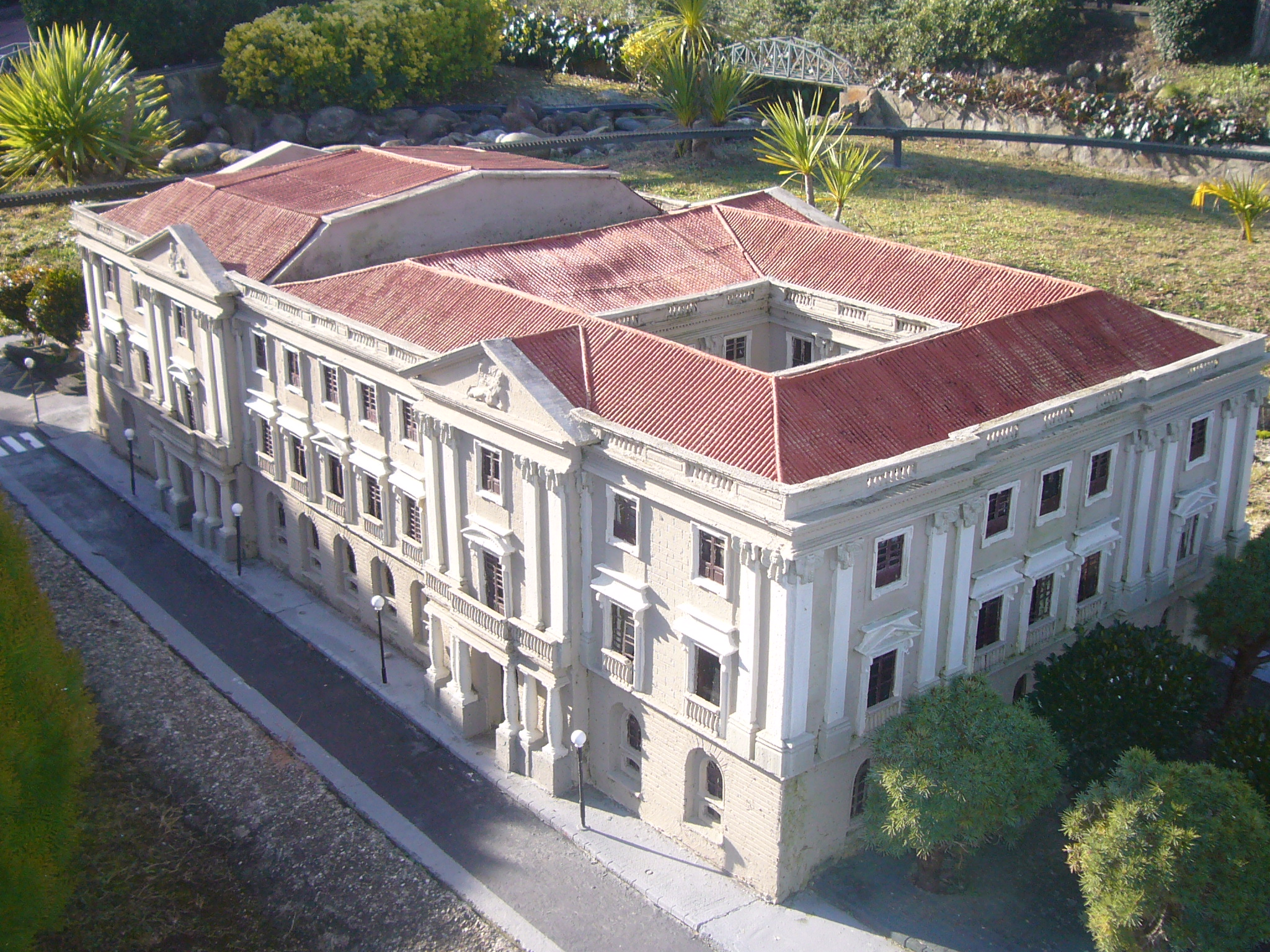
Edifici de la Llotja de Mar
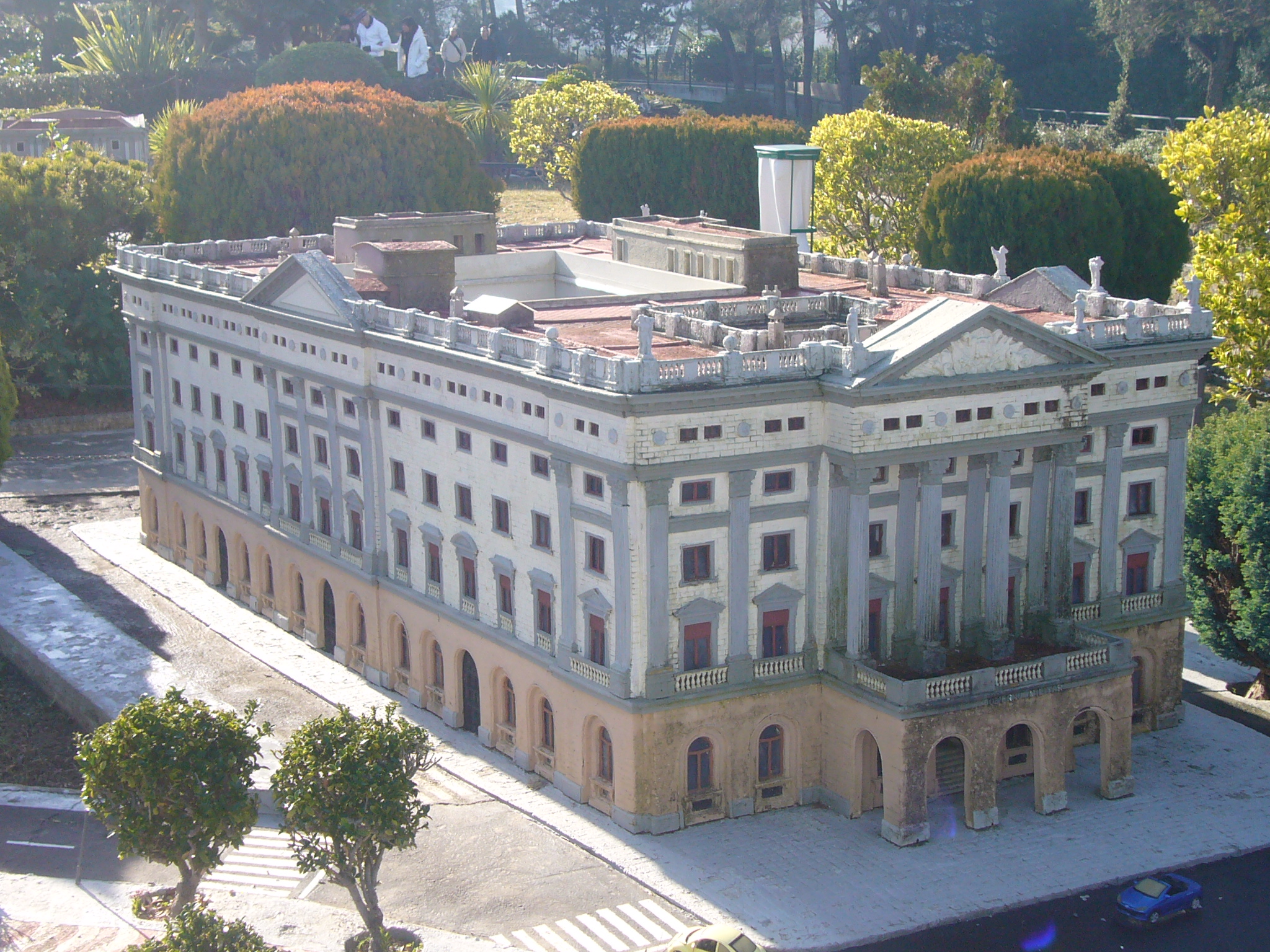
Edifici del Govern Militar
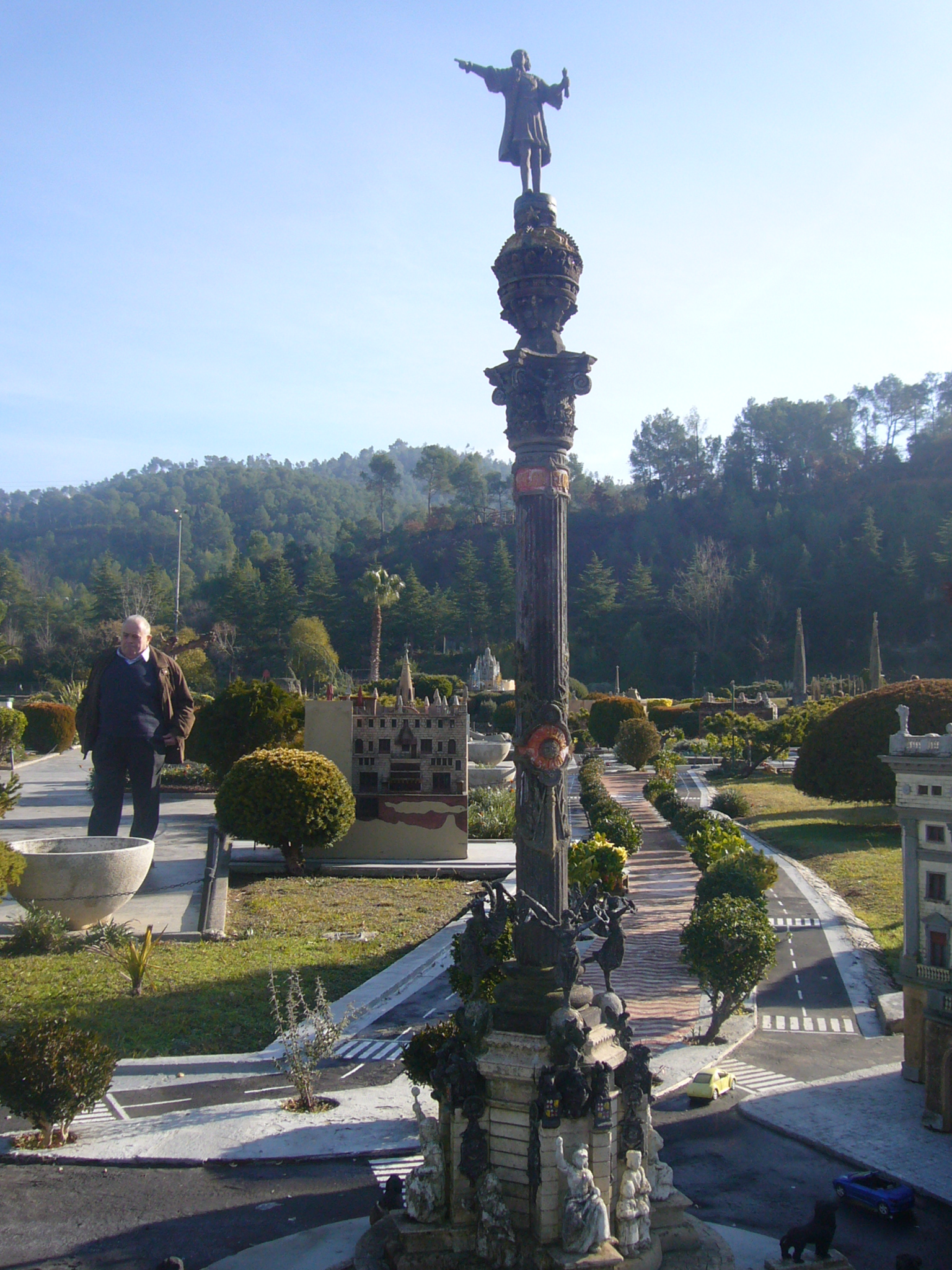
Monument a Colom
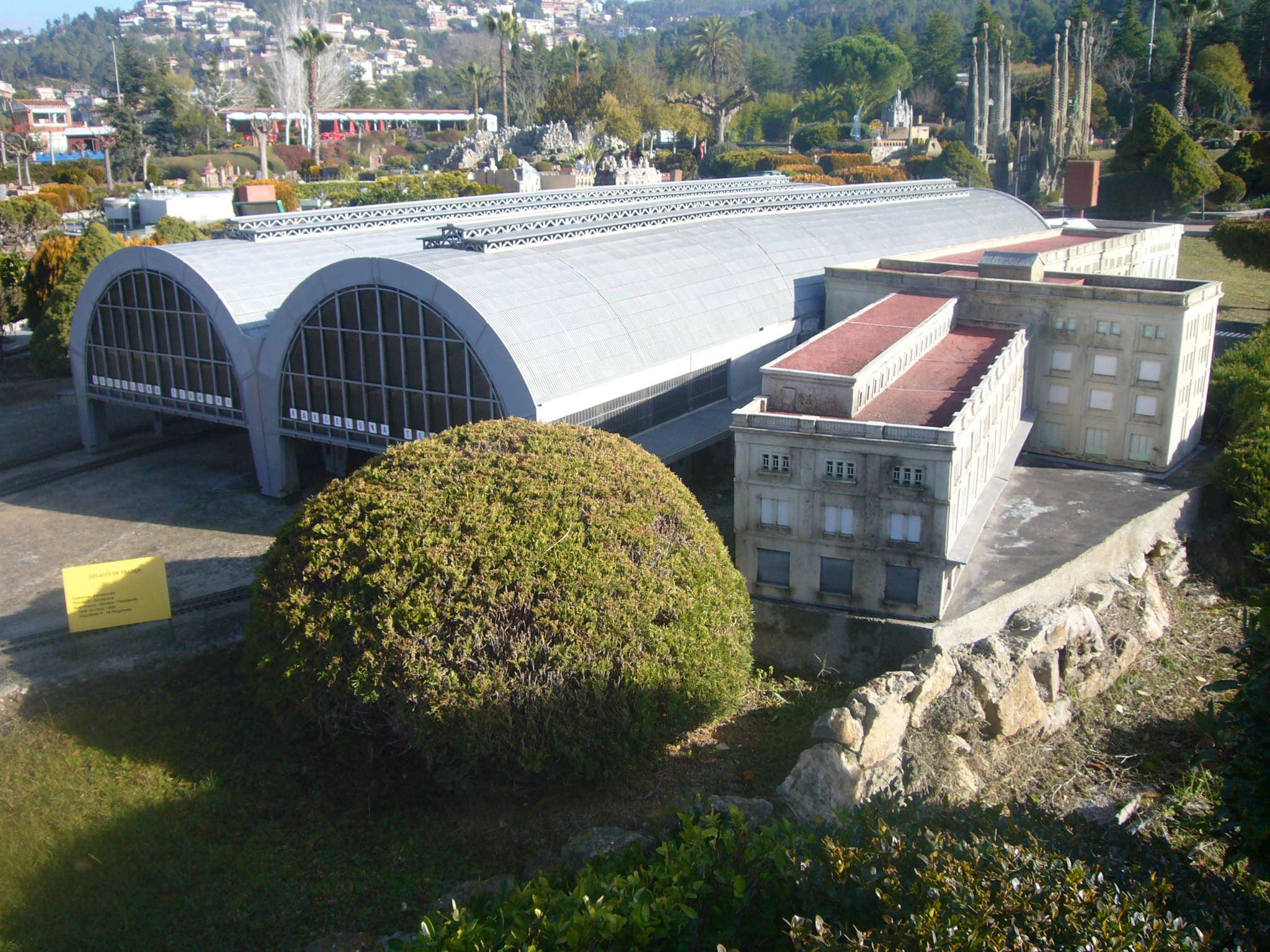
Estació de França
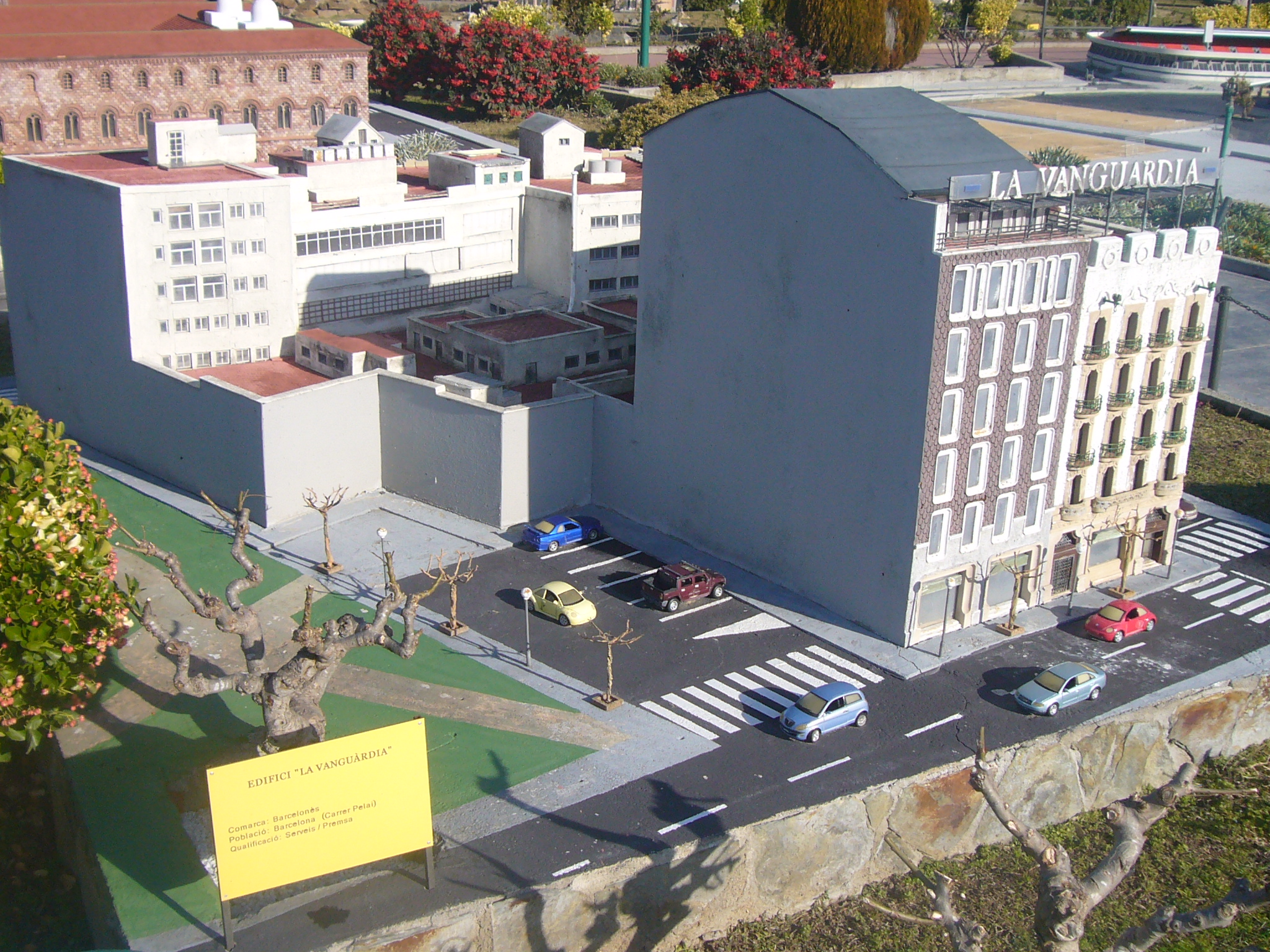
Antic edifici de La Vanguardia
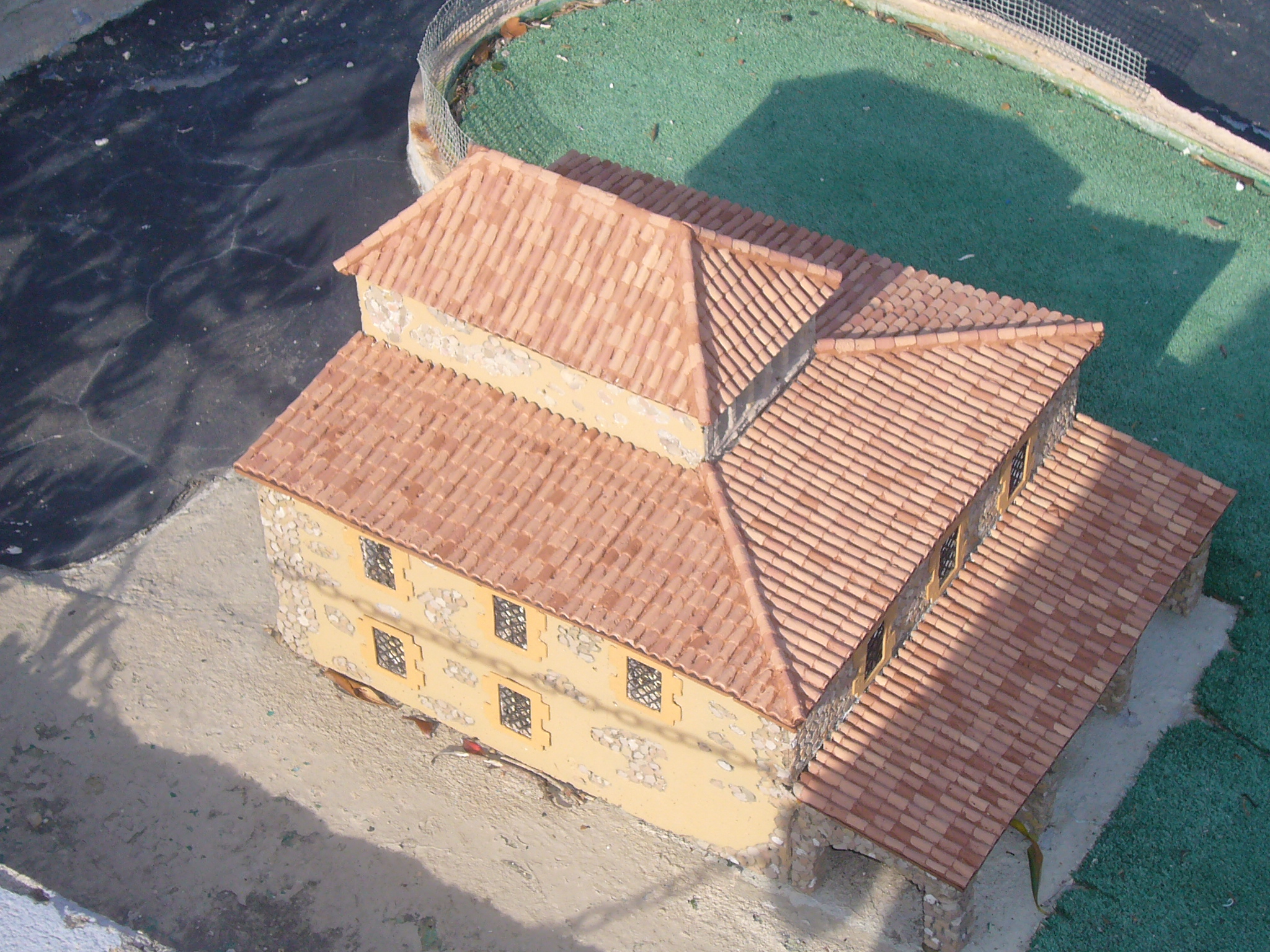
La Masia del FC Barcelona
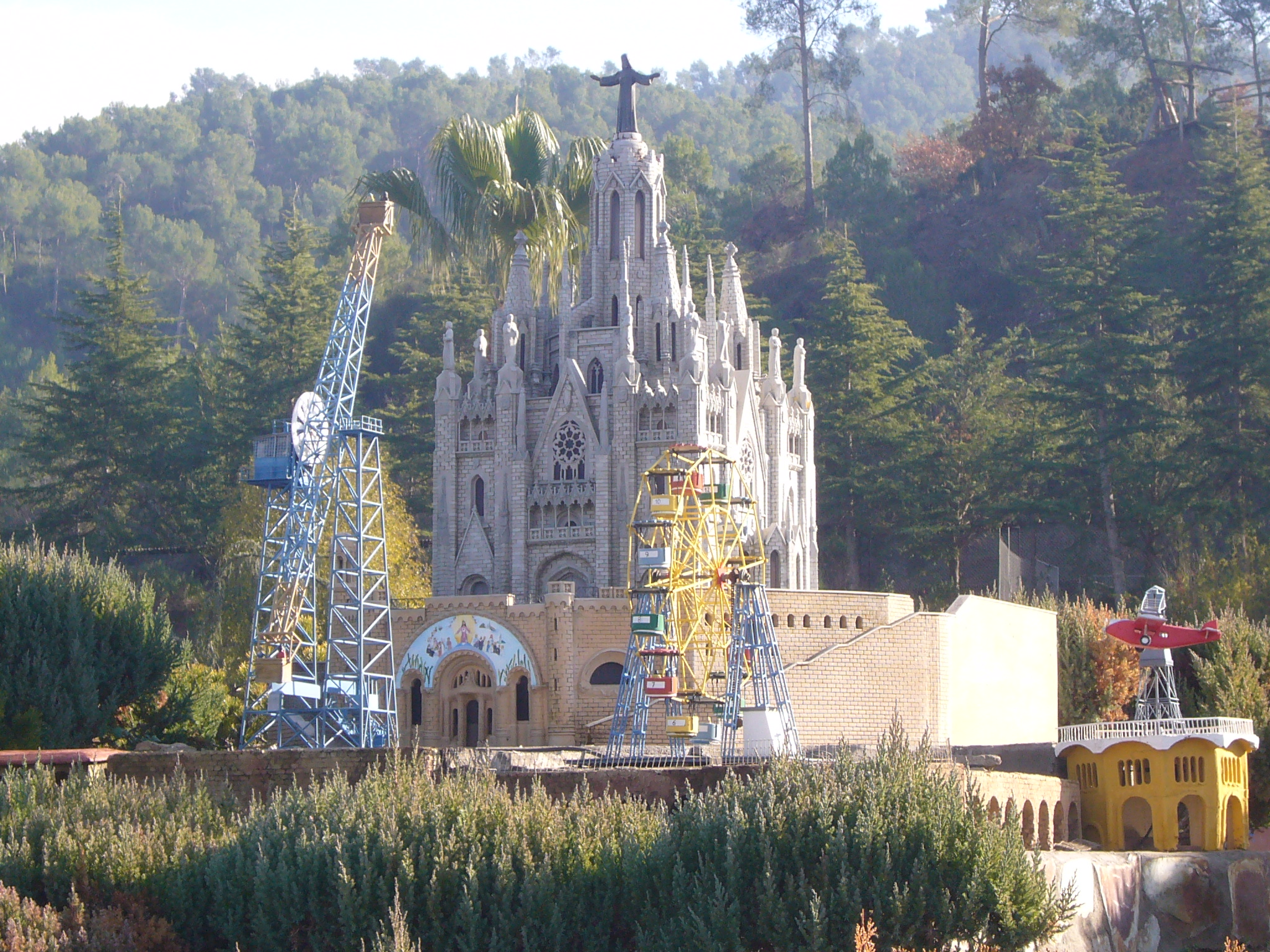
Parc d'atraccions del Tibidabo
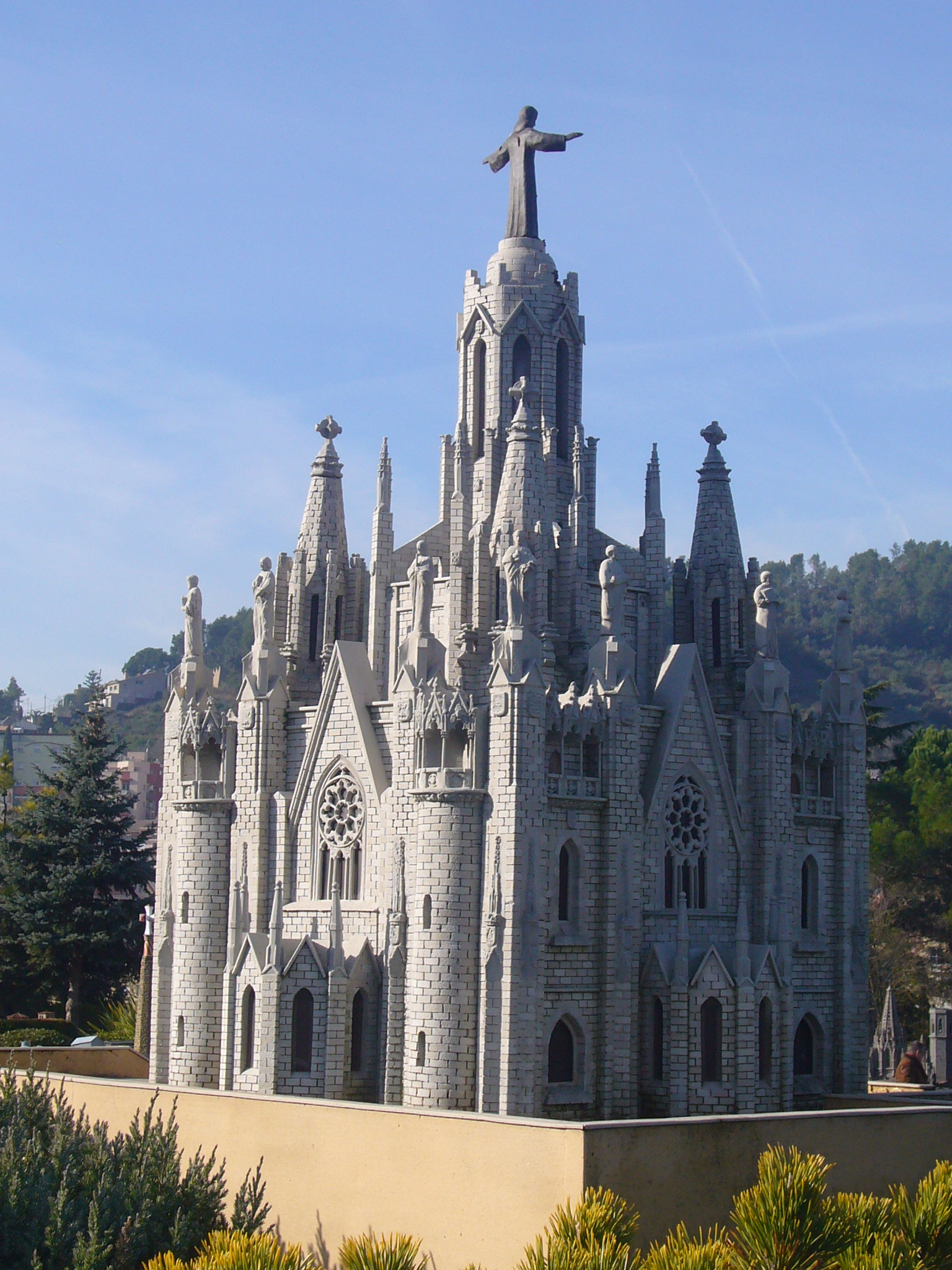
Temple Expiatori del Sagrat Cor
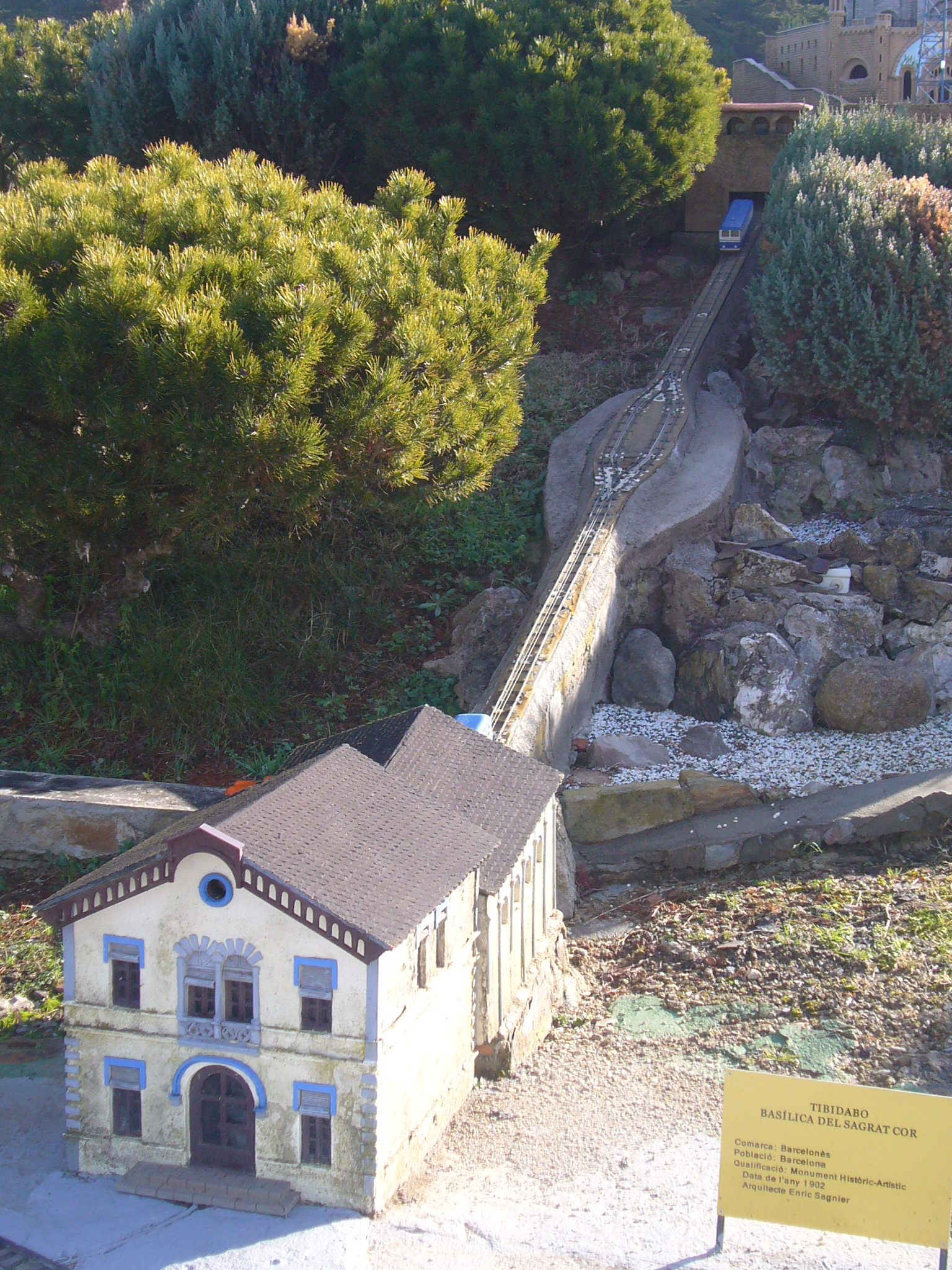
Funicular del Tibidabo
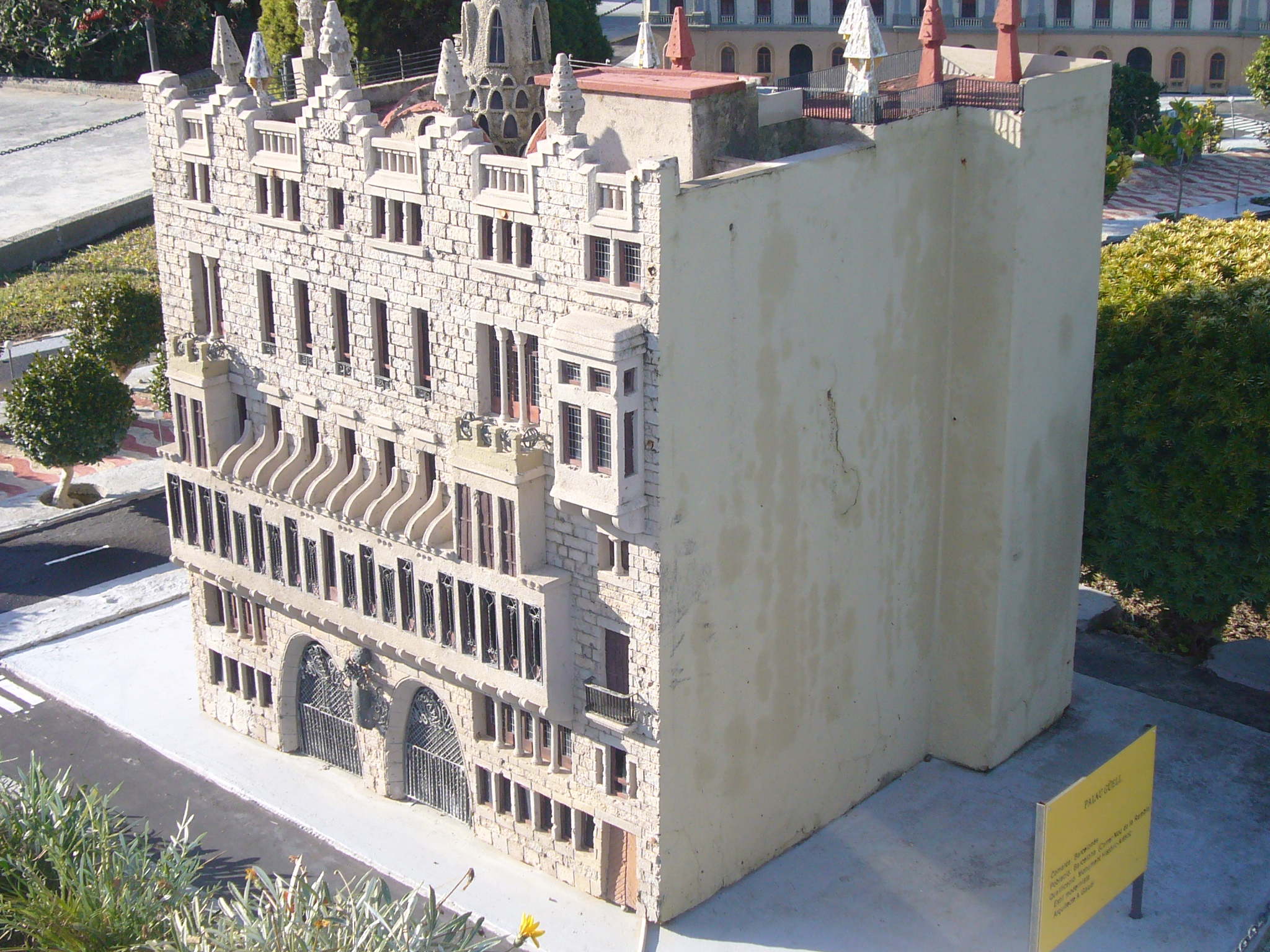
Palau Güell
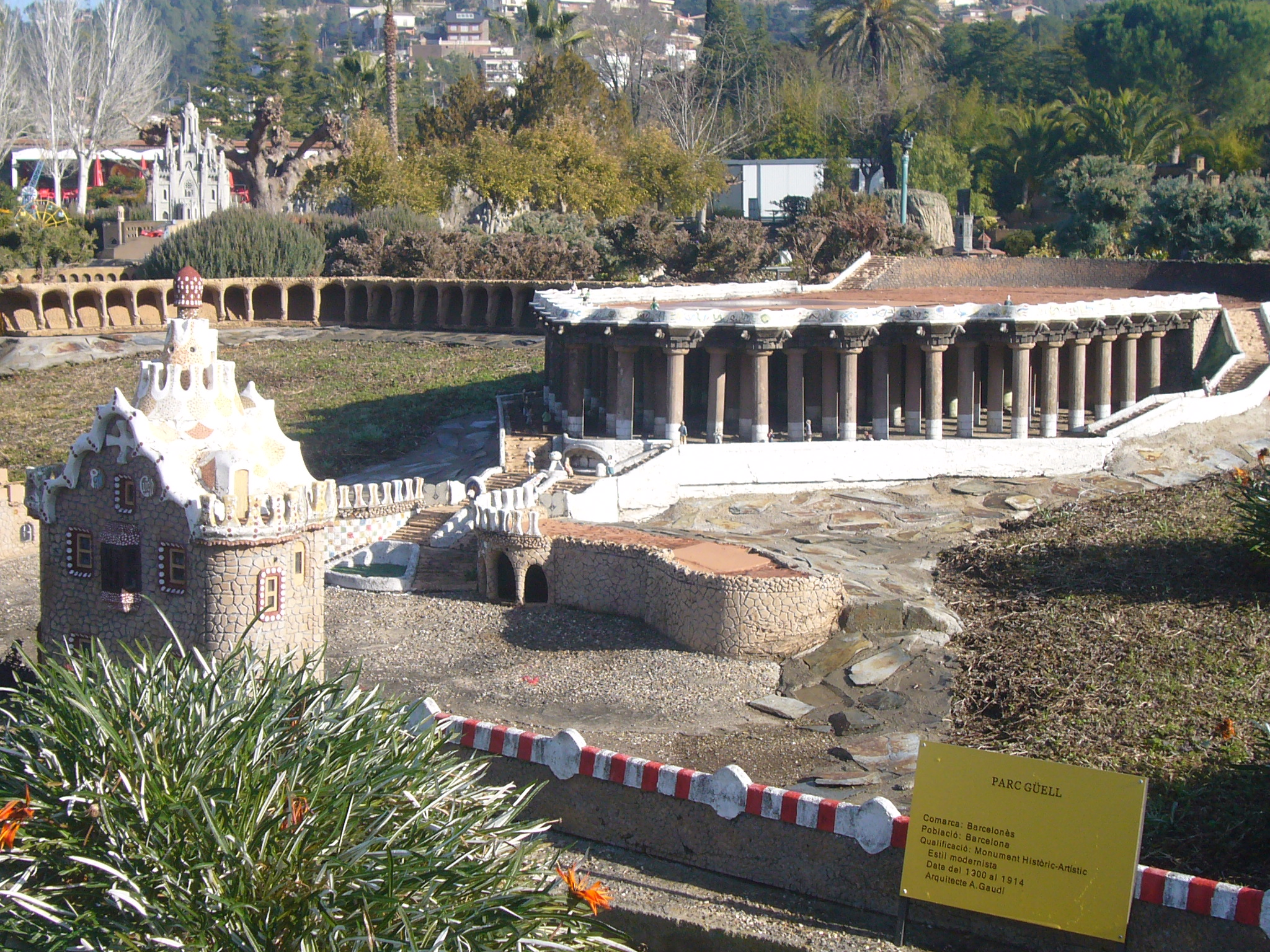
Parc Güell
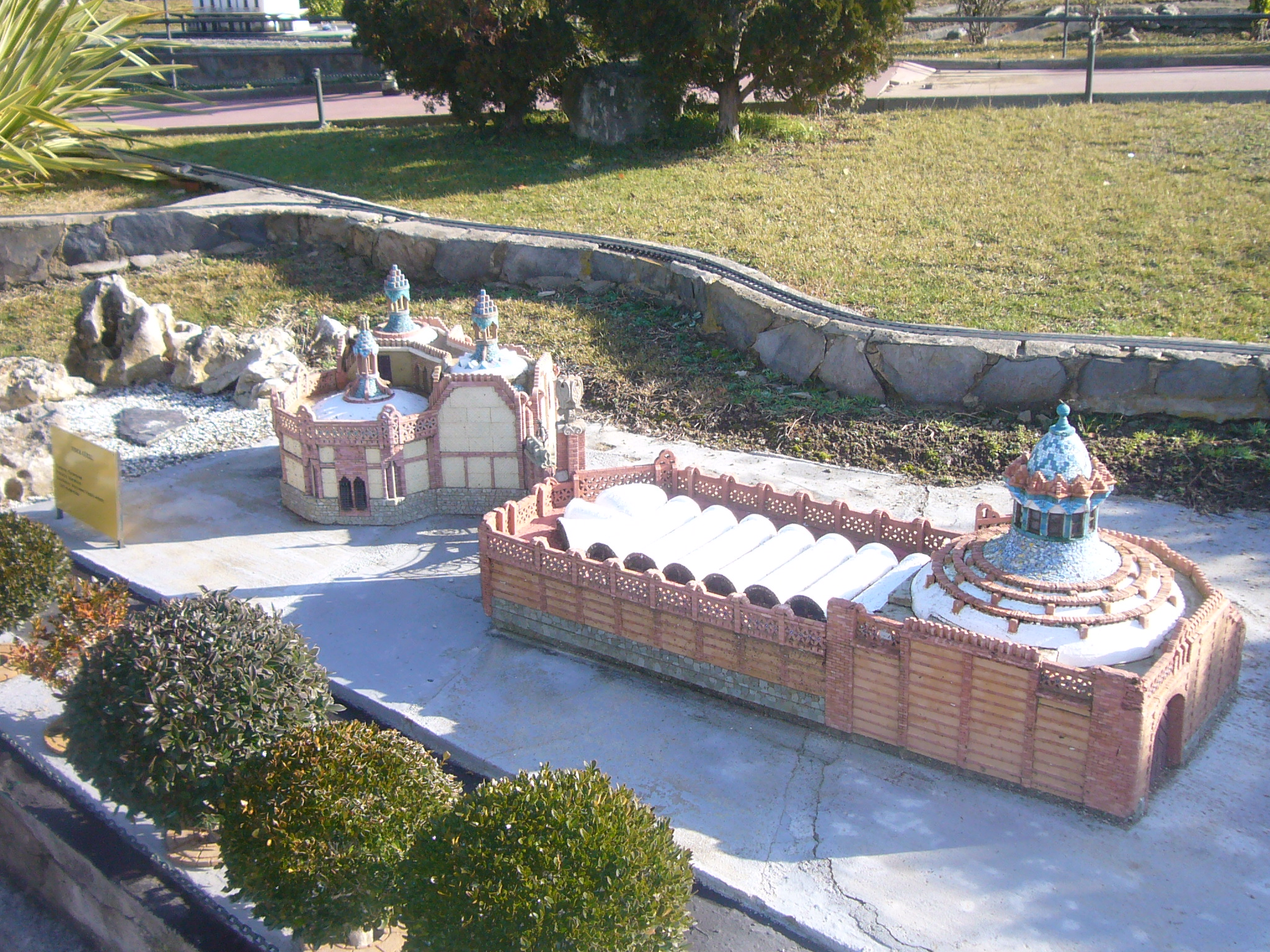
Pavellons Güell
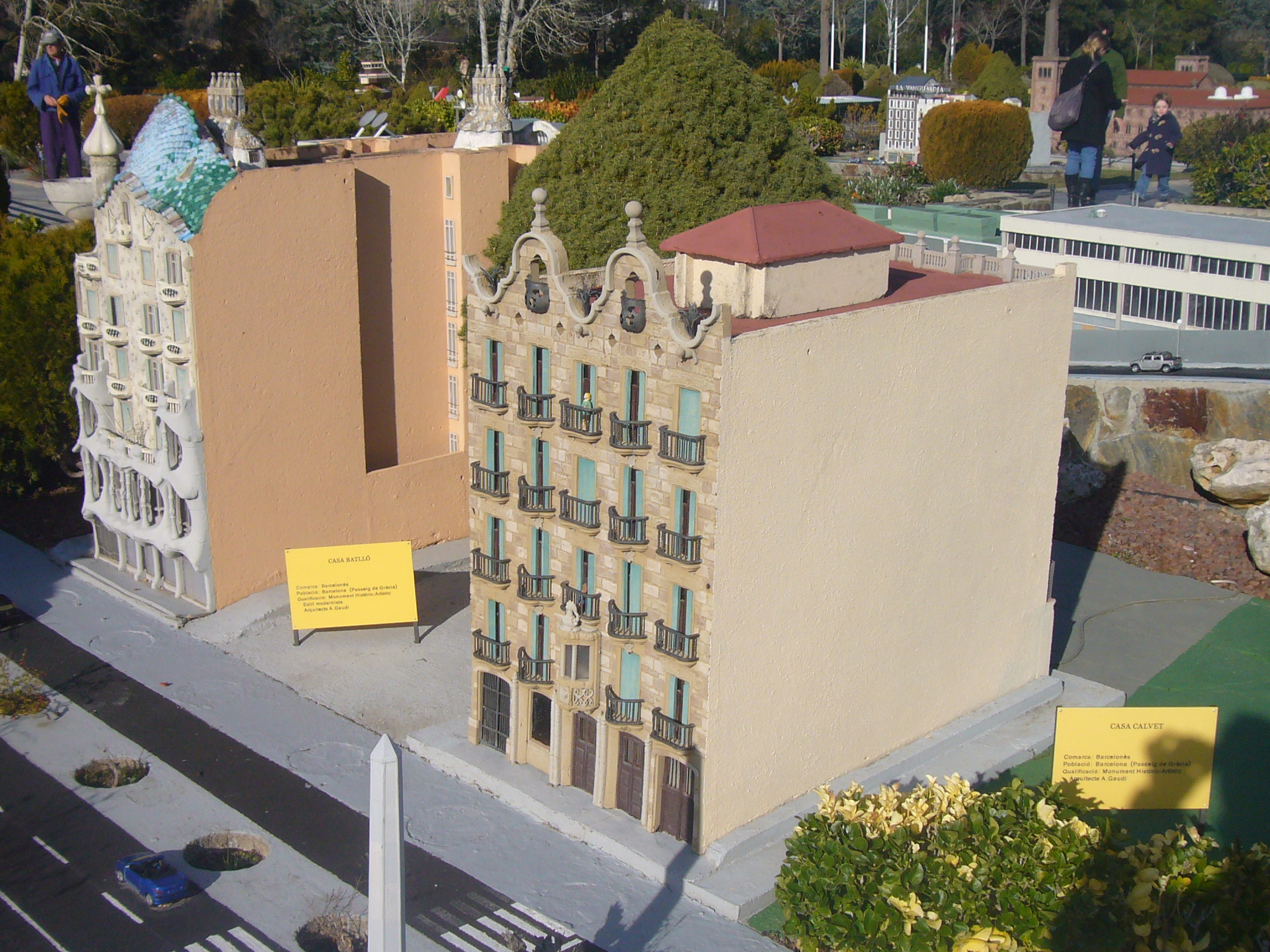
Casa Batlló i Casa Calvet
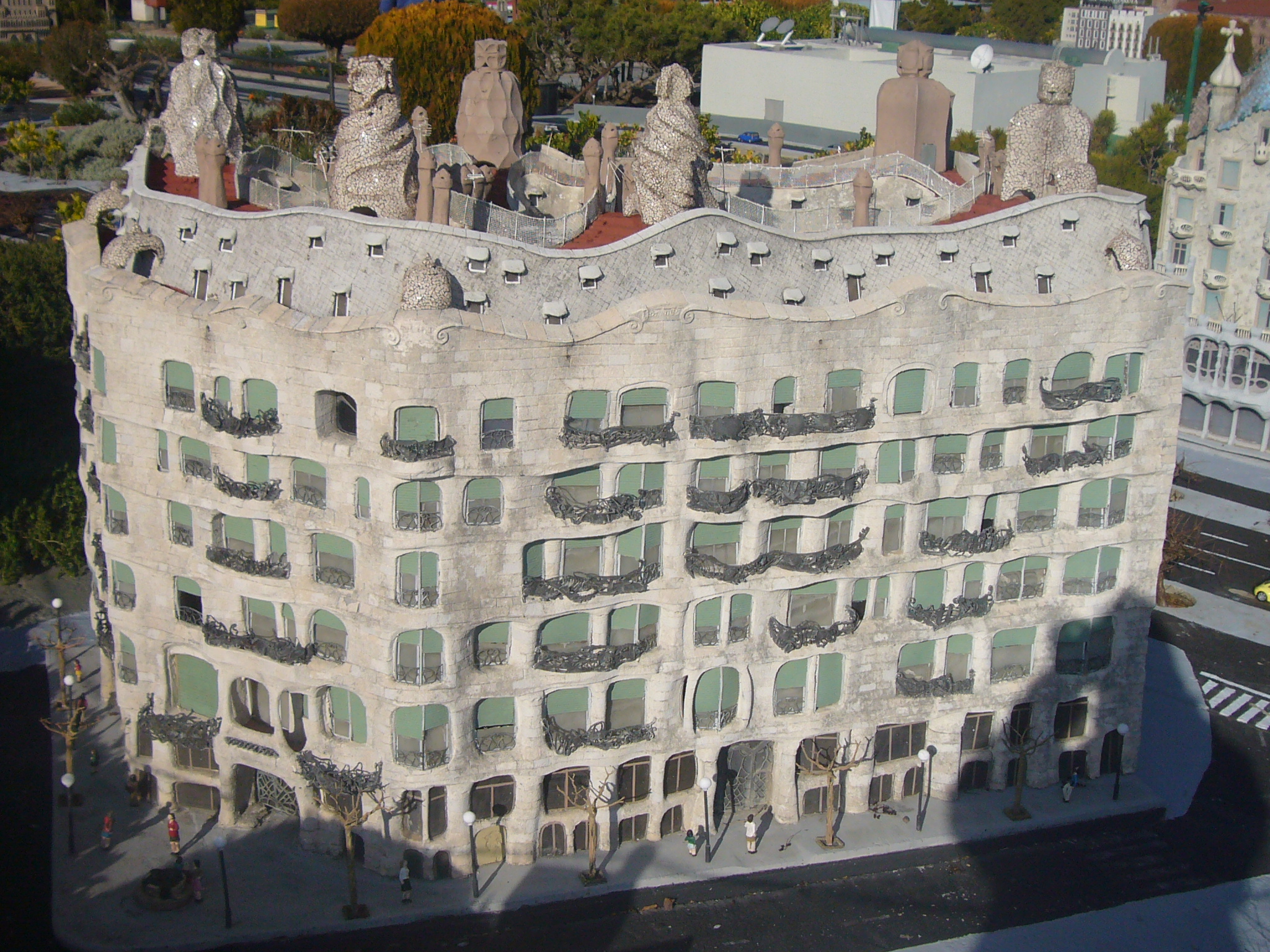
La Pedrera
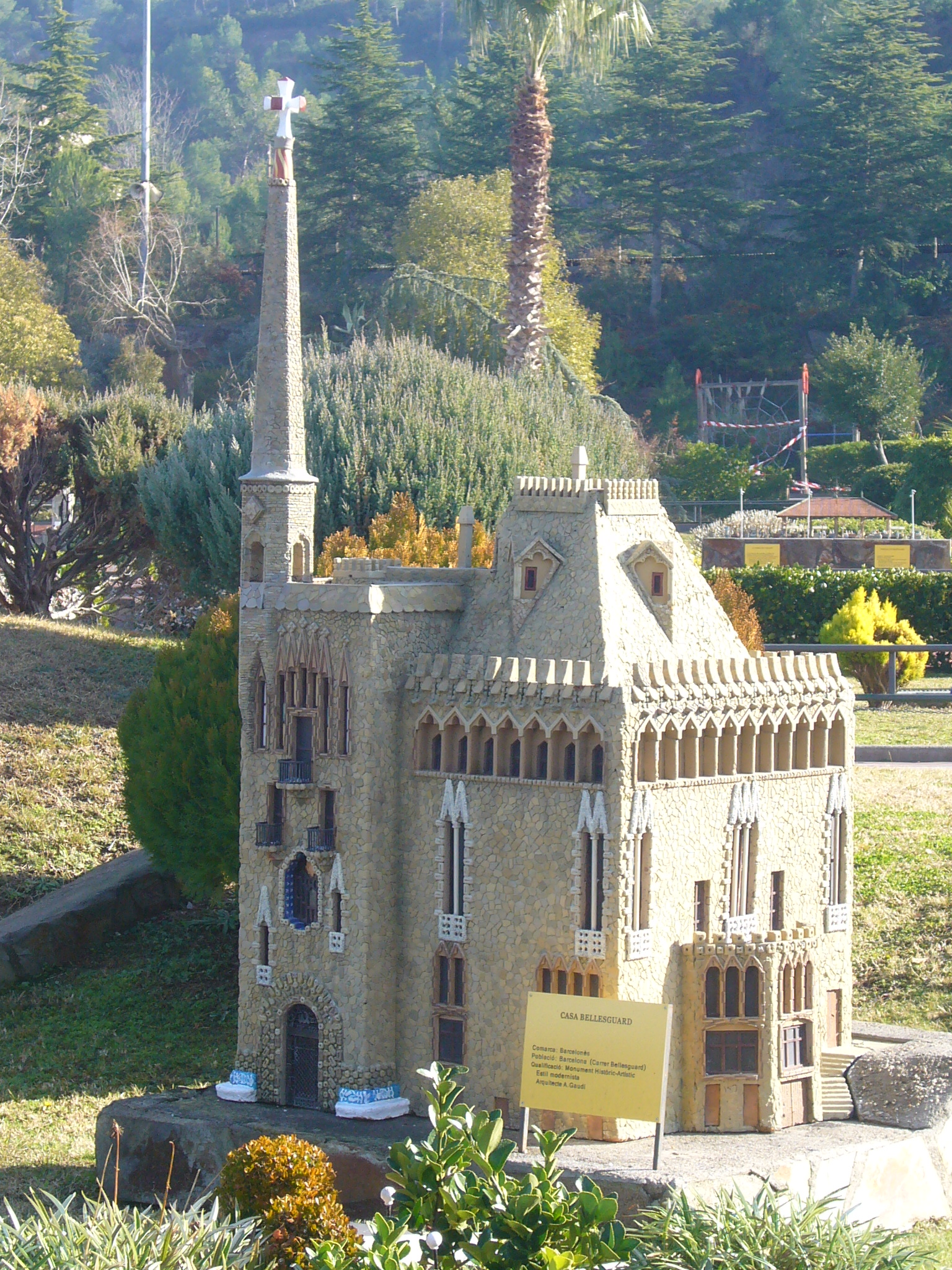
Torre Bellesguard
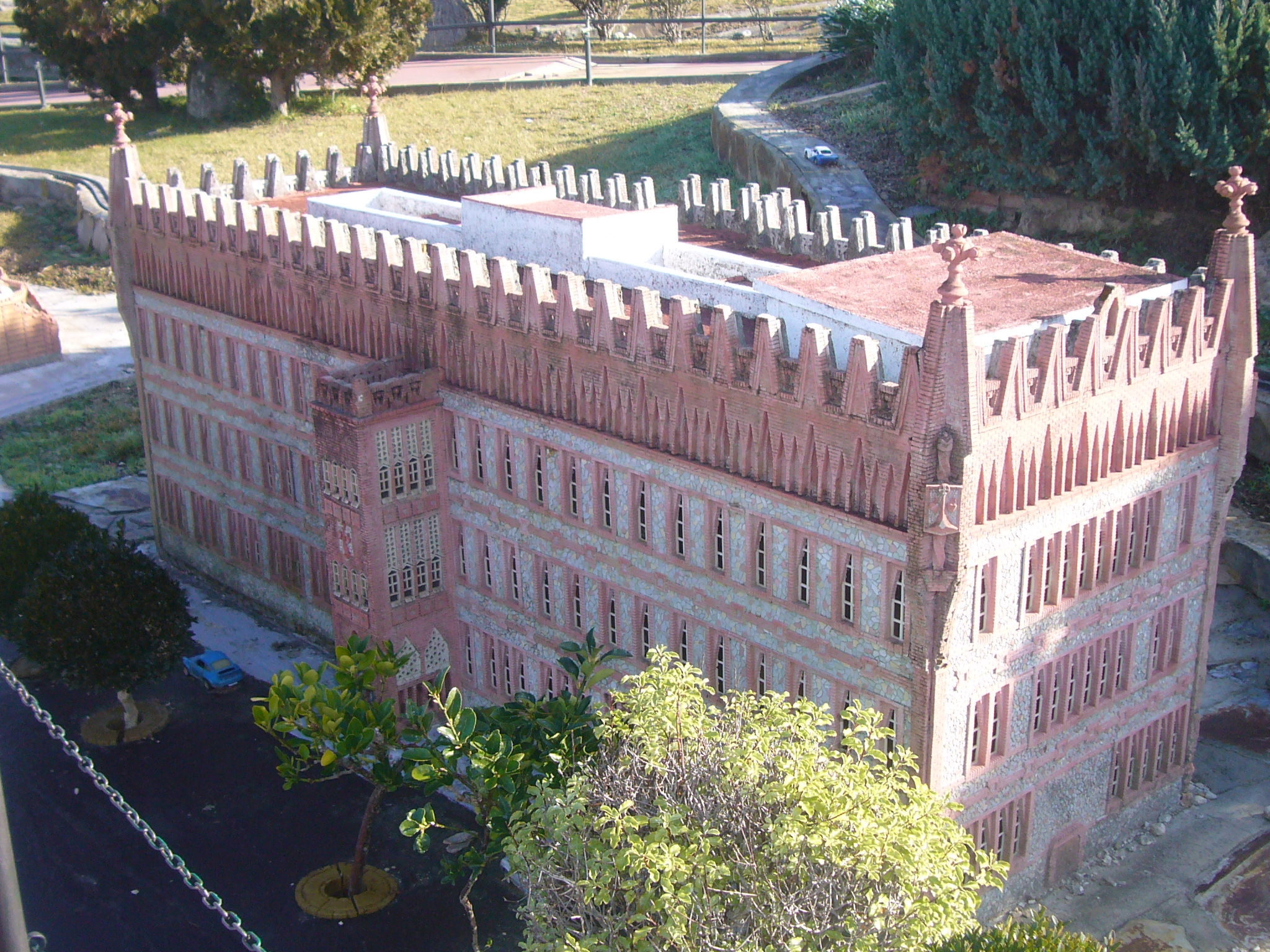
Col·legi de les Teresianes
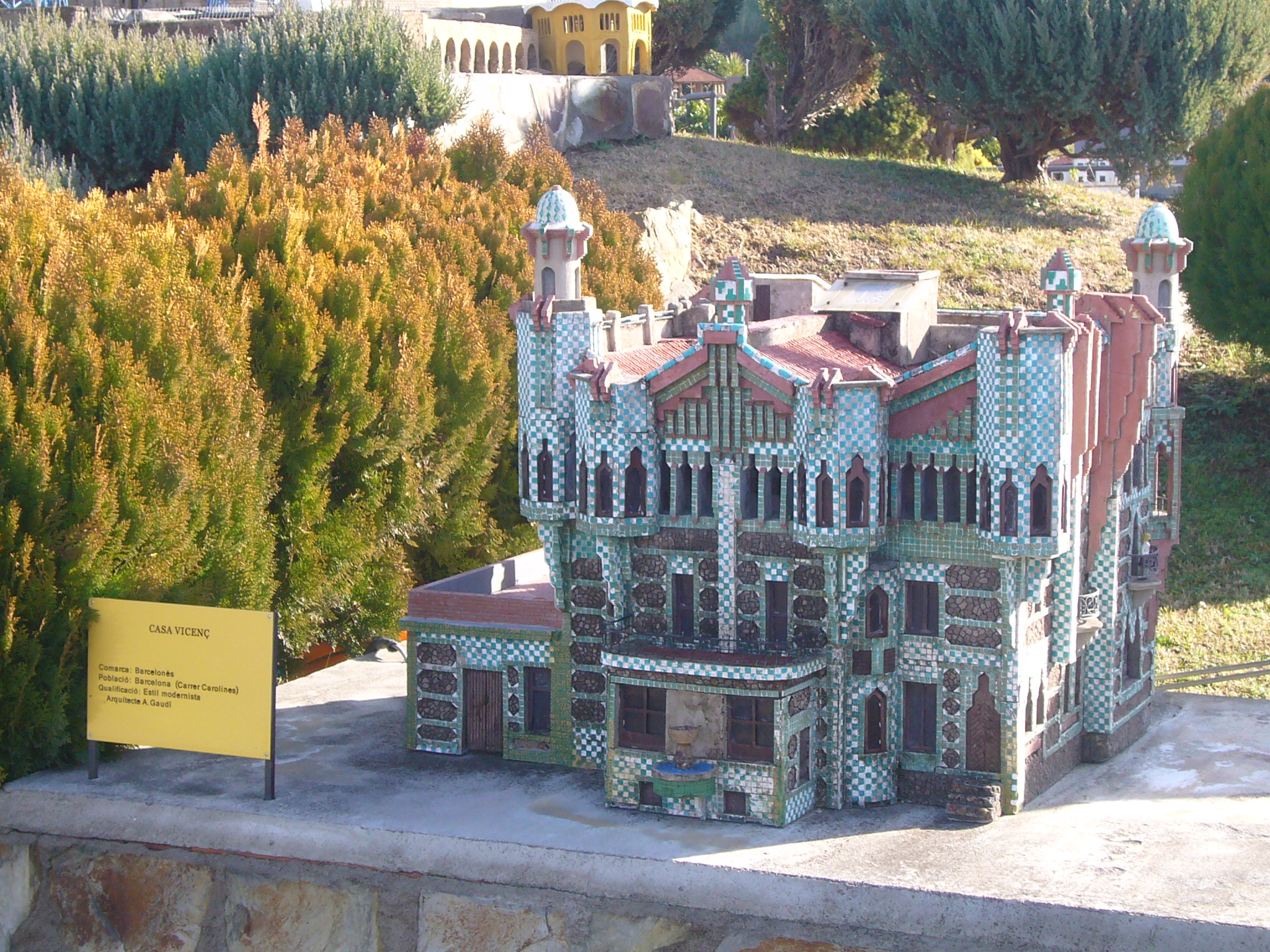
Casa Vicens
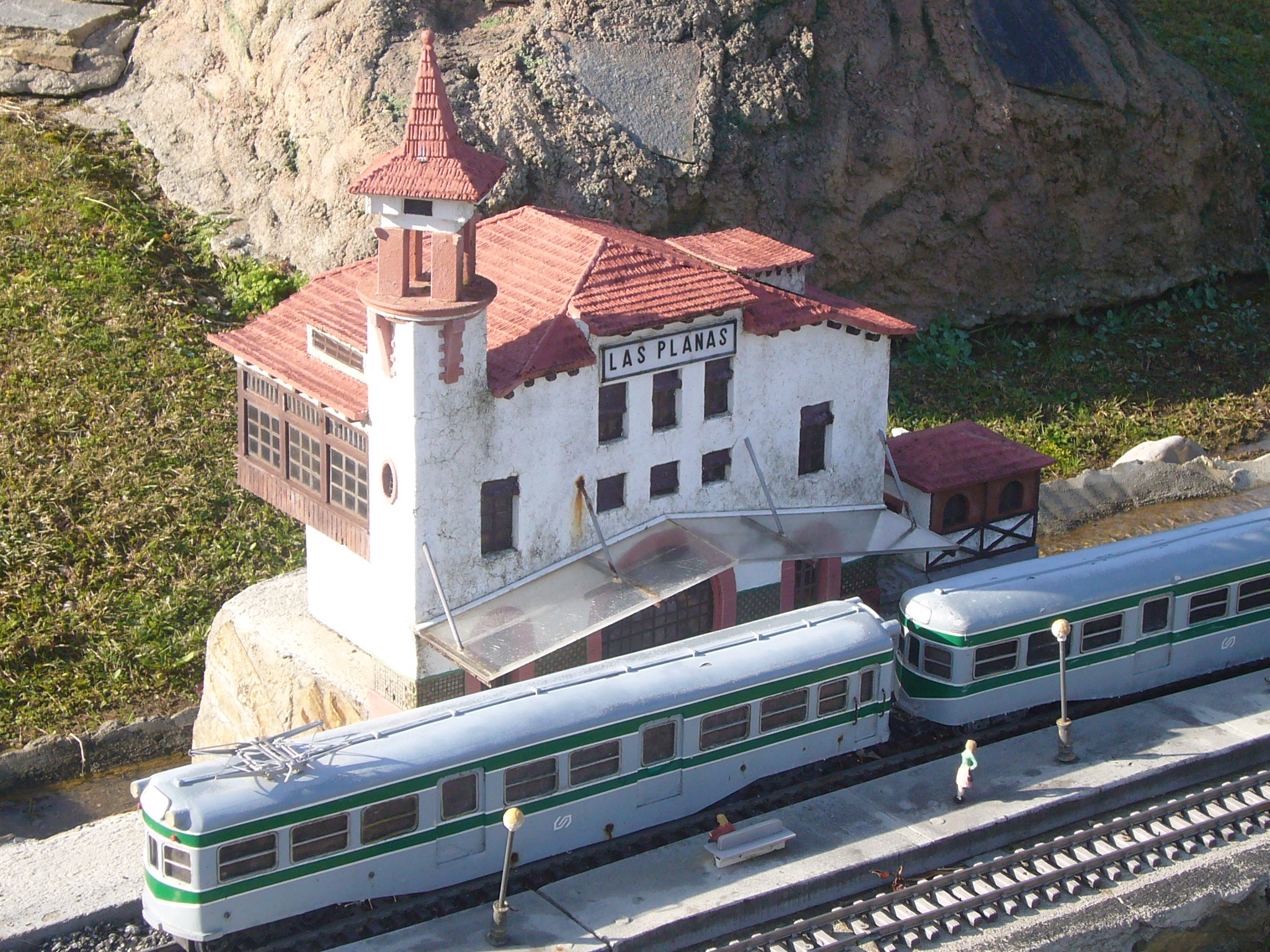
Estació de les Planes.

### Província de Barcelona
- Aeroport del Prat, seu de la Televisió de Catalunya, Cripta de la Colònia Güell, fàbrica Chupa Chups, edifici El Periódico de Parets del Vallès, Ajuntament de Granollers, plaça Porxada de Granollers, Estació de Mataró, far de Calella, Edifici El País, Fàbrica de pa de motlle Bimbo de Granollers, Monestir de Sant Cugat del Vallès, Muntanya de Montserrat, Monestir de Montserrat i Aeri de Montserrat, Pont del Diable (Martorell), castell i església de Santa Maria de la Tossa, estació de tren FGC d'Igualada, castell de Cardona, seu de l'Ajuntament de Manresa, Pont Vell de Manresa sobre el riu Cardoner, Bombers de Manresa, ermita de Sant Jaume de Castellbell i el Vilar, restaurant Cal Pupinet (Castellbisbal), façana marítima de Sitges amb Cau Ferrat, Museu Maricel, església de Sant Bartomeu i Santa Tecla de Sitges i estació de Sitges, Celler Güell, Caves Codorníu i Caves Blancher (Sant Sadurní d'Anoia), Caves Rovellats (Sant Martí Sarroca), castell i església de Sant Martí Sarroca, Santa Cecília de Montserrat, església de Torrelles de Llobregat, pont romànic de Vic, Fàbrica La Piara (Manlleu), conjunt de la vila de Rupit i església del Monestir de Sant Jaume de Frontanyà.

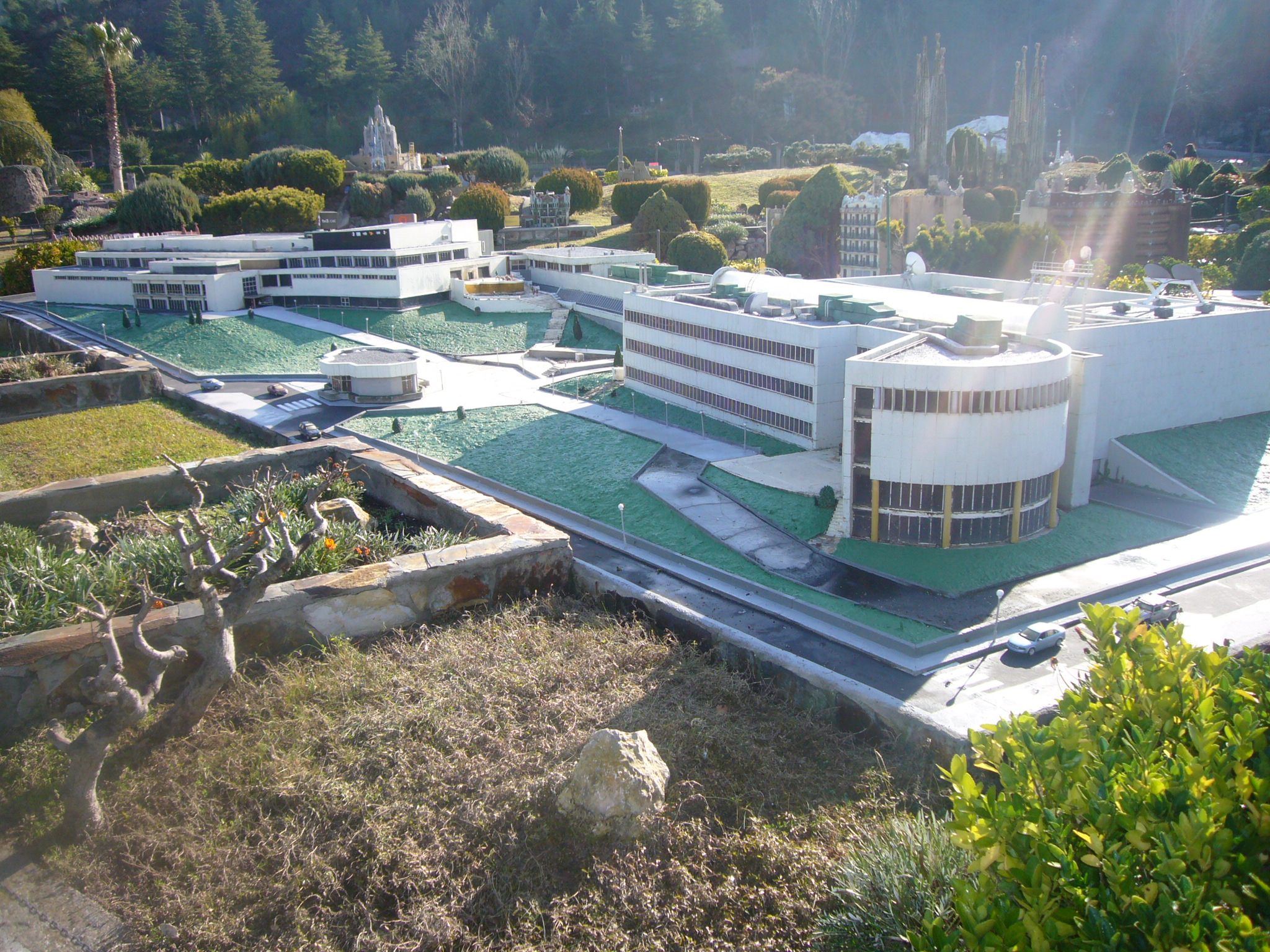
Televisió de Catalunya
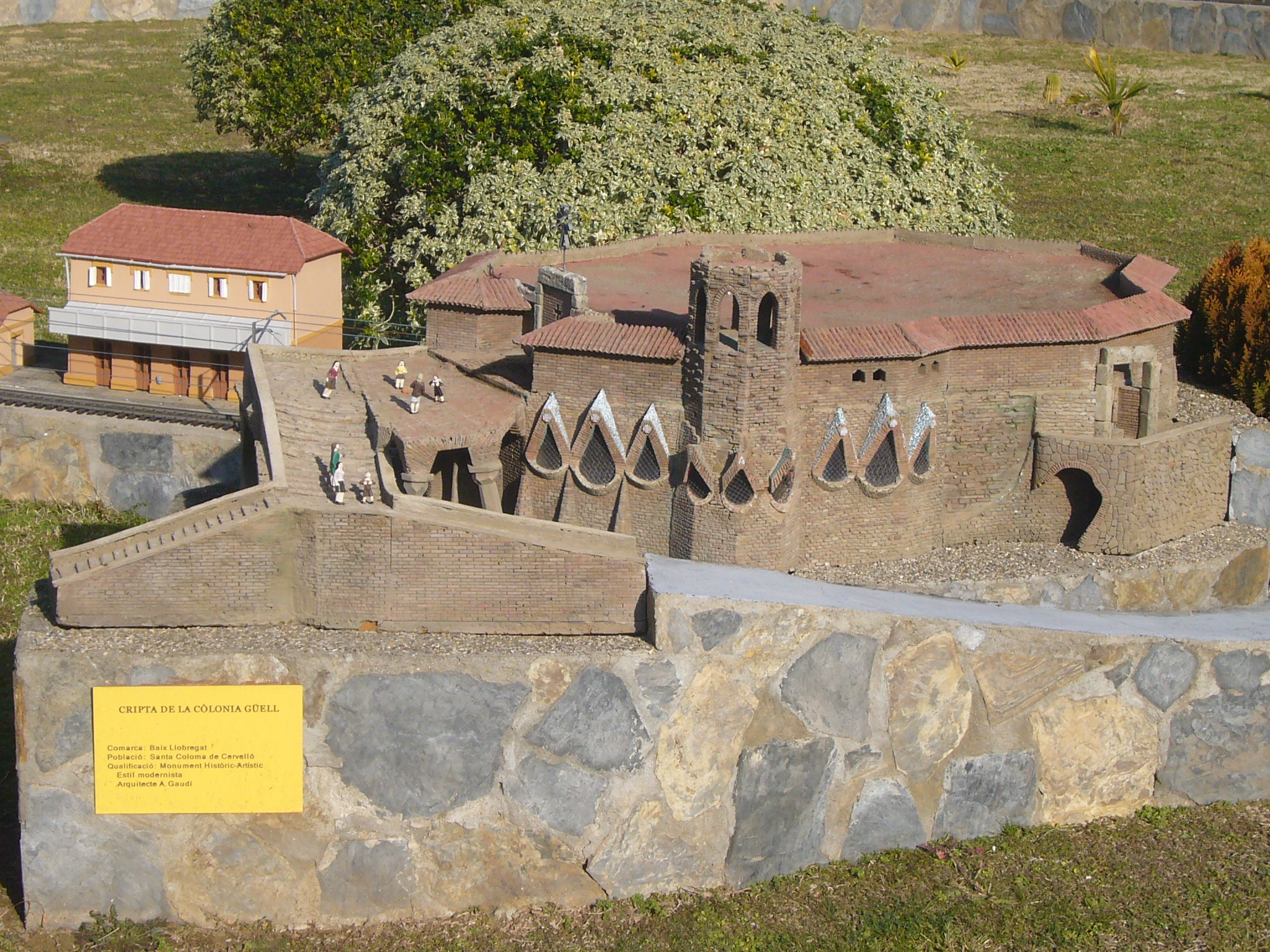
Cripta de la Colònia Güell
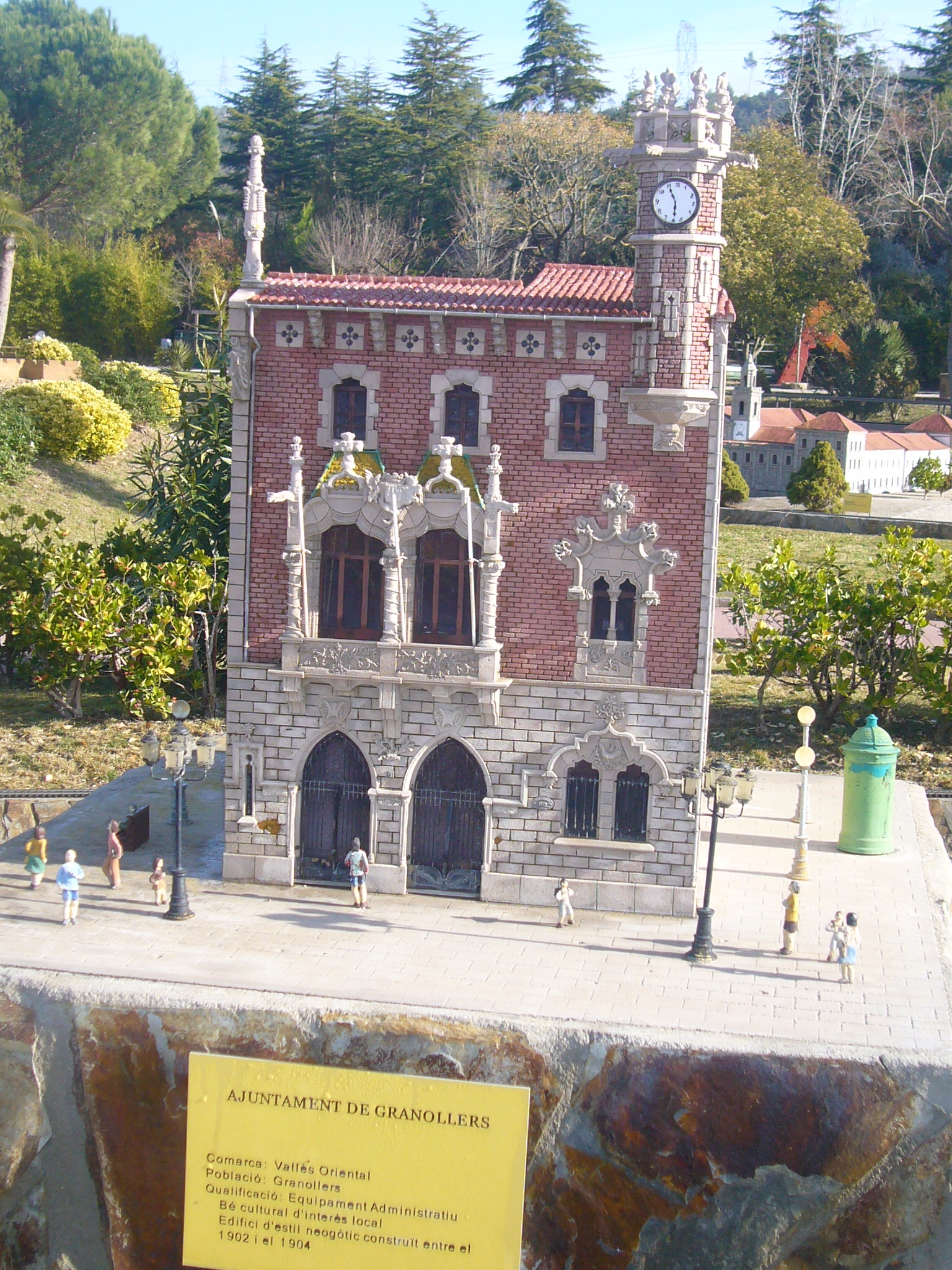
Ajuntament de Granollers
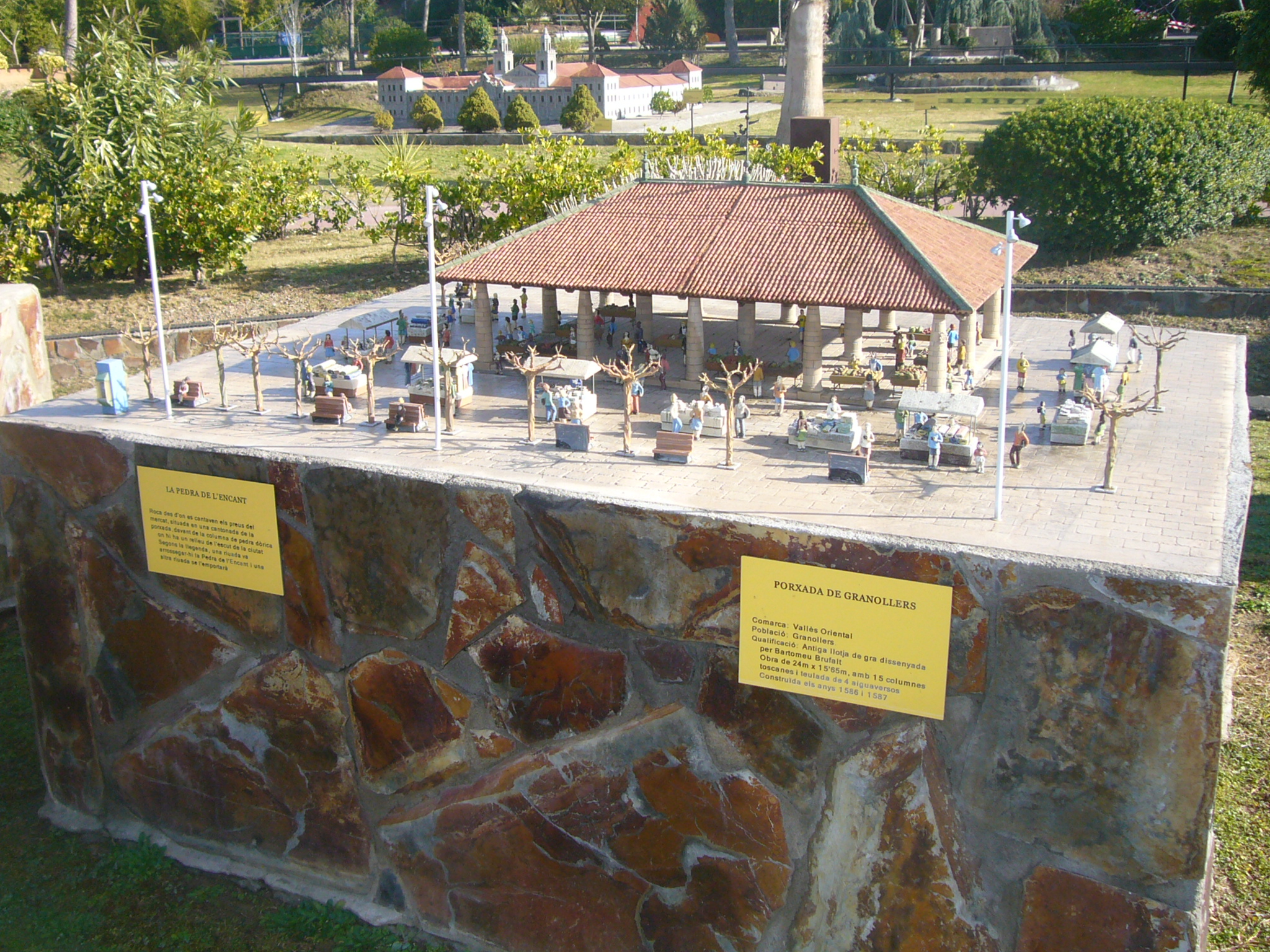
Porxada de Granollers
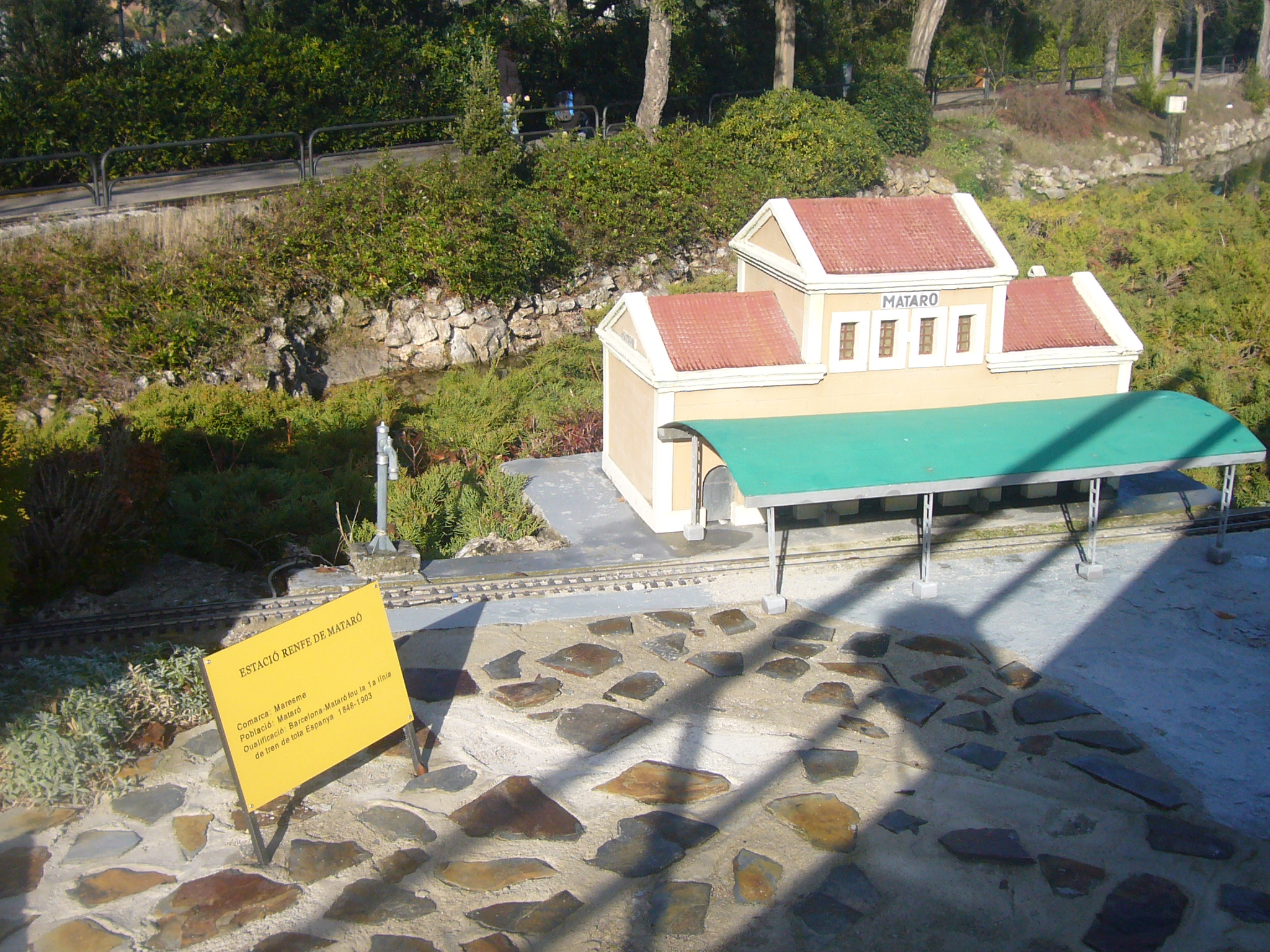
Estació de Mataró
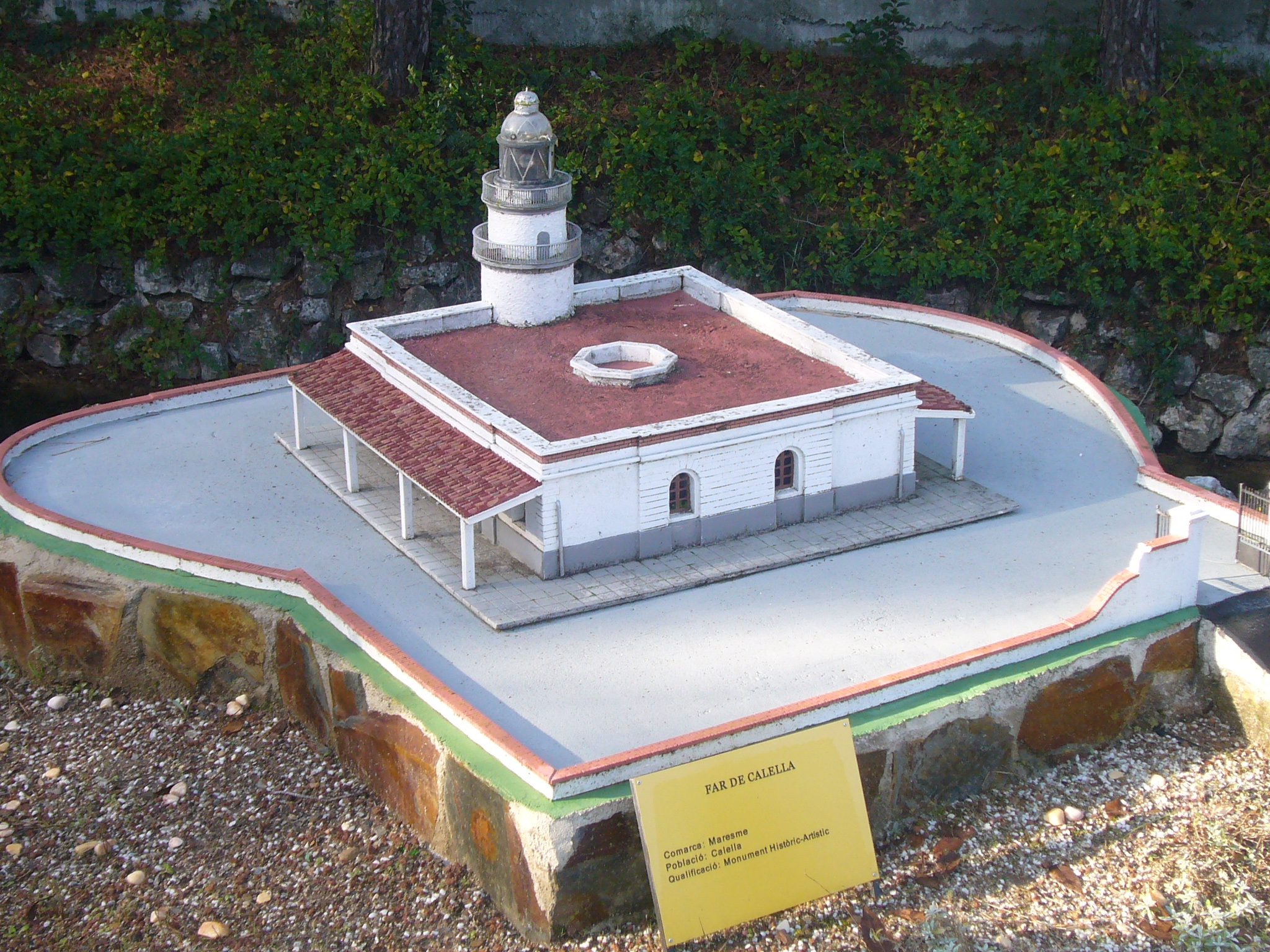
Far de Calella
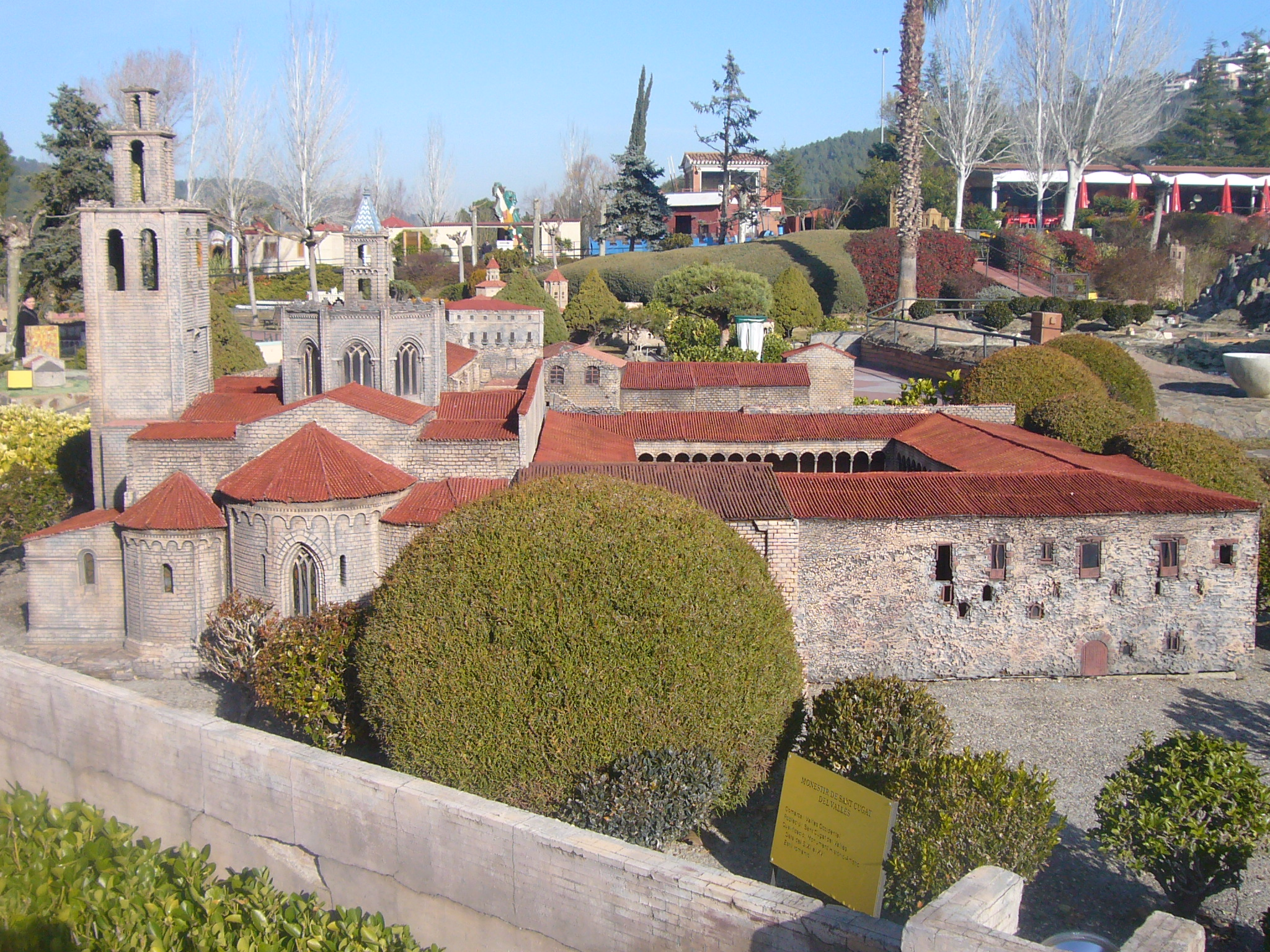
Monestir de Sant Cugat del Vallès
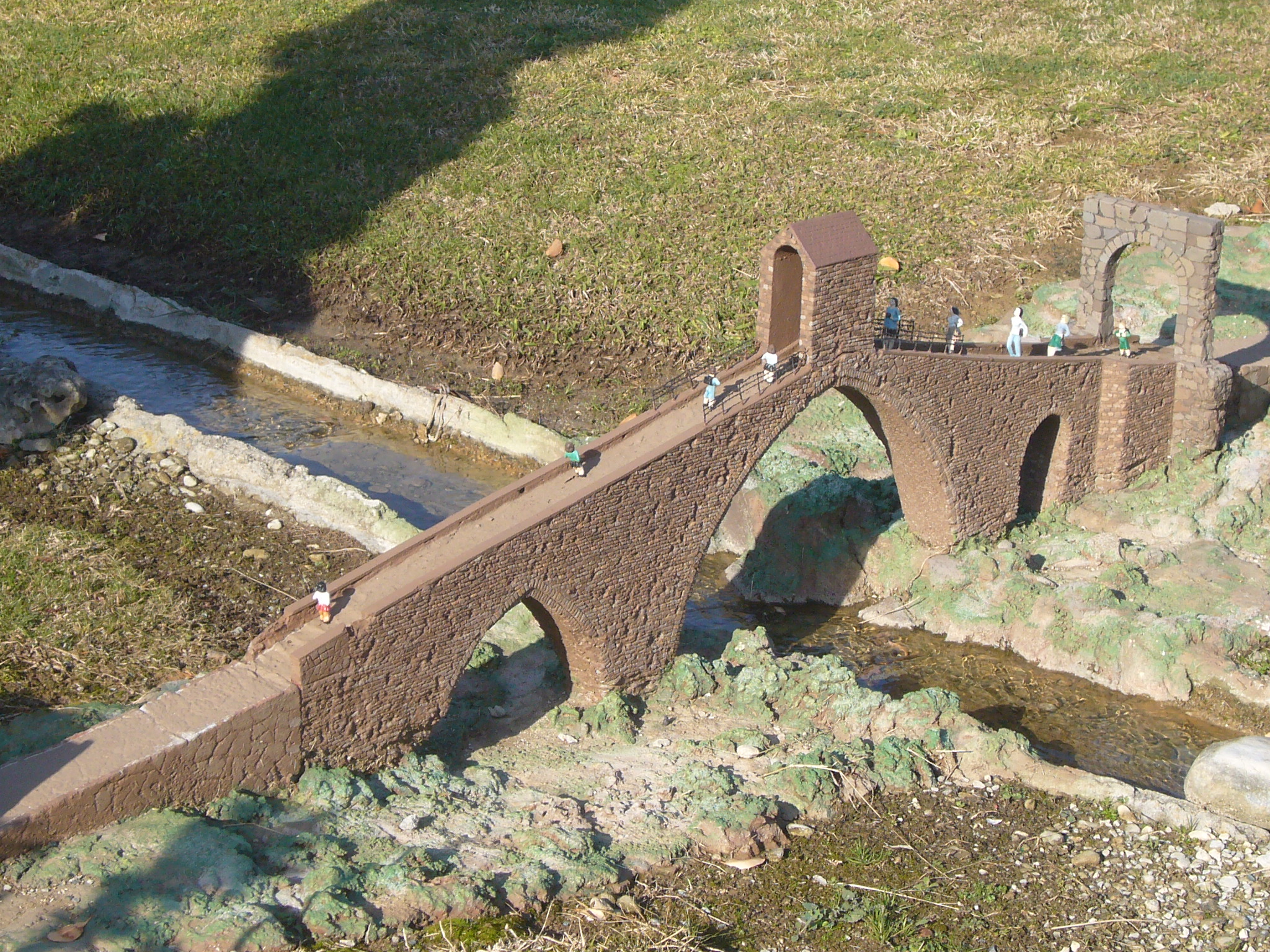
Pont del Diable (Martorell)
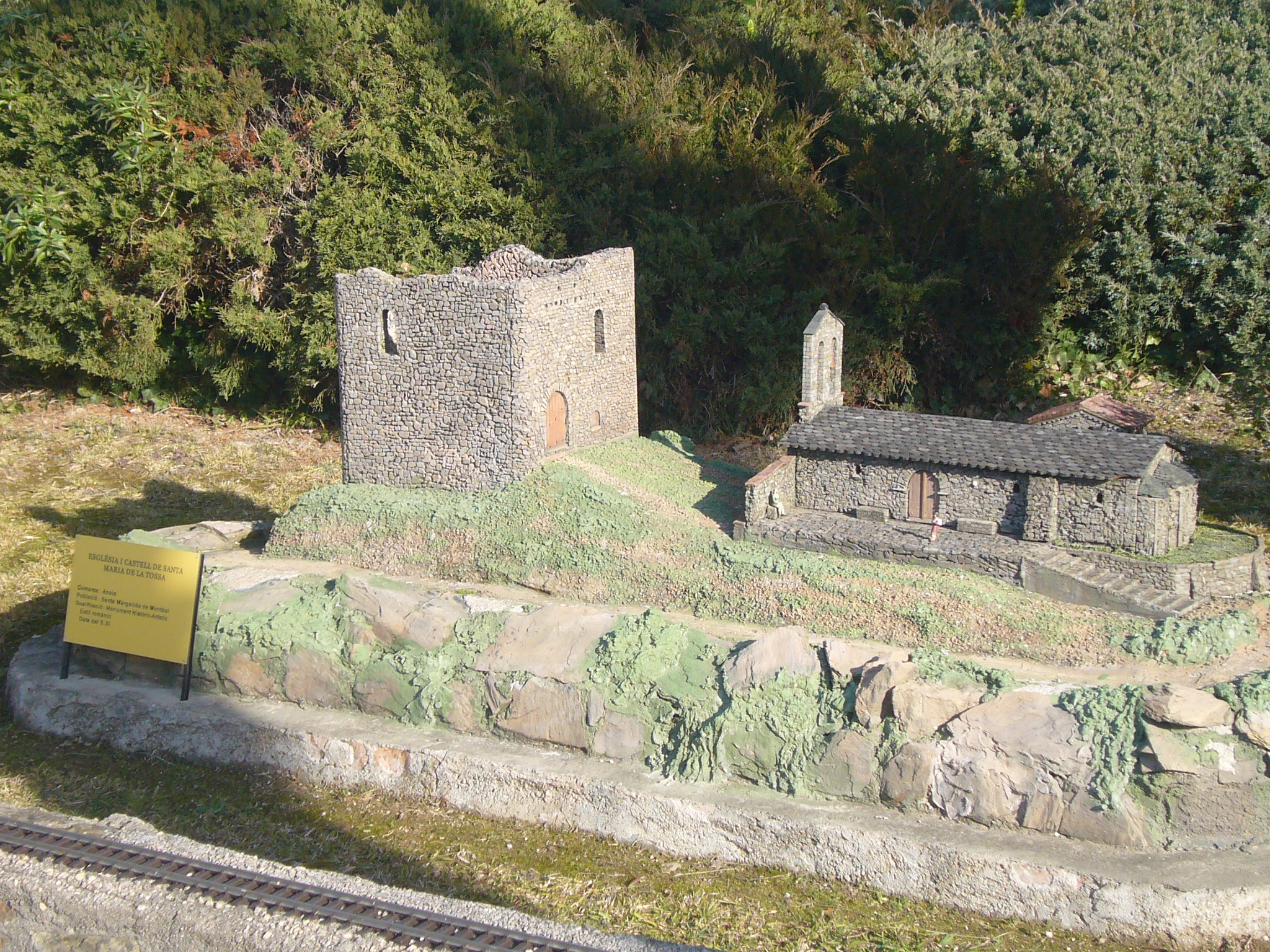
Castell i església de Santa Maria de la Tossa
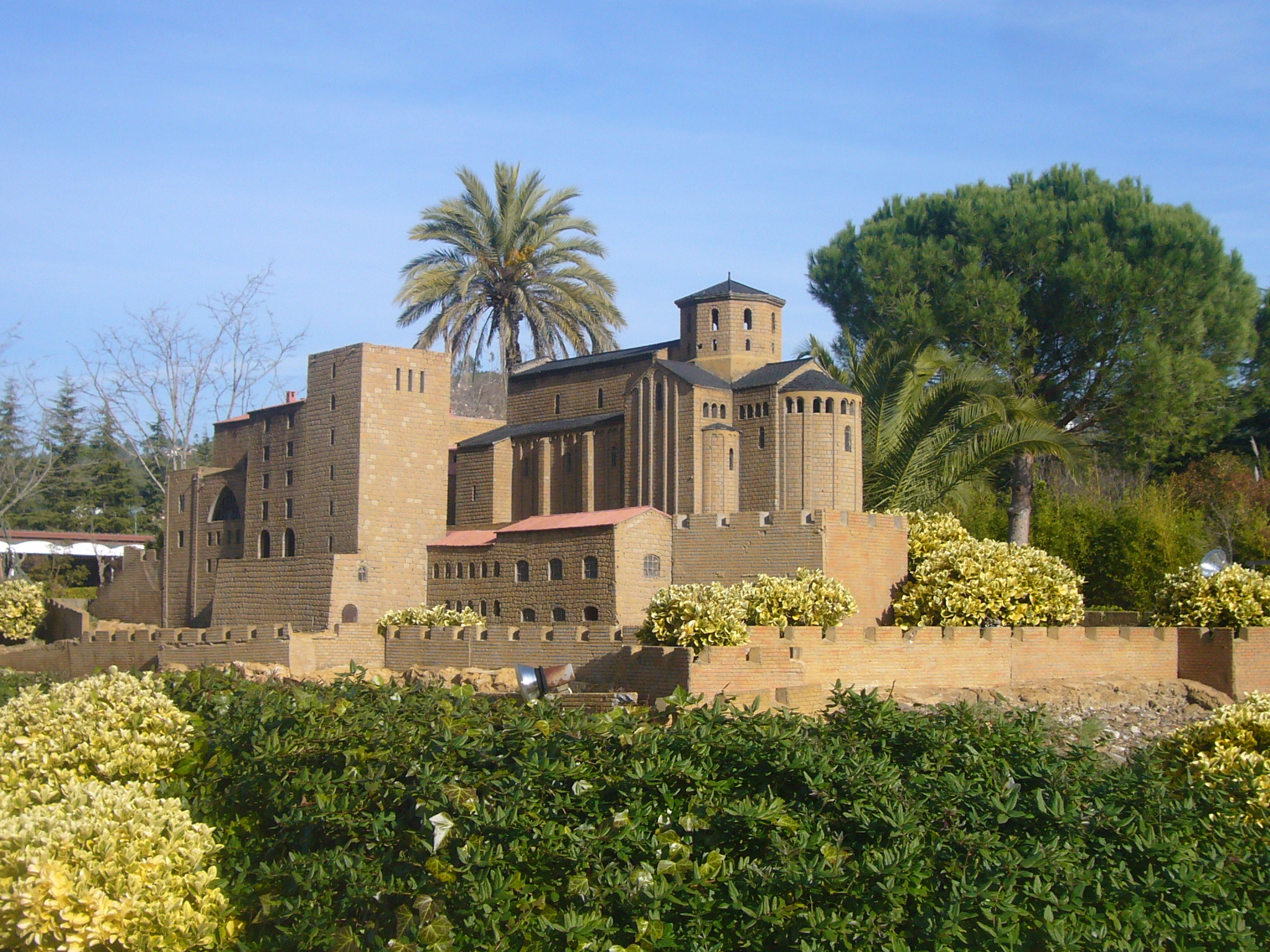
Castell de Cardona
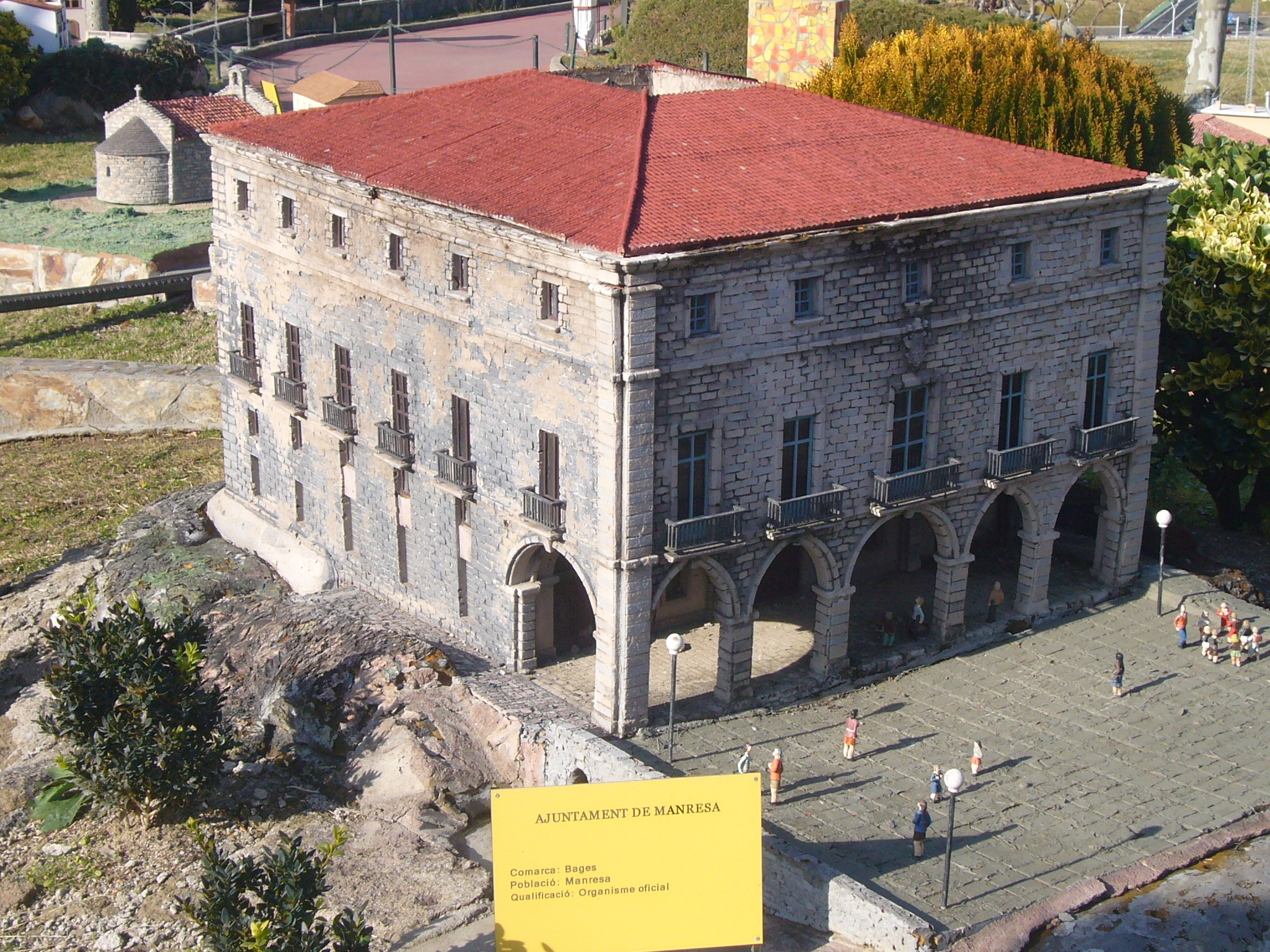
Ajuntament de Manresa
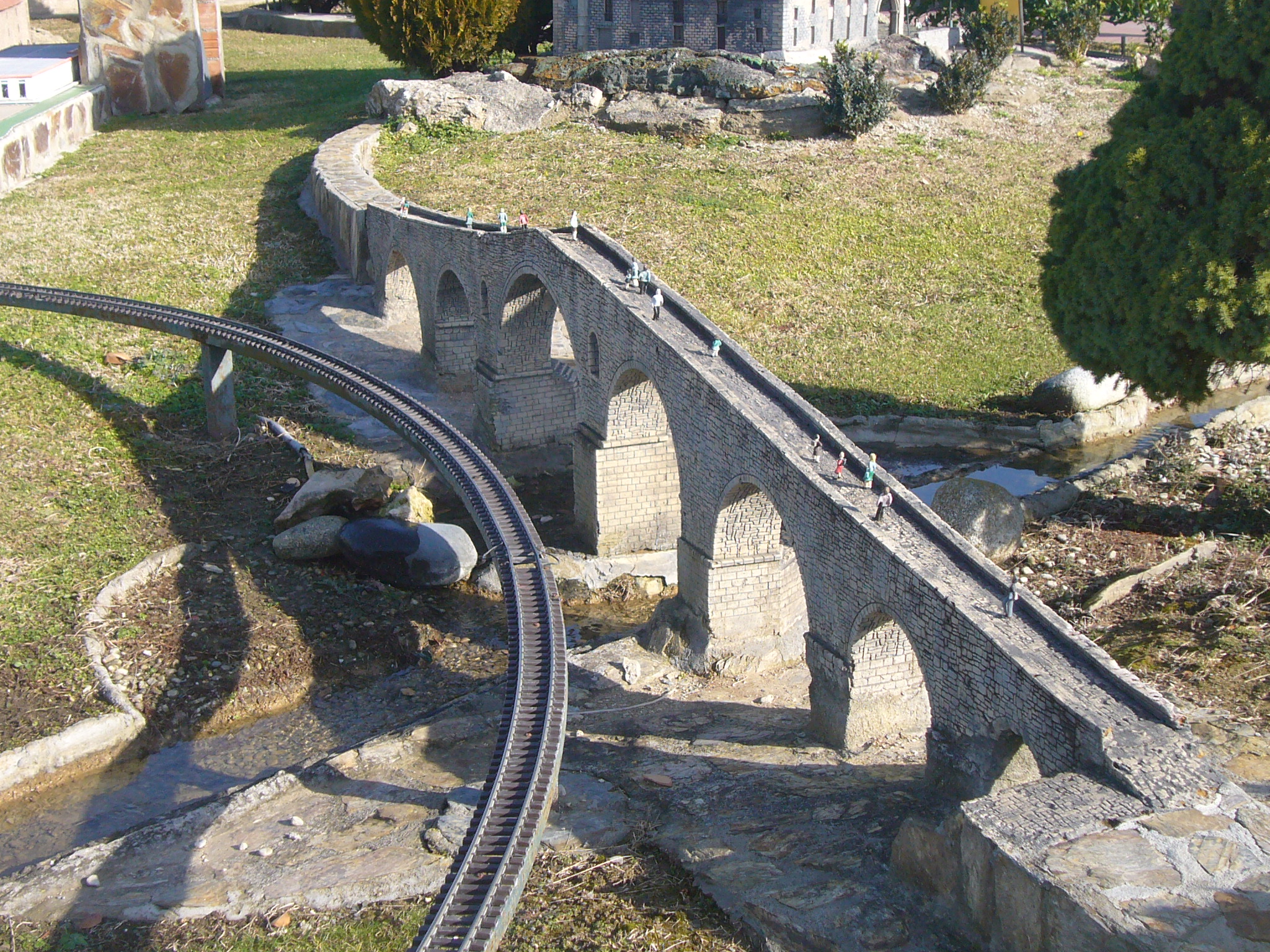
Pont Vell de Manresa
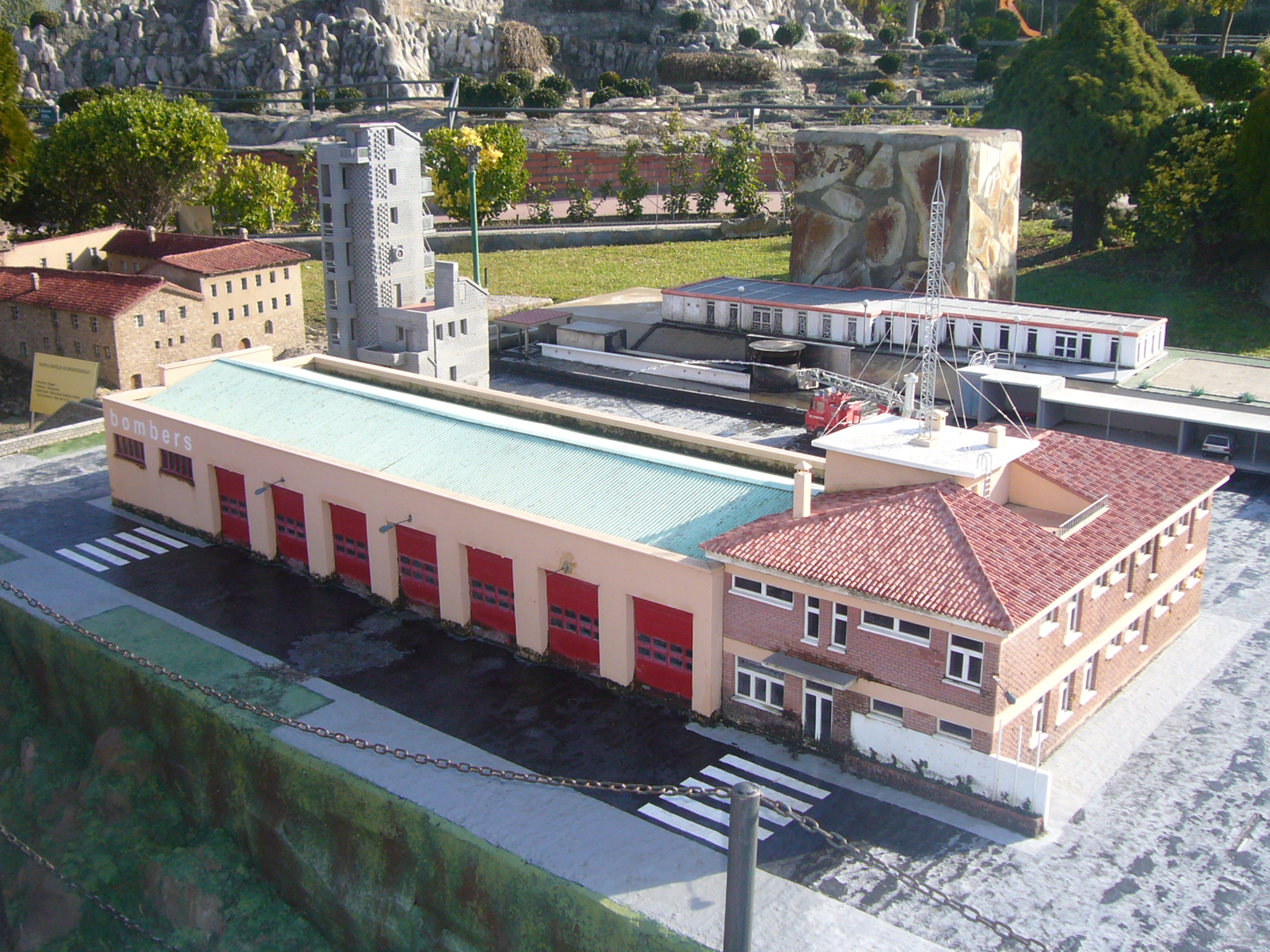
Bombers de Manresa
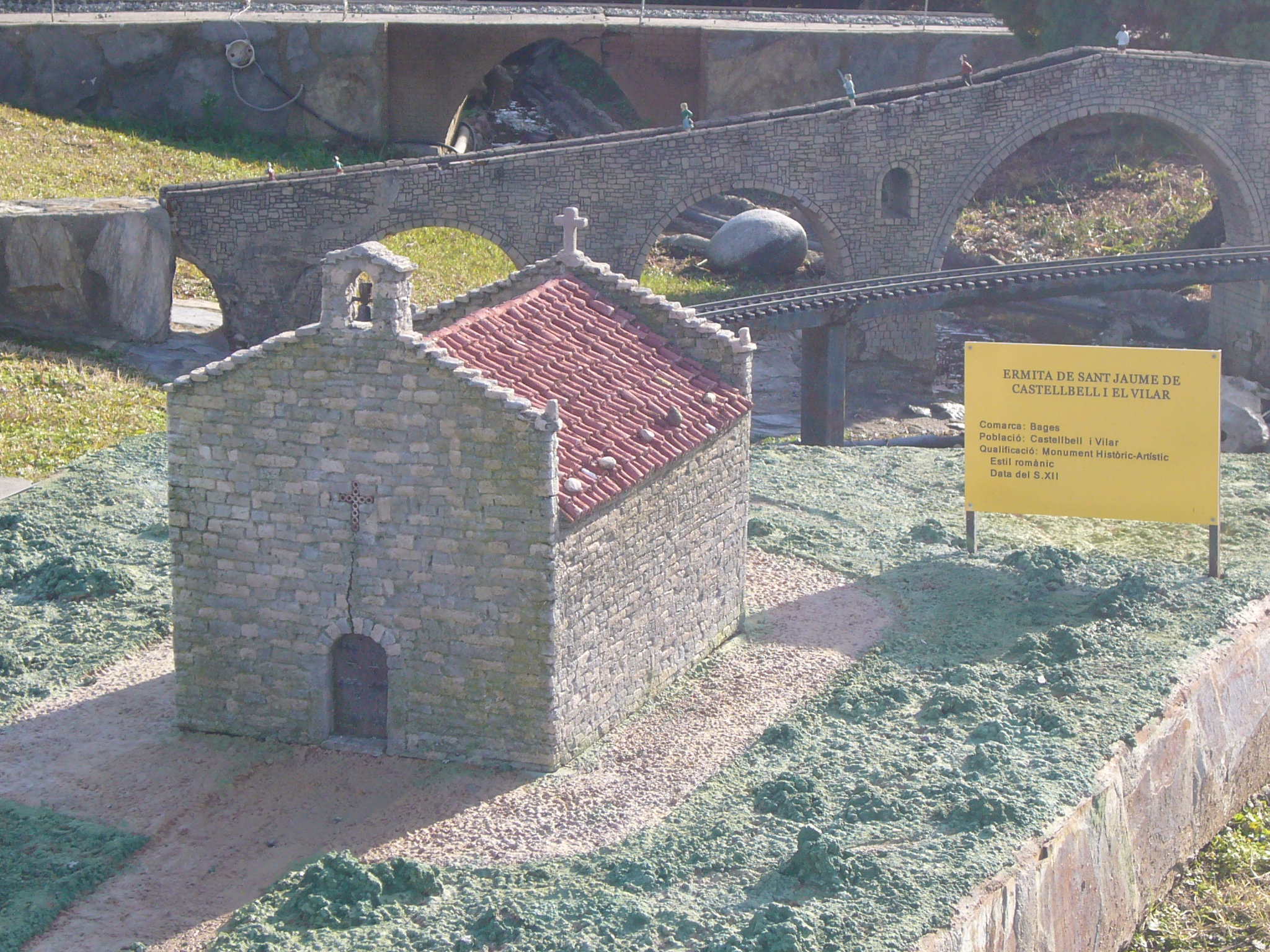
Ermita de Sant Jaume de Castellbell i el Vilar
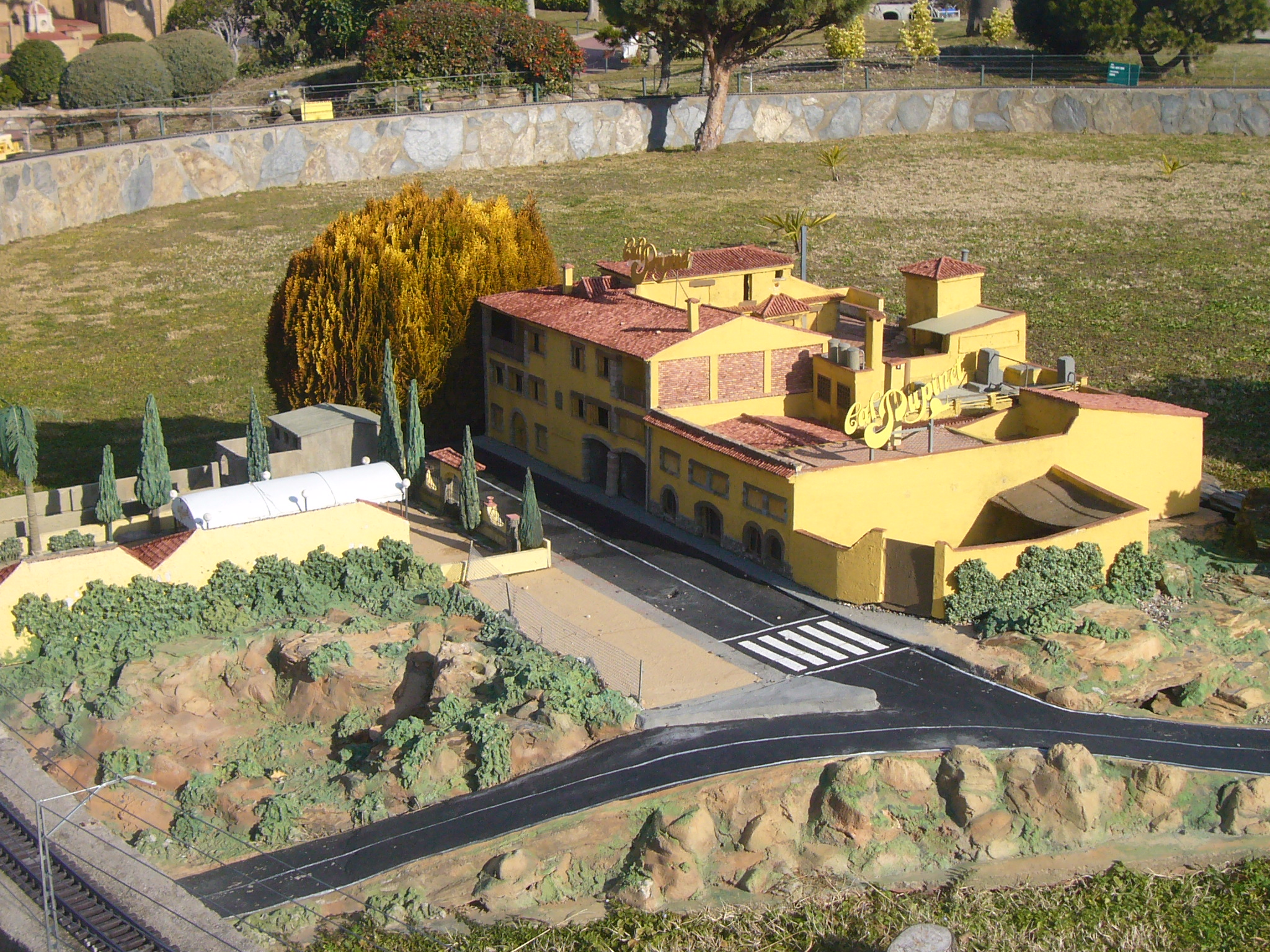
Restaurant Cal Pupinet (Castellbisbal)
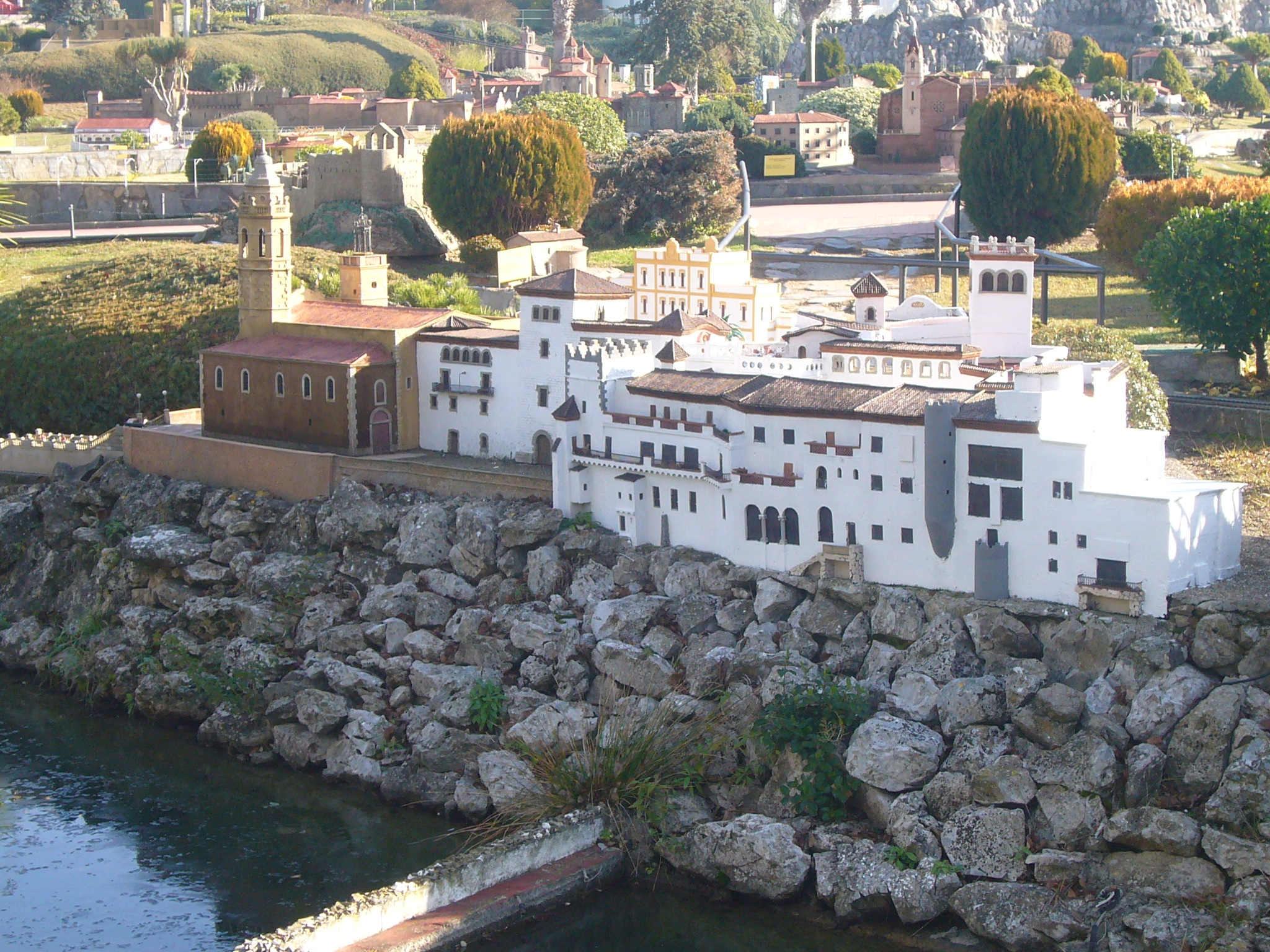
Façana marítima de Sitges
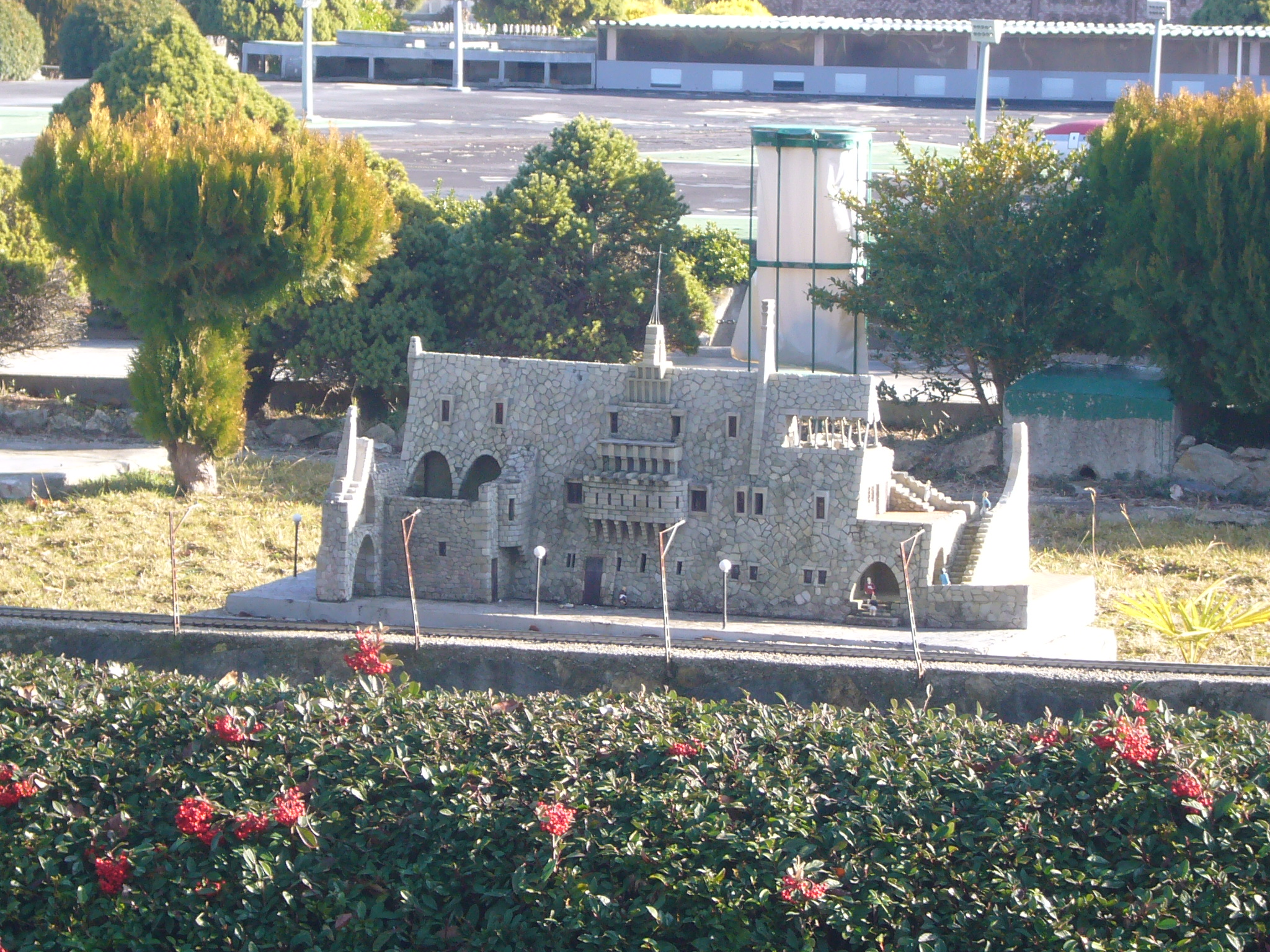
Celler Güell
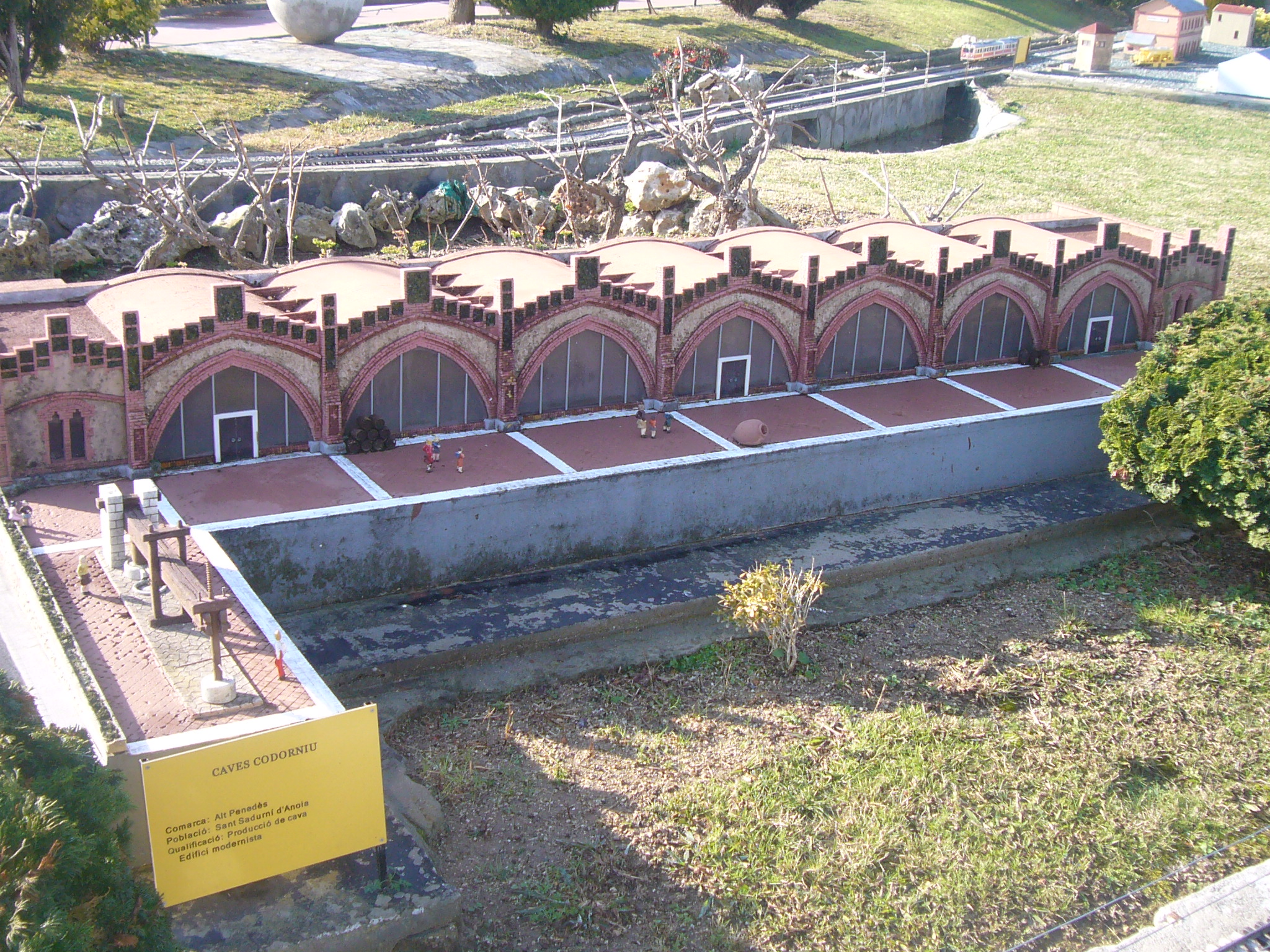
Caves Codorníu
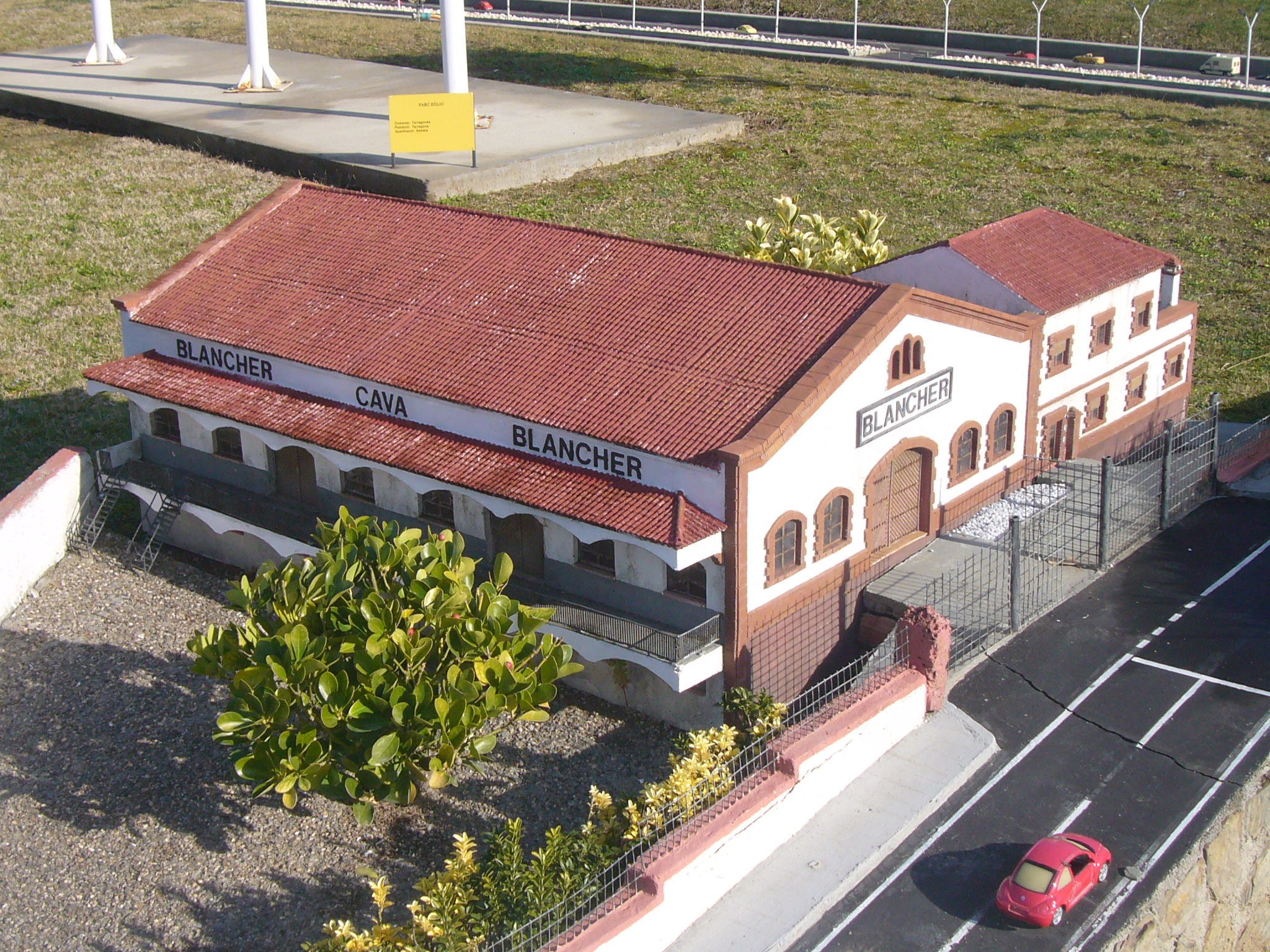
Caves Blancher (Sant Sadurní d'Anoia)
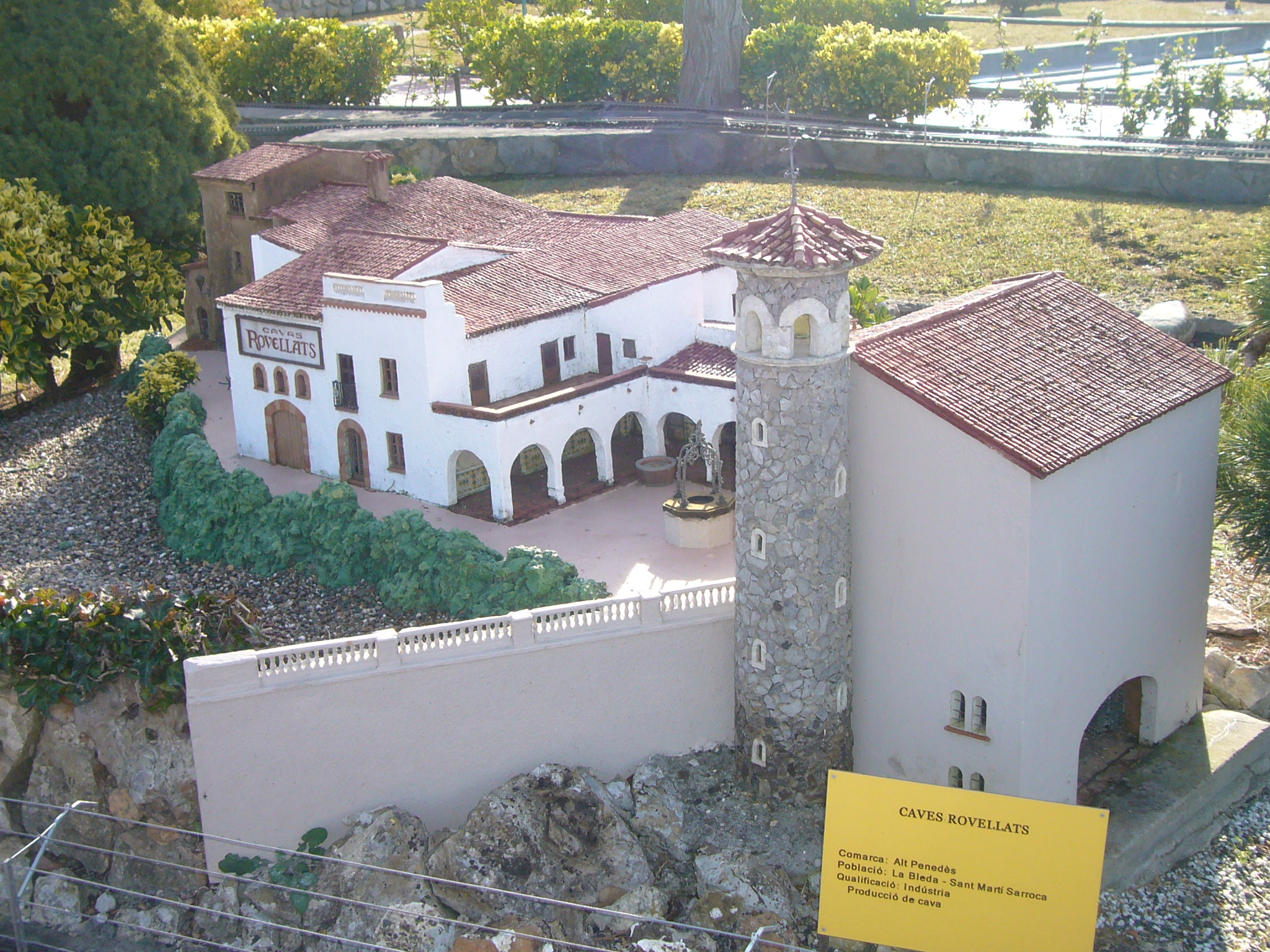
Caves Rovellats (Sant Martí Sarroca)
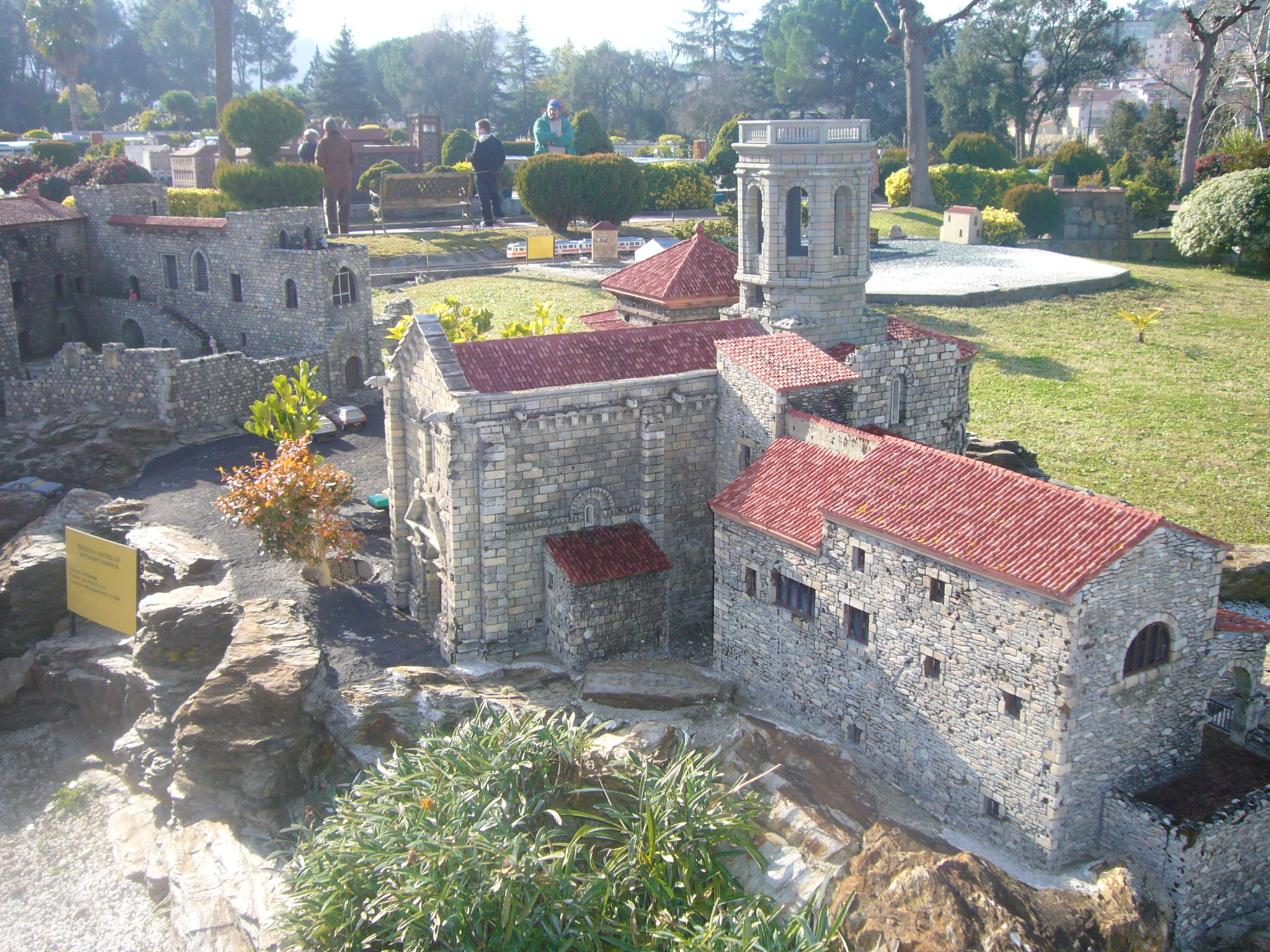
Castell i església de Sant Martí Sarroca
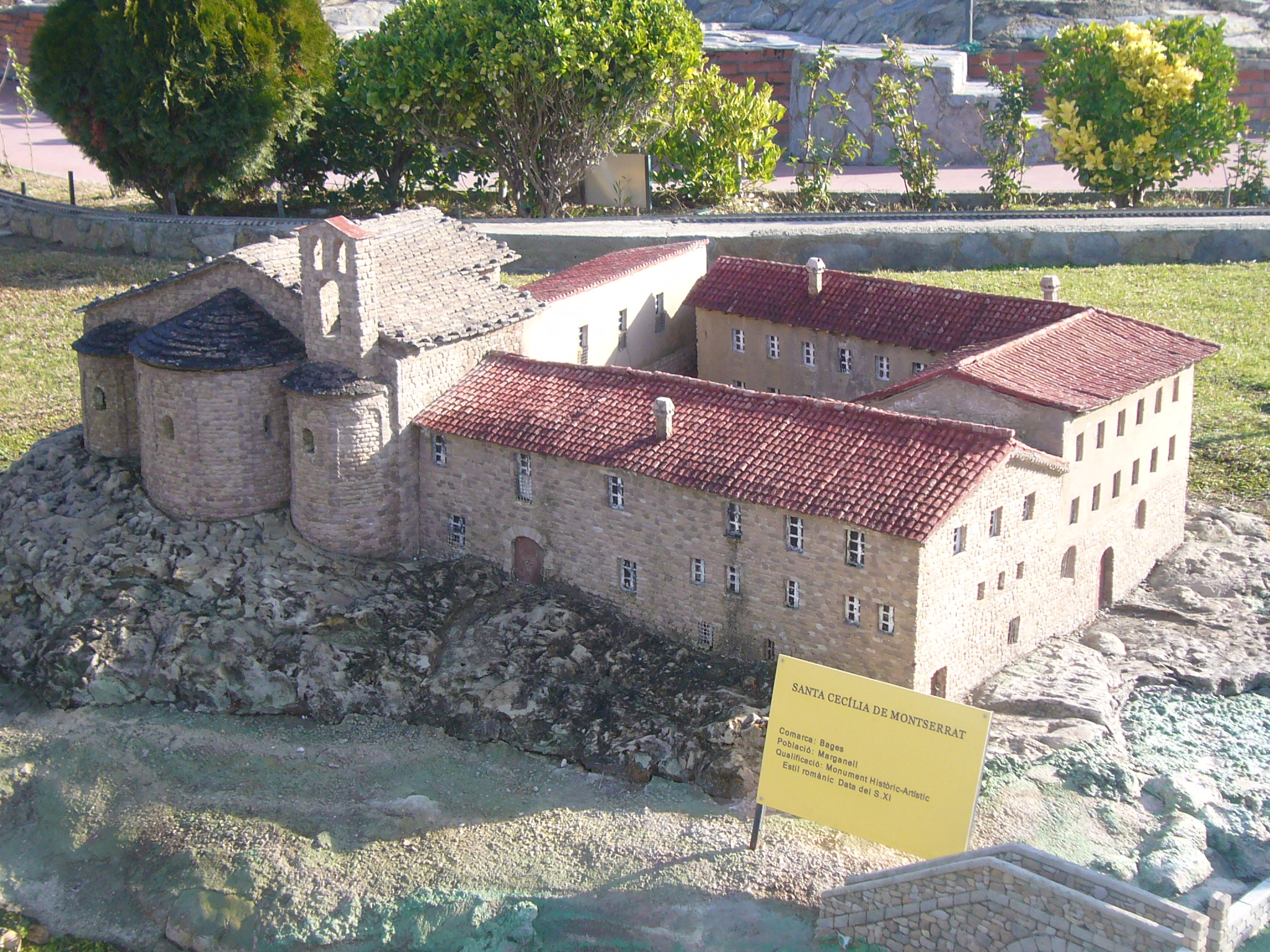
Santa Cecília de Montserrat
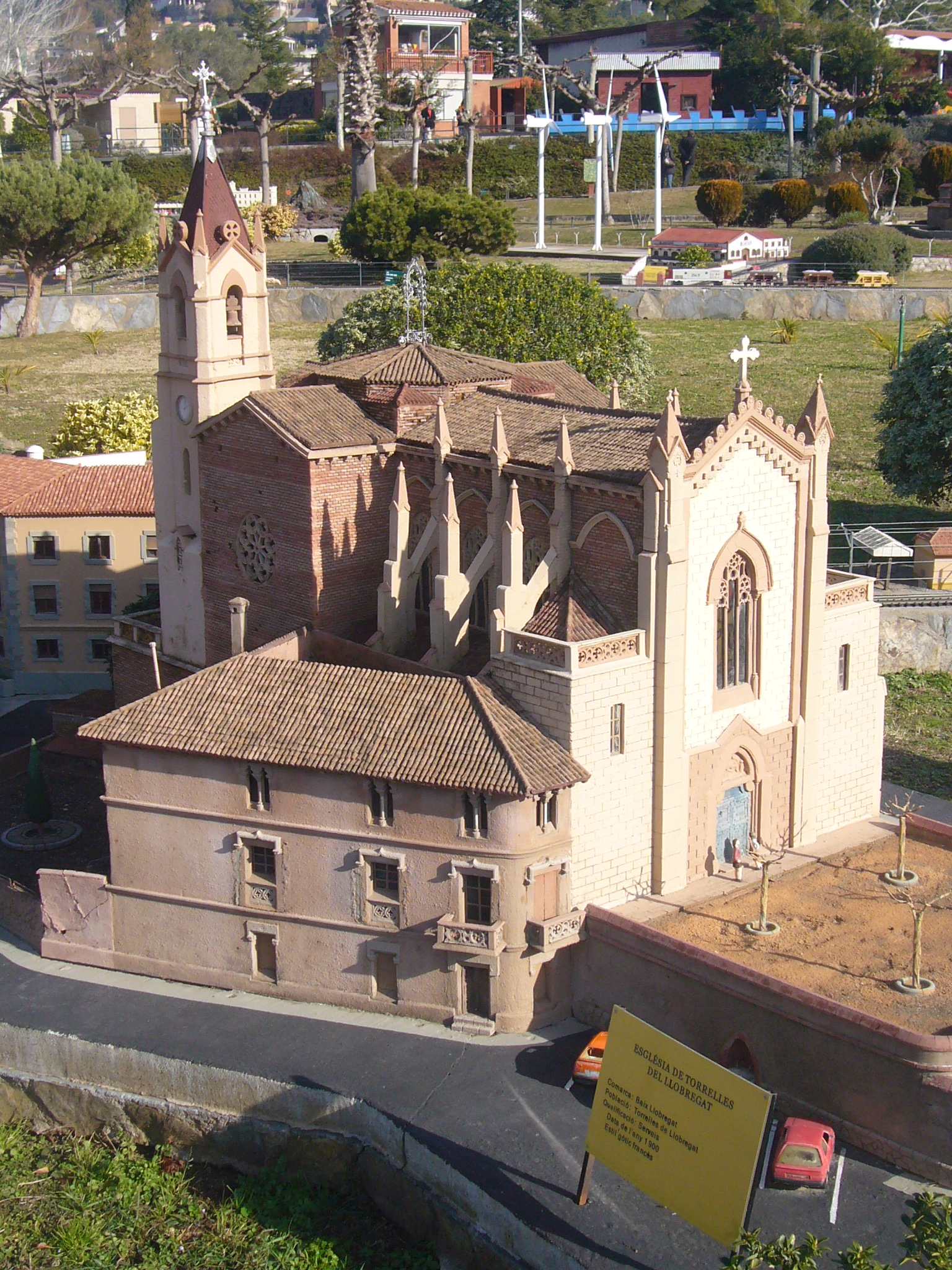
Església de Torrelles de Llobregat
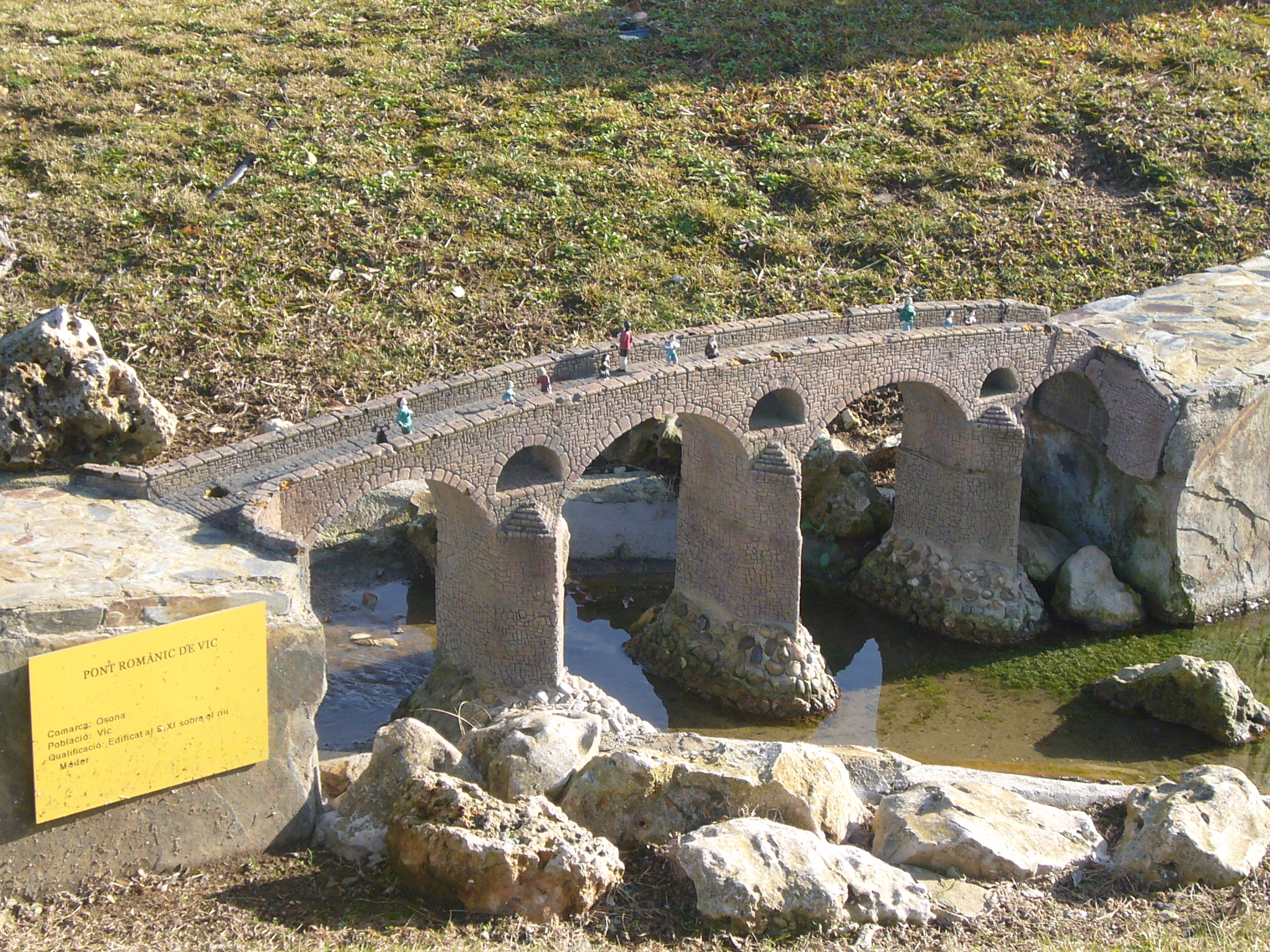
Pont romànic de Vic
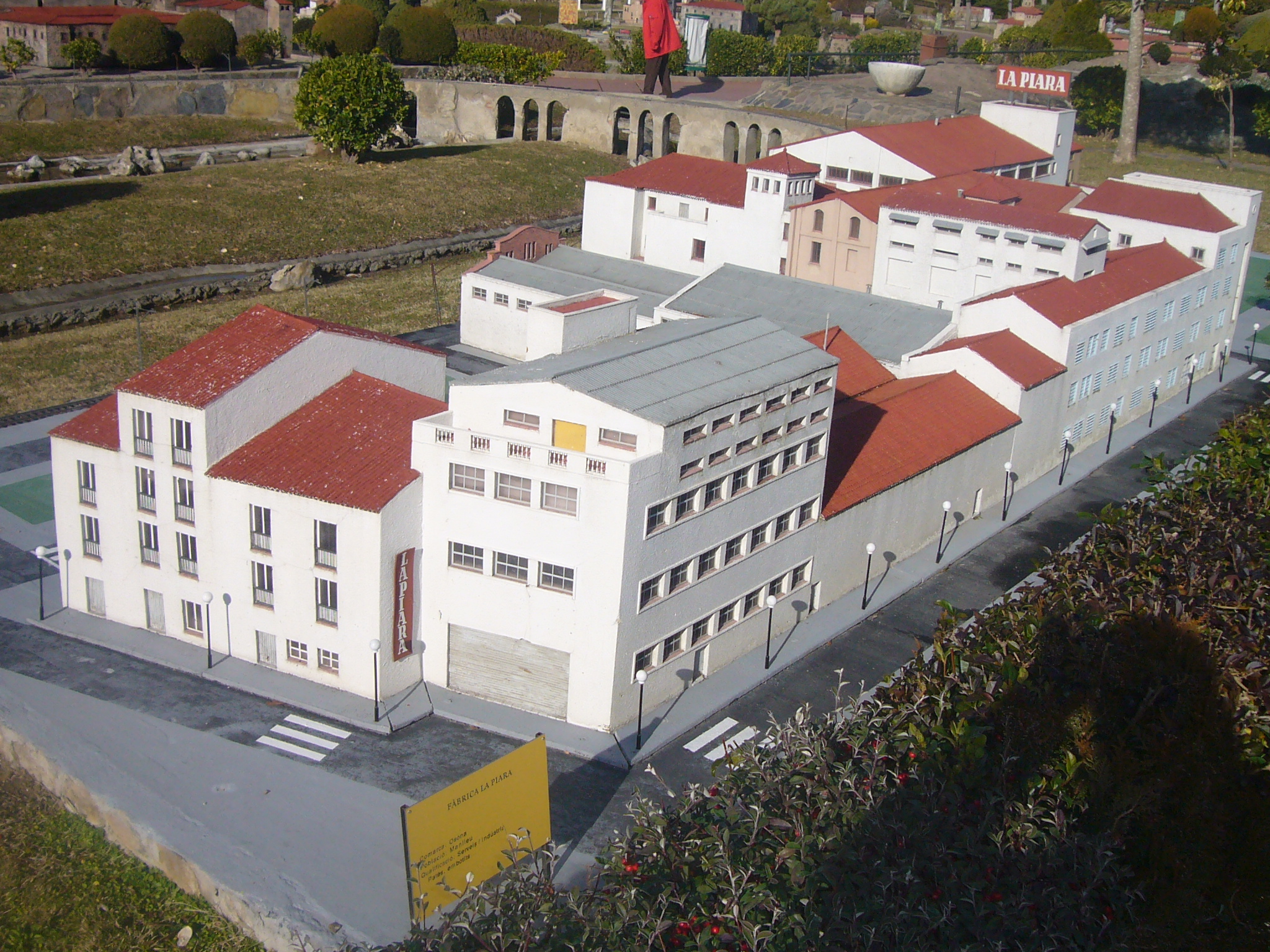
Fàbrica La Piara (Manlleu)
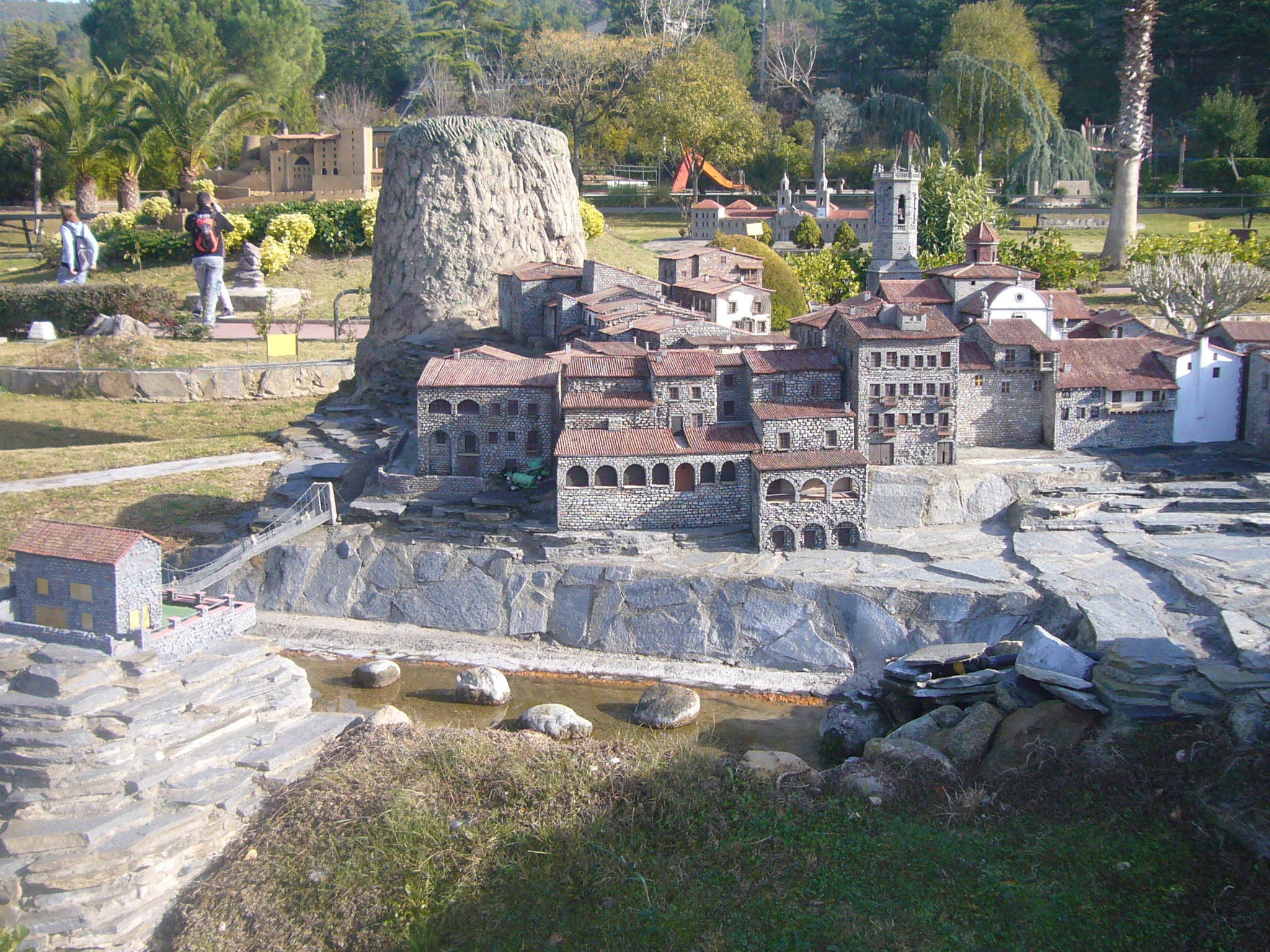
Vila de Rupit
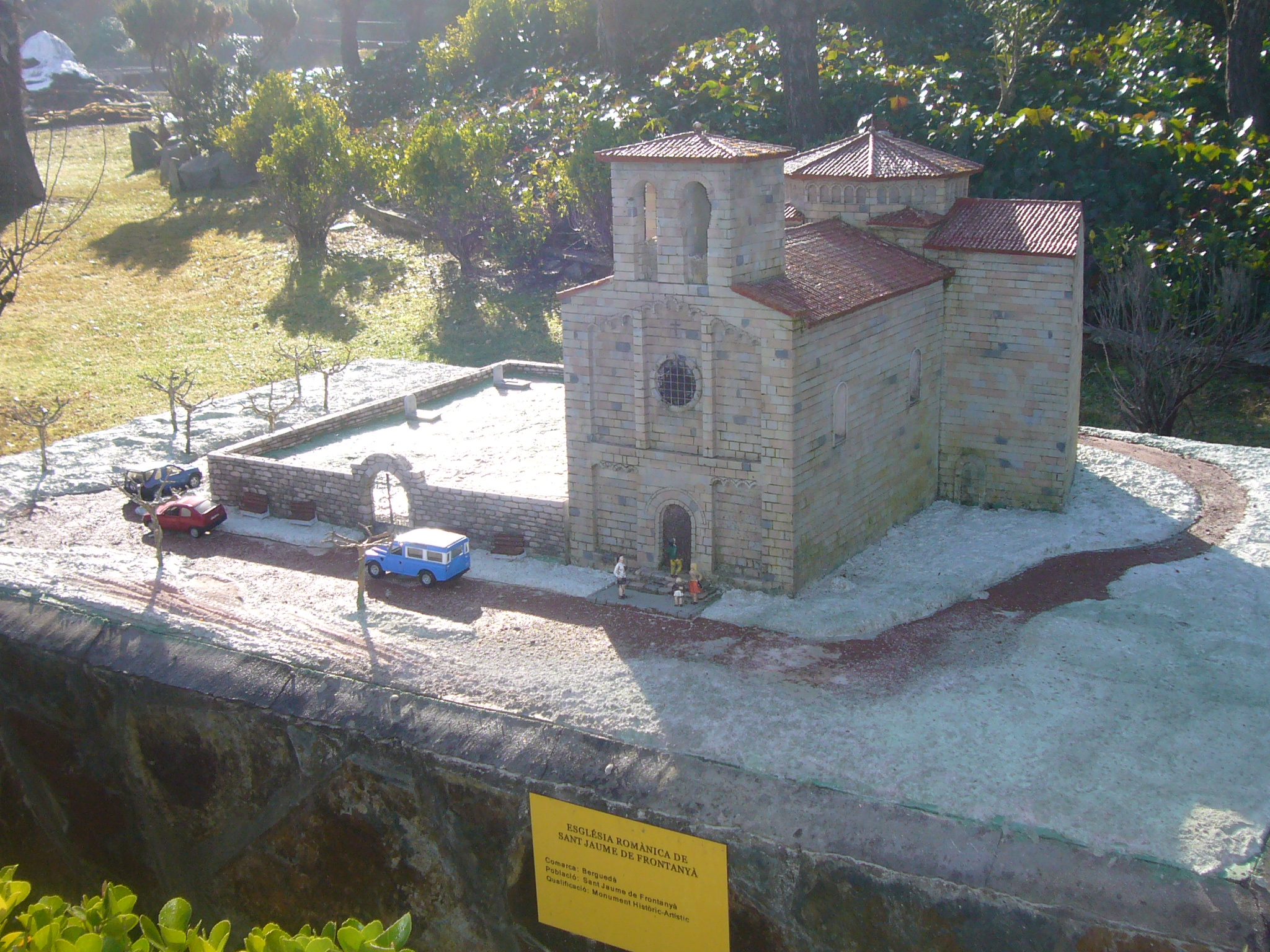
Monestir de Sant Jaume de Frontanyà

### Província de Girona
- Catedral de Girona, Monestir de Sant Pere de Galligants, Monestir de Ripoll, Ajuntament i Arxiu de Ripoll, Església de Sant Martí de Surroca (Ogassa), església de Nostra Senyora dels Àngels de Llívia, fàbrica de galetes Néts de Joaquim Trias (Santa Coloma de Farners), Pont medieval de Besalú, estany de Banyoles, església de Santa Maria de Porqueres, Torre Galatea (Museu Dalí de Figueres), Monestir de Sant Pere de Rodes i Vilar Rural del grup Serhs a Sant Hilari Sacalm.

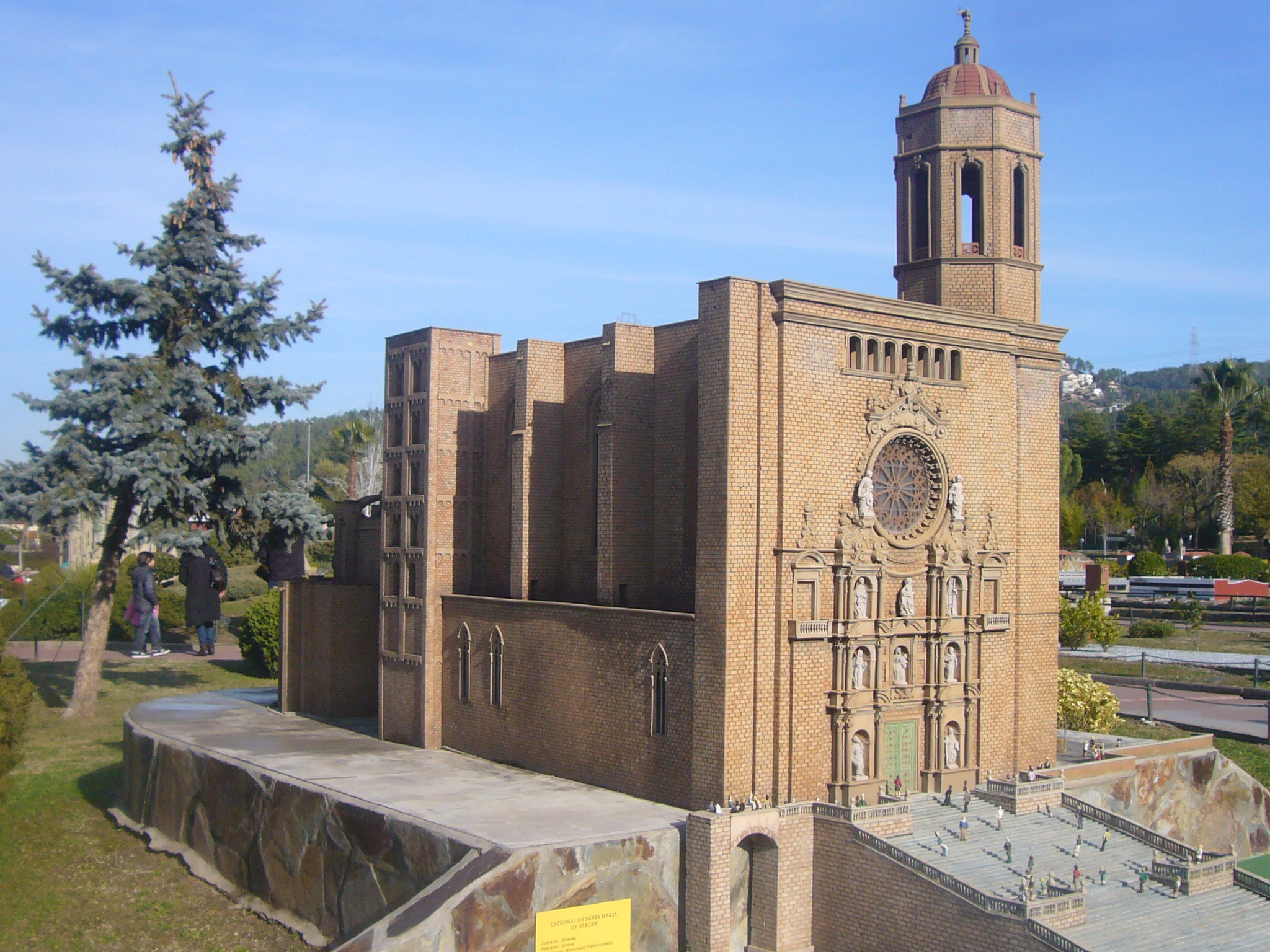
Catedral de Girona
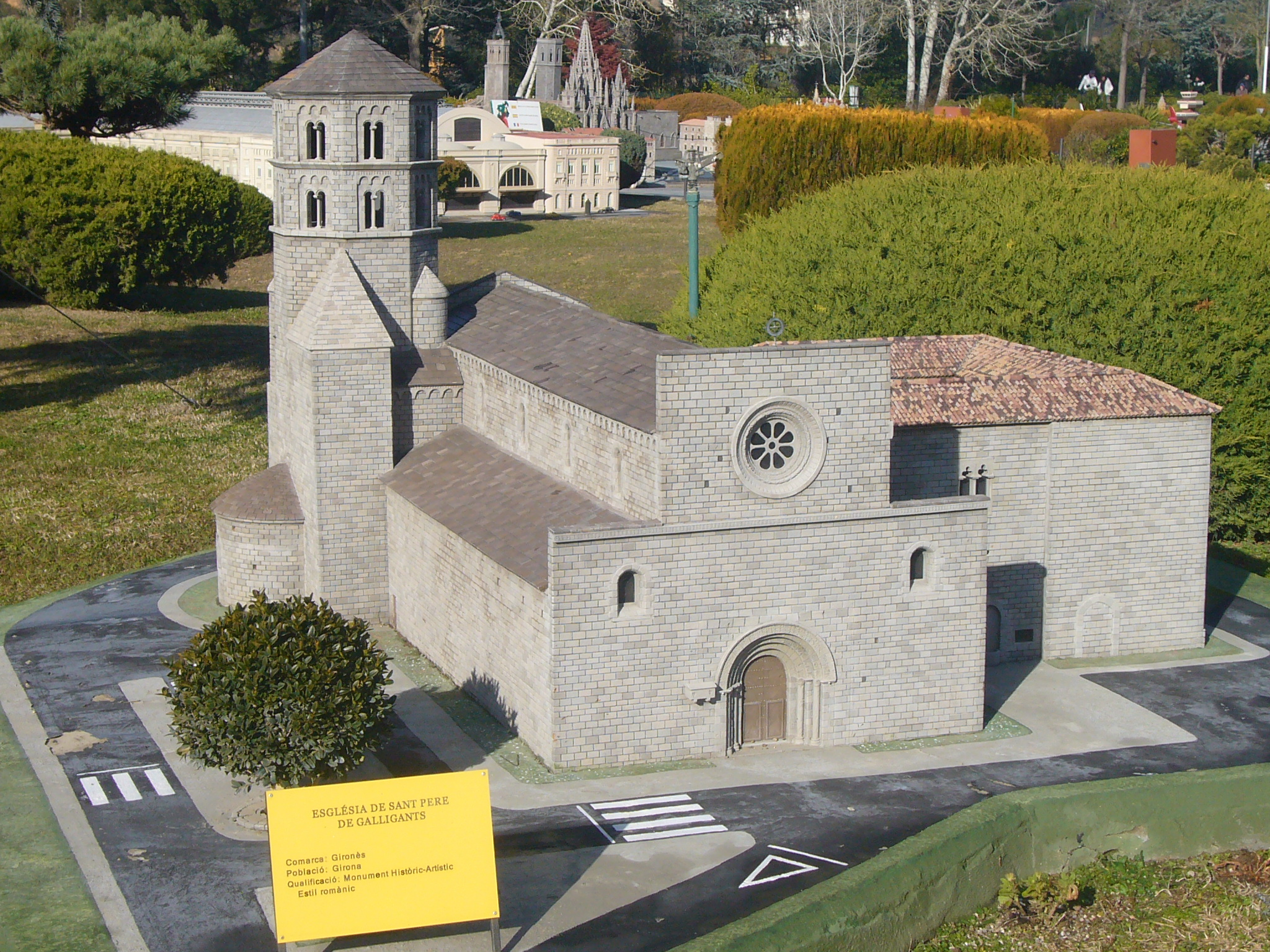
Monestir de Sant Pere de Galligants
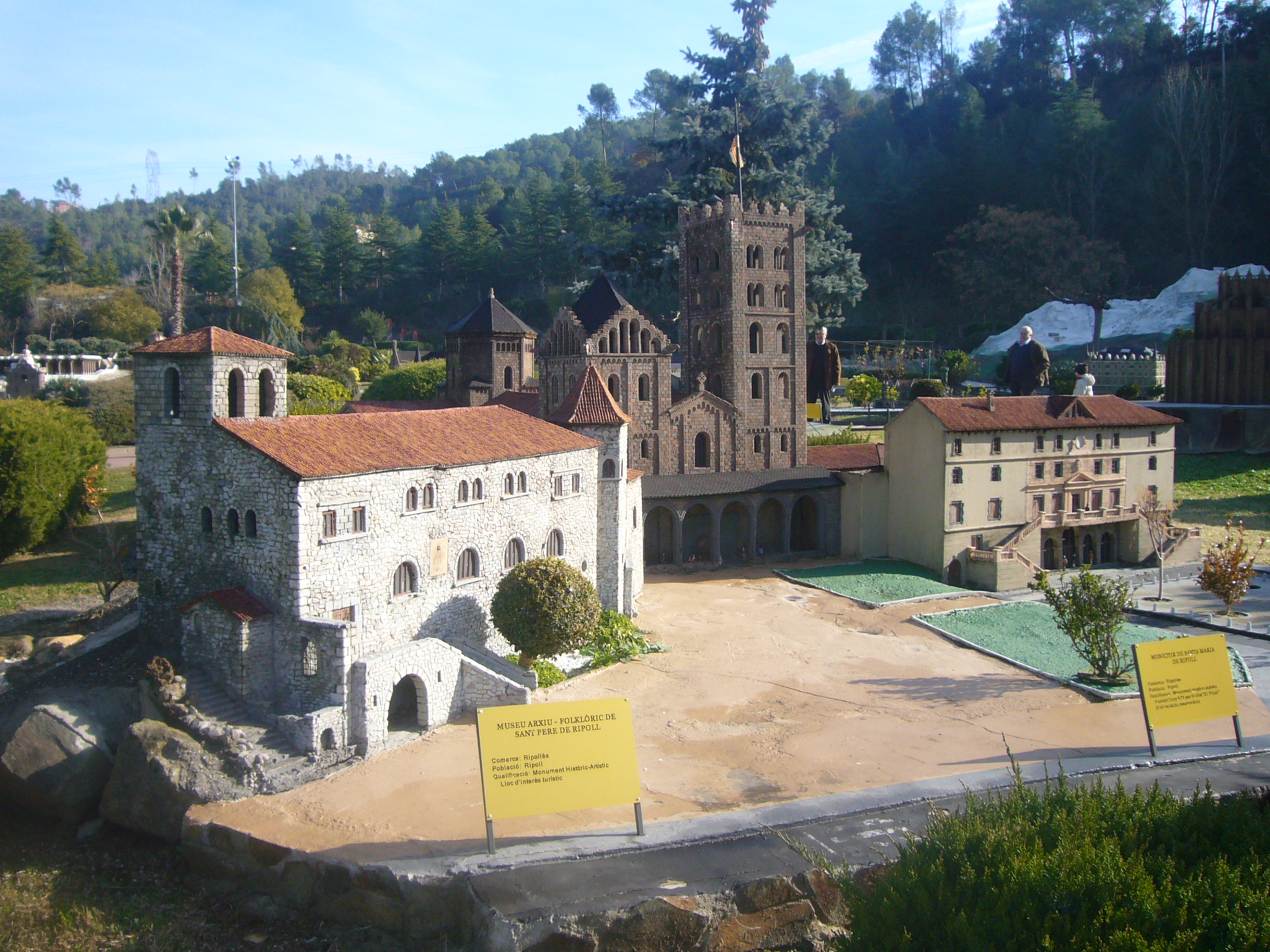
Arxiu i Monestir de Ripoll
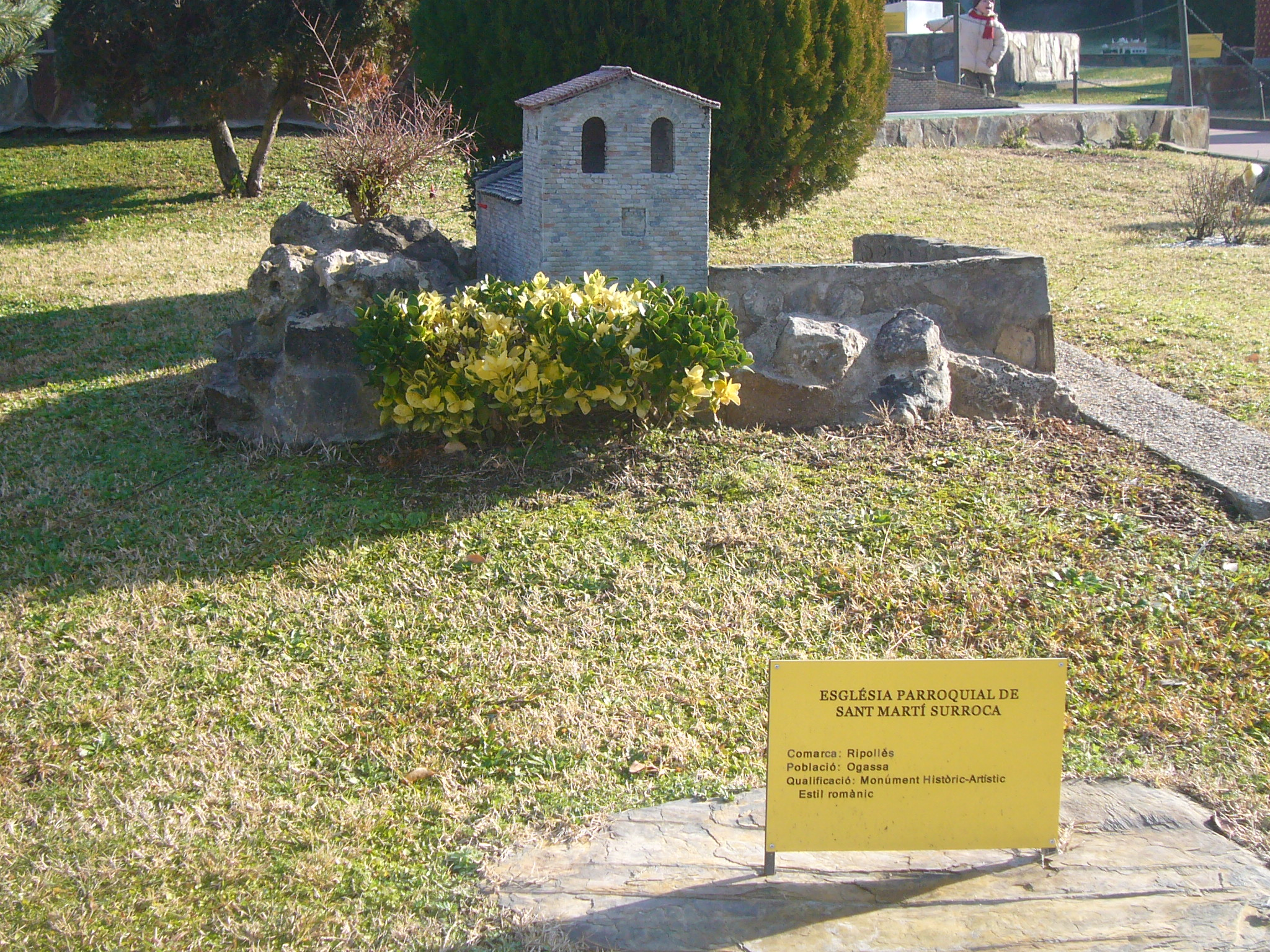
Església de Sant Martí de Surroca (Ogassa)
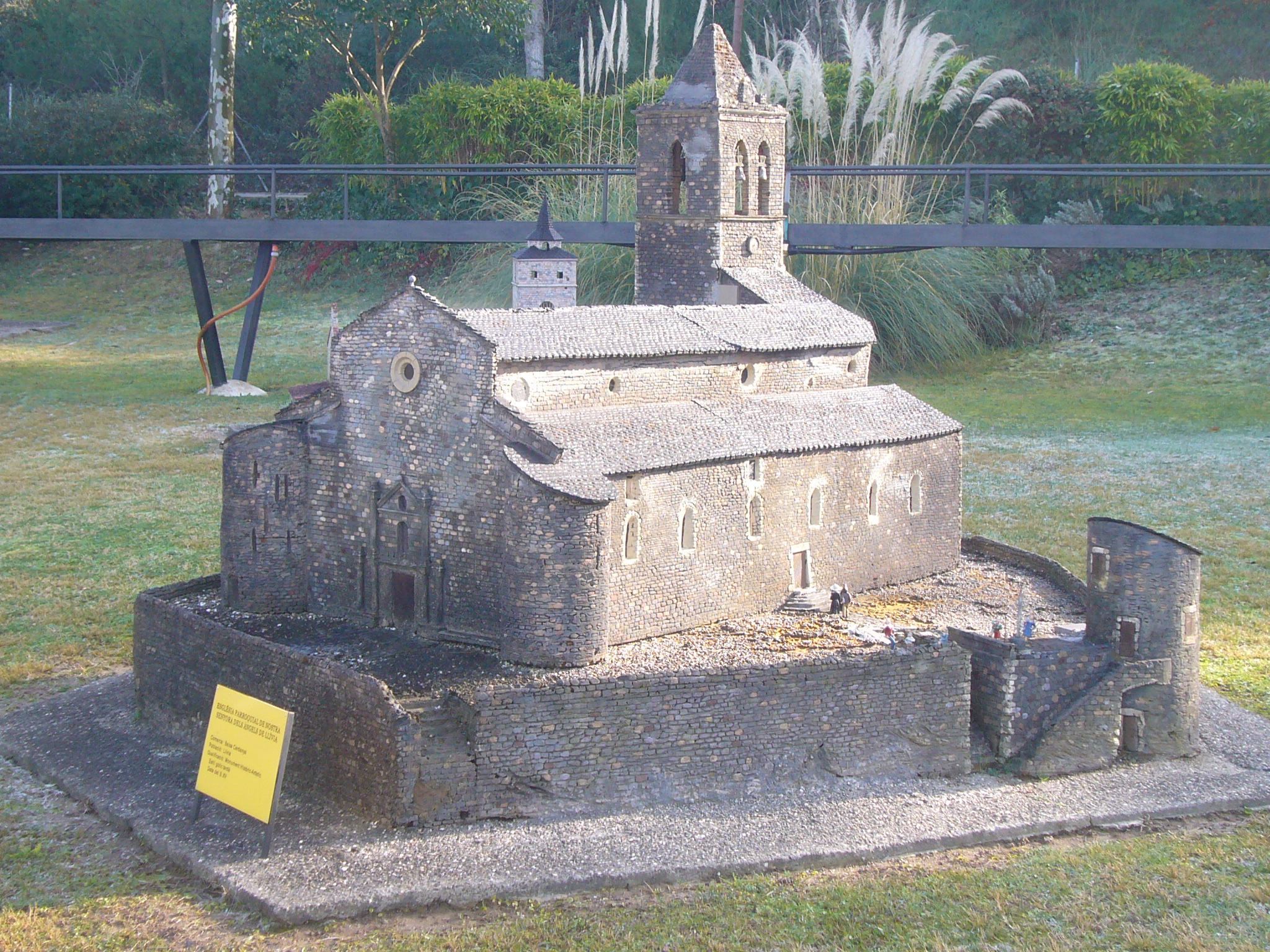
Església de Nostra Senyora dels Àngels de Llívia
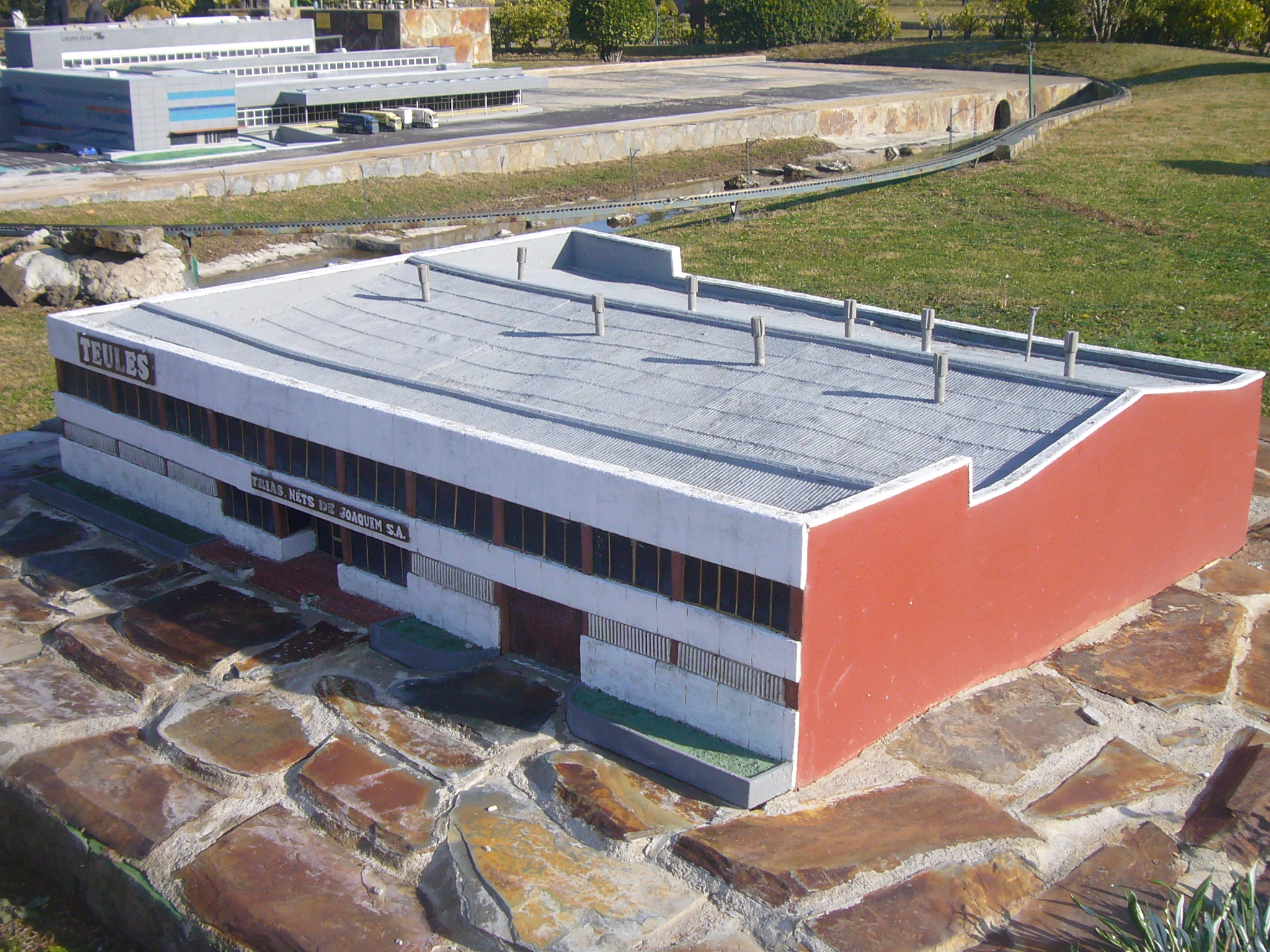
Fàbrica Néts de Joaquim Trias a Santa Coloma de Farners
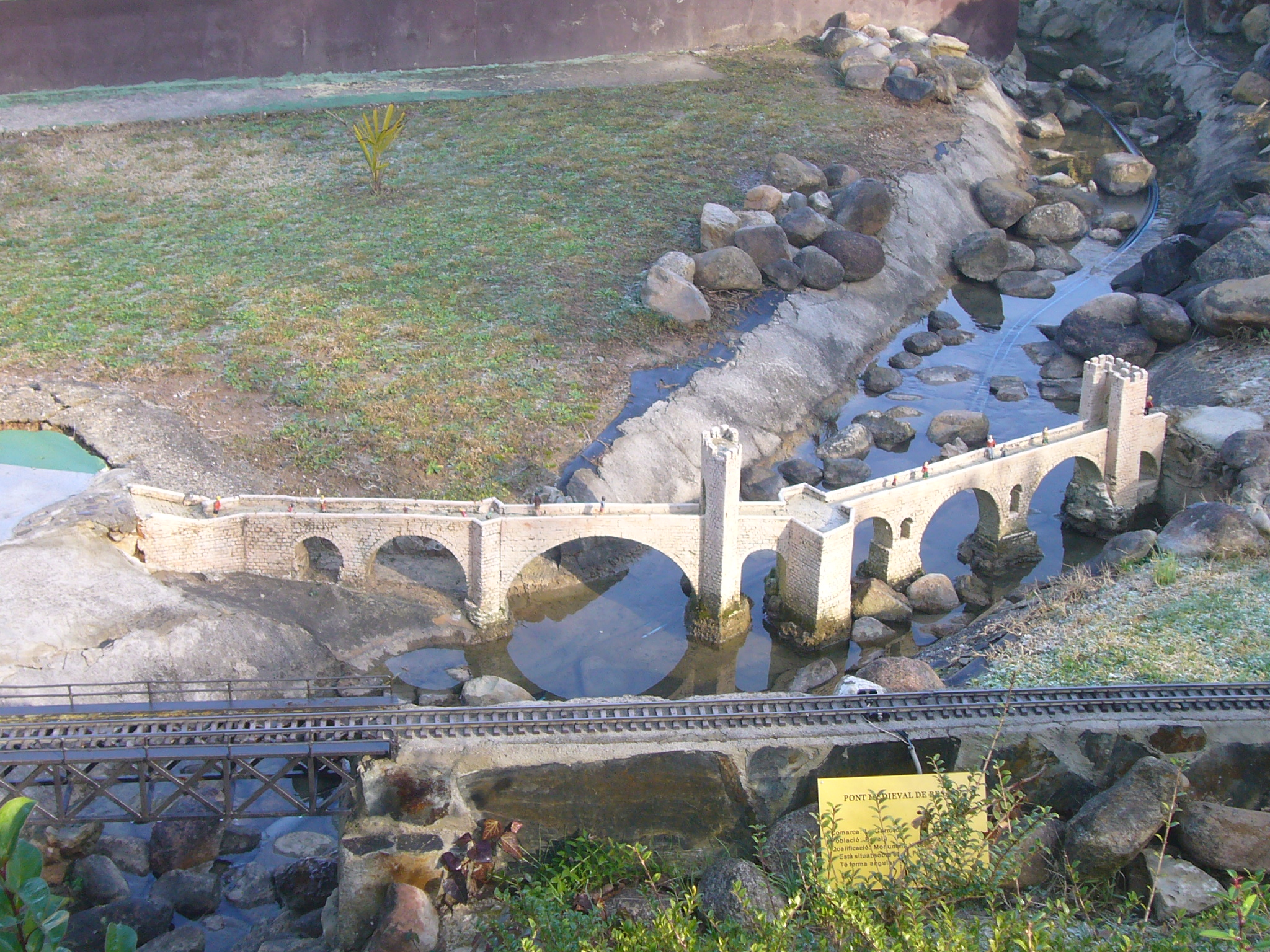
Pont medieval de Besalú
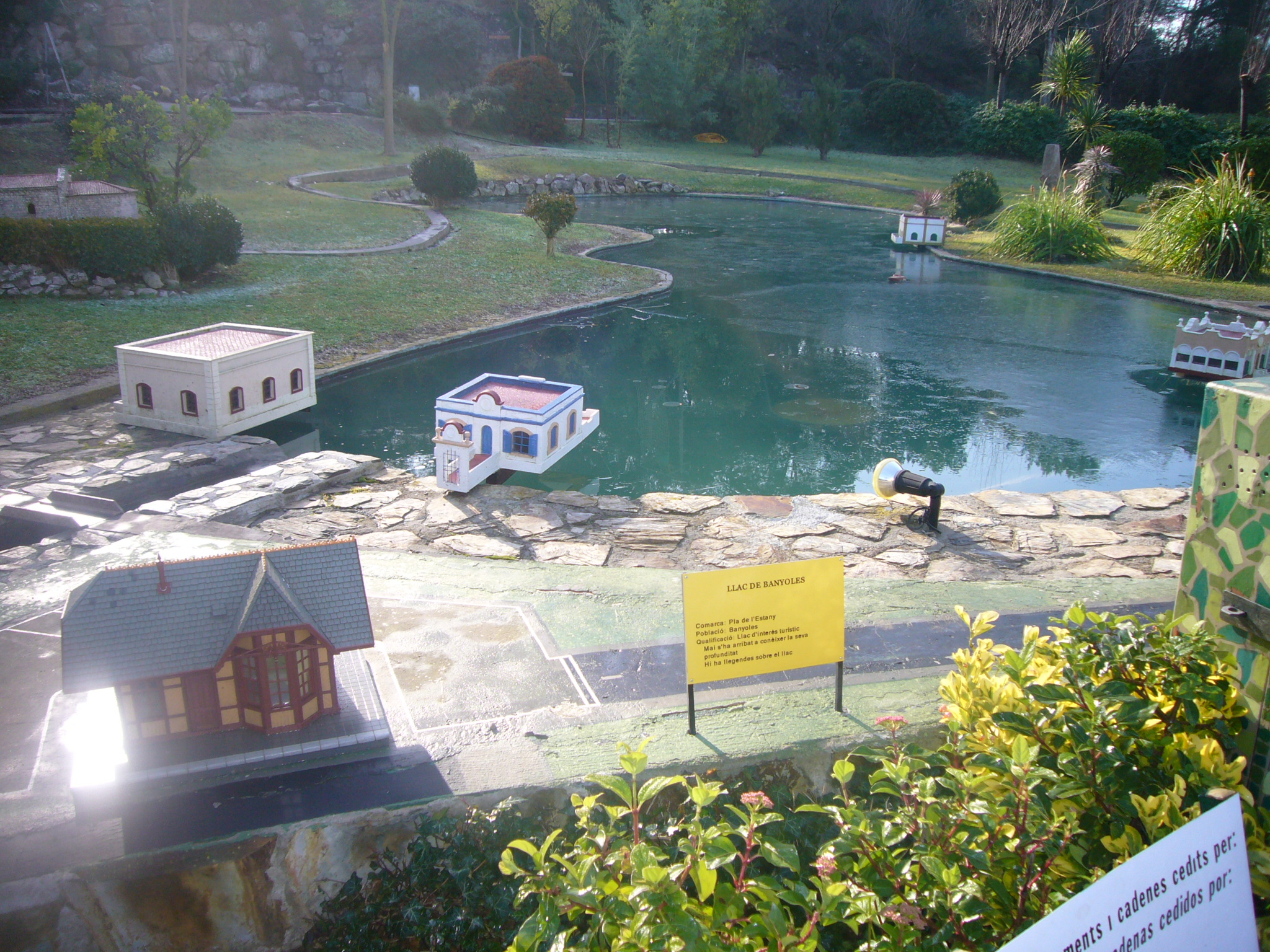
Estany de Banyoles
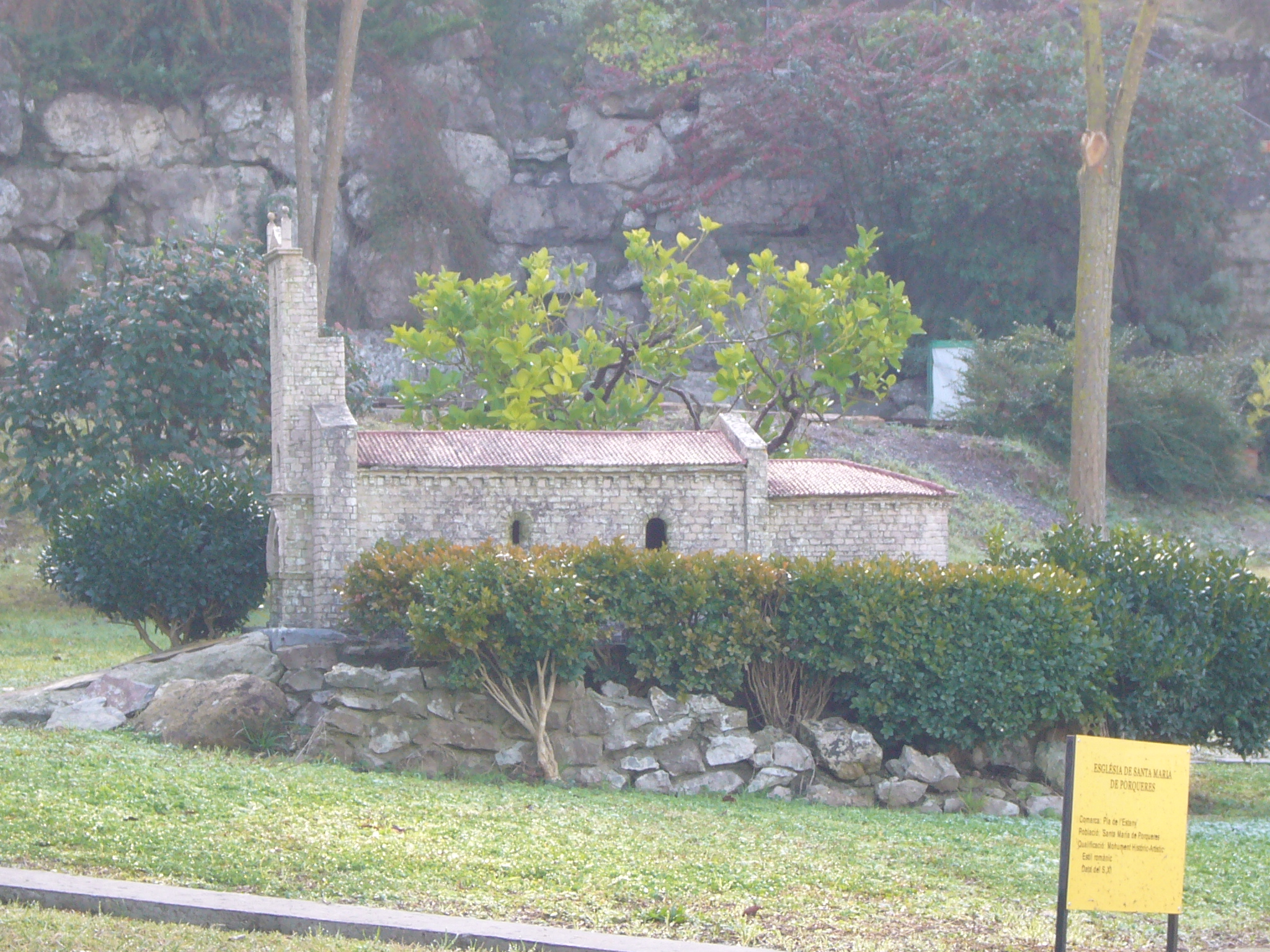
Església de Santa Maria de Porqueres
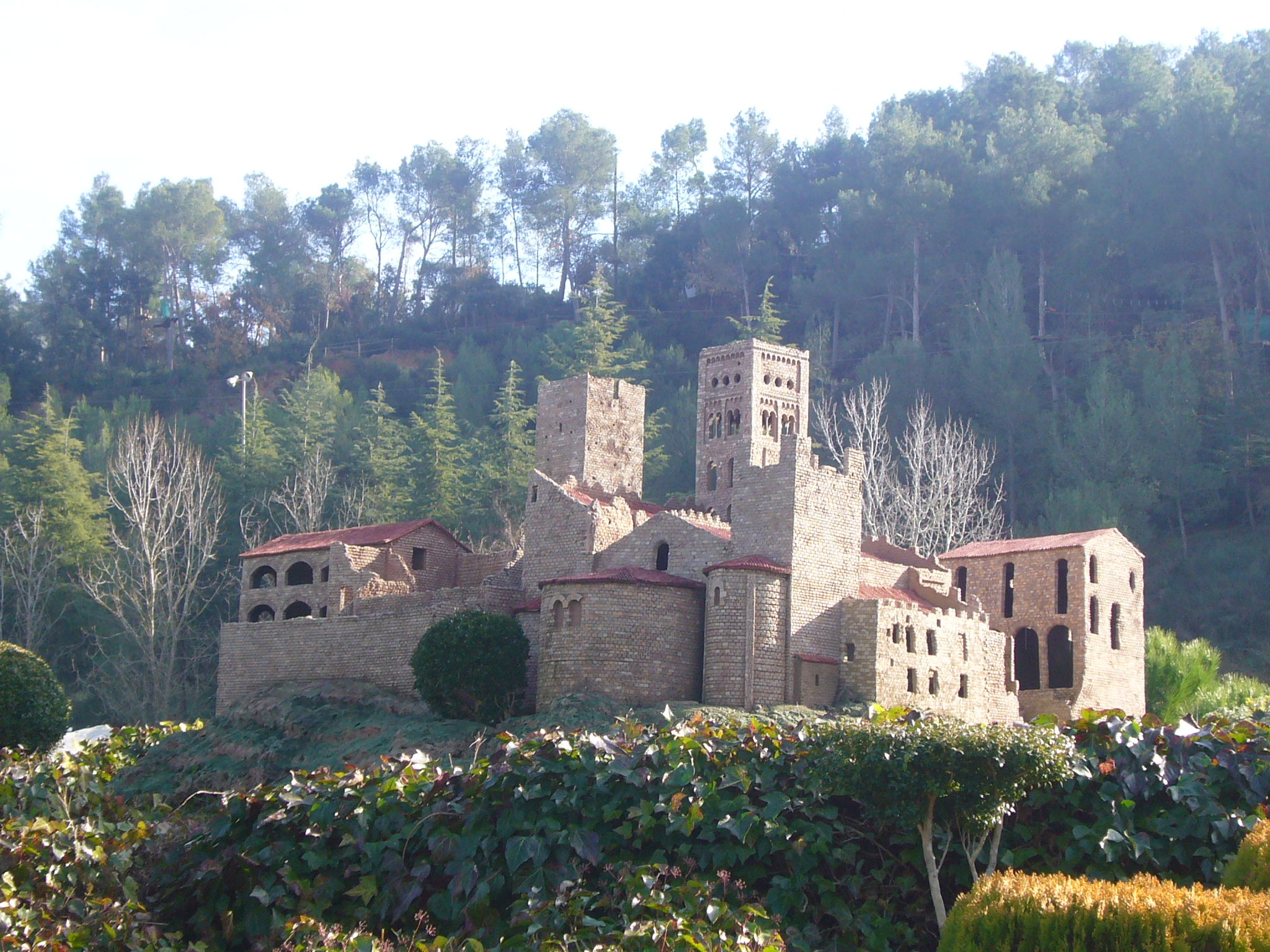
Monestir de Sant Pere de Rodes
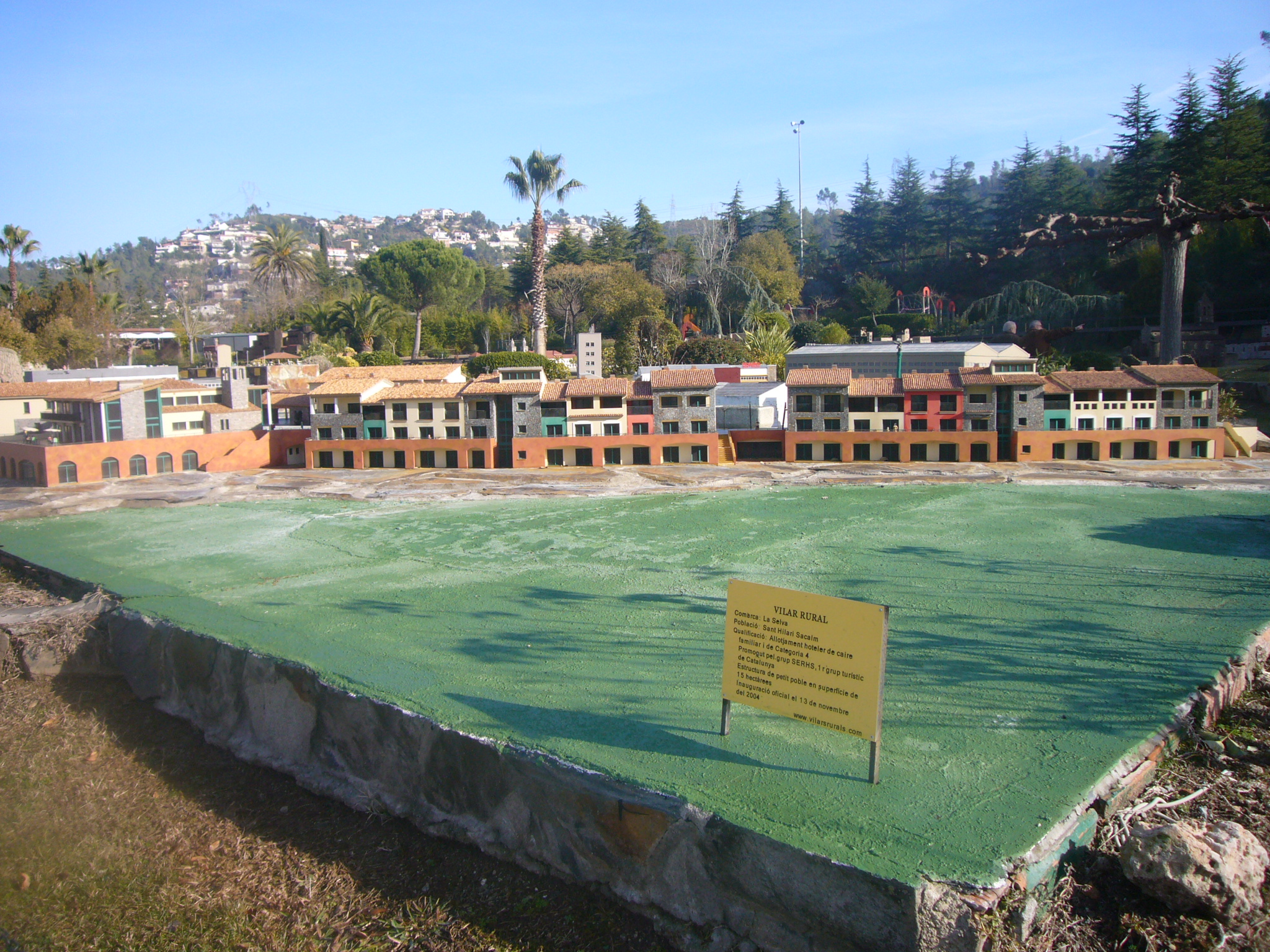
Vilar Rural de Sant Hilari Sacalm

### Província de Lleida
- Seu Vella de Lleida, Catedral de la Seu d'Urgell, església de Sant Andreu d'Oliana i de Sant Climent de Coll de Nargó, Col·legiata de Sant Pere de Ponts, església de Santa Maria de Balaguer, castell de la Floresta, Monestir de Vallbona de les Monges, Granja Castelló de Mollerussa, edifici de la Universitat de Cervera, Estació d'esquí de Port del Comte, ruïnes del castell de Sort, església de Santa Maria de Talló (Bellver de Cerdanya) i conjunt d'esglésies romàniques de la Vall de Boí (Sant Quirc de Durro, La Nativitat de Durro, Santa Eulàlia d'Erill la Vall, Santa Maria de Cóll, Sant Feliu de Barruera, Santa Maria de Cardet, Sant Joan de Boí, Santa Maria de Taüll i Sant Climent de Taüll).

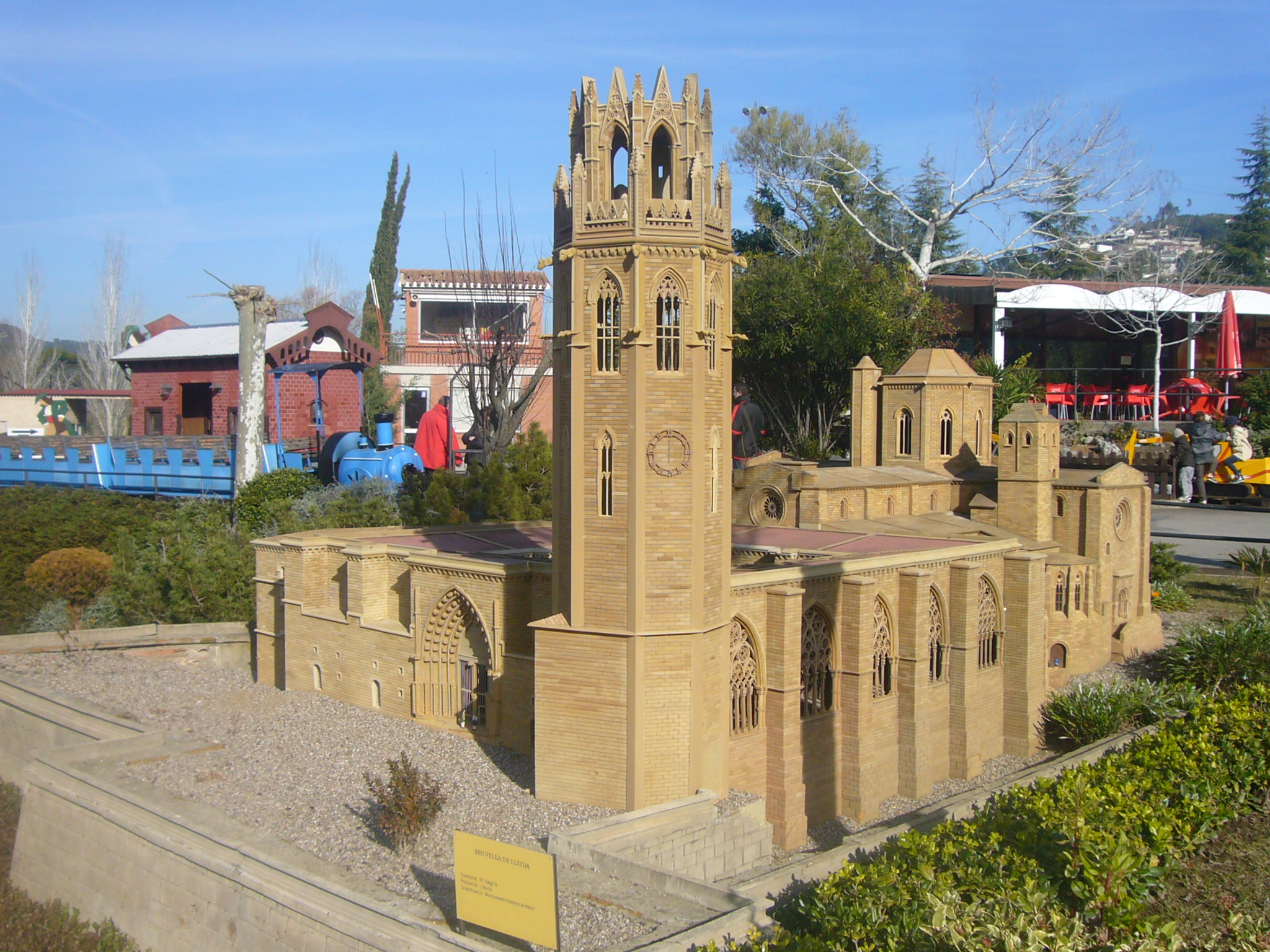
Seu Vella de Lleida
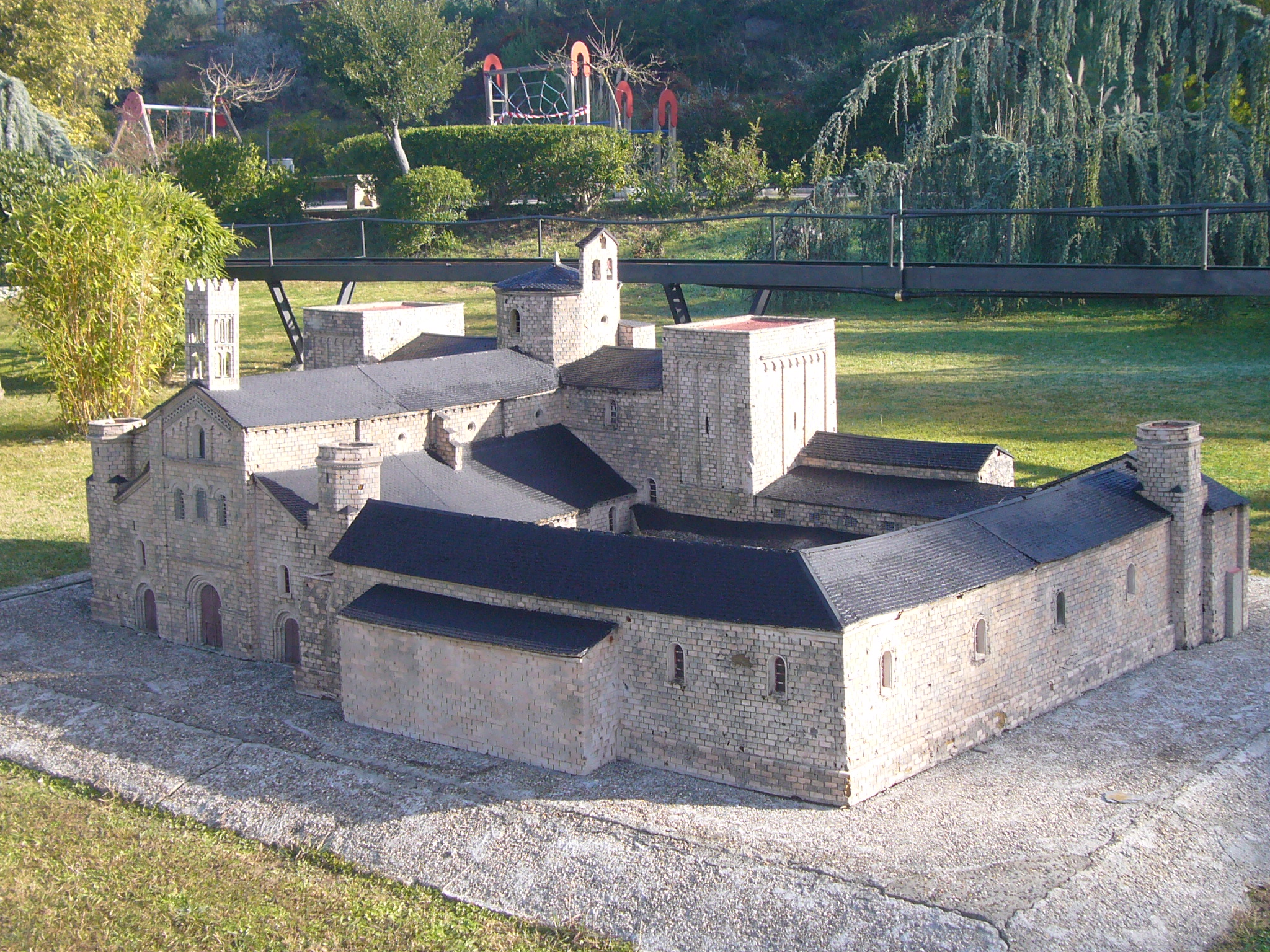
Catedral de la Seu d'Urgell
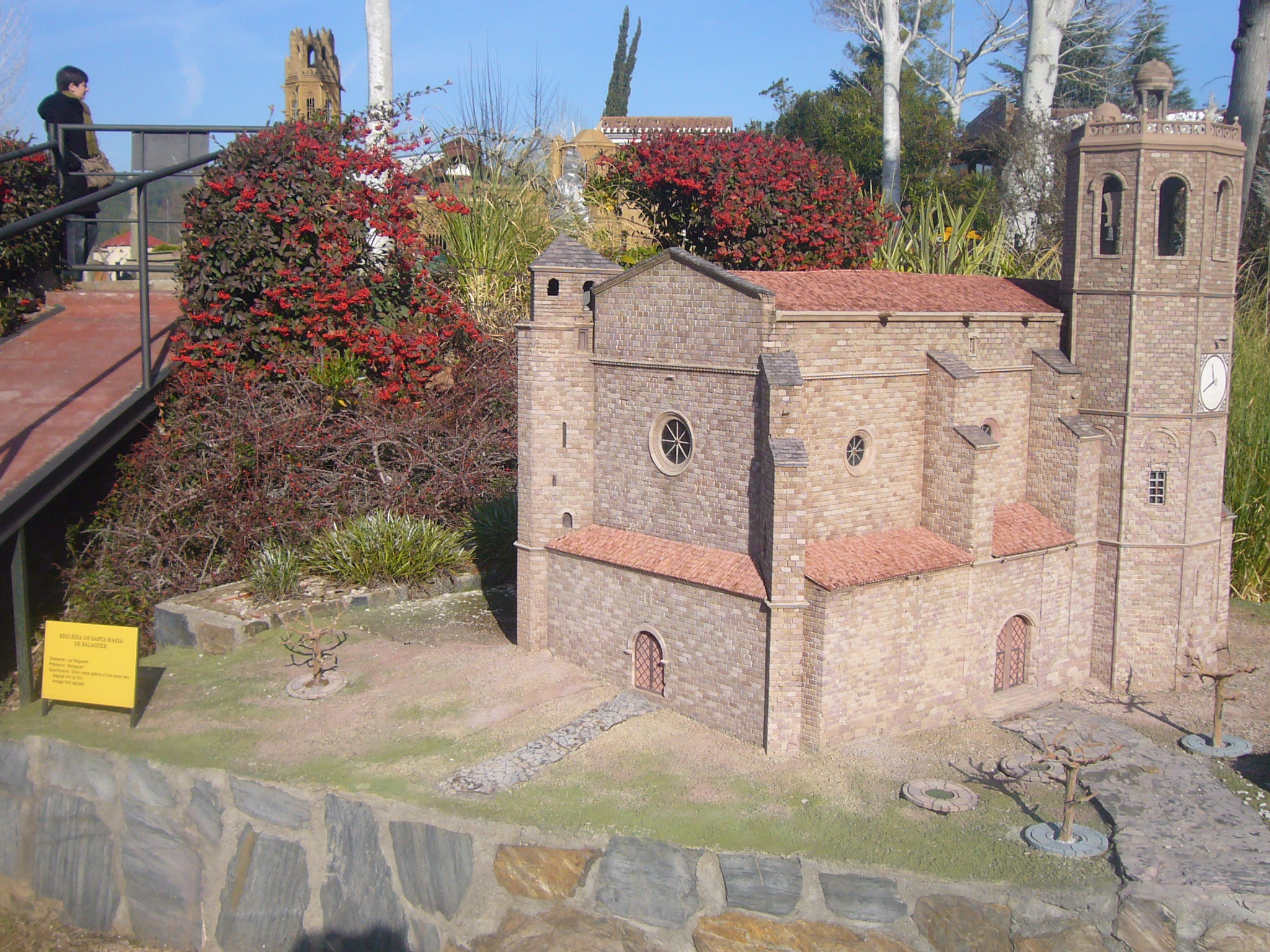
Santa Maria de Balaguer
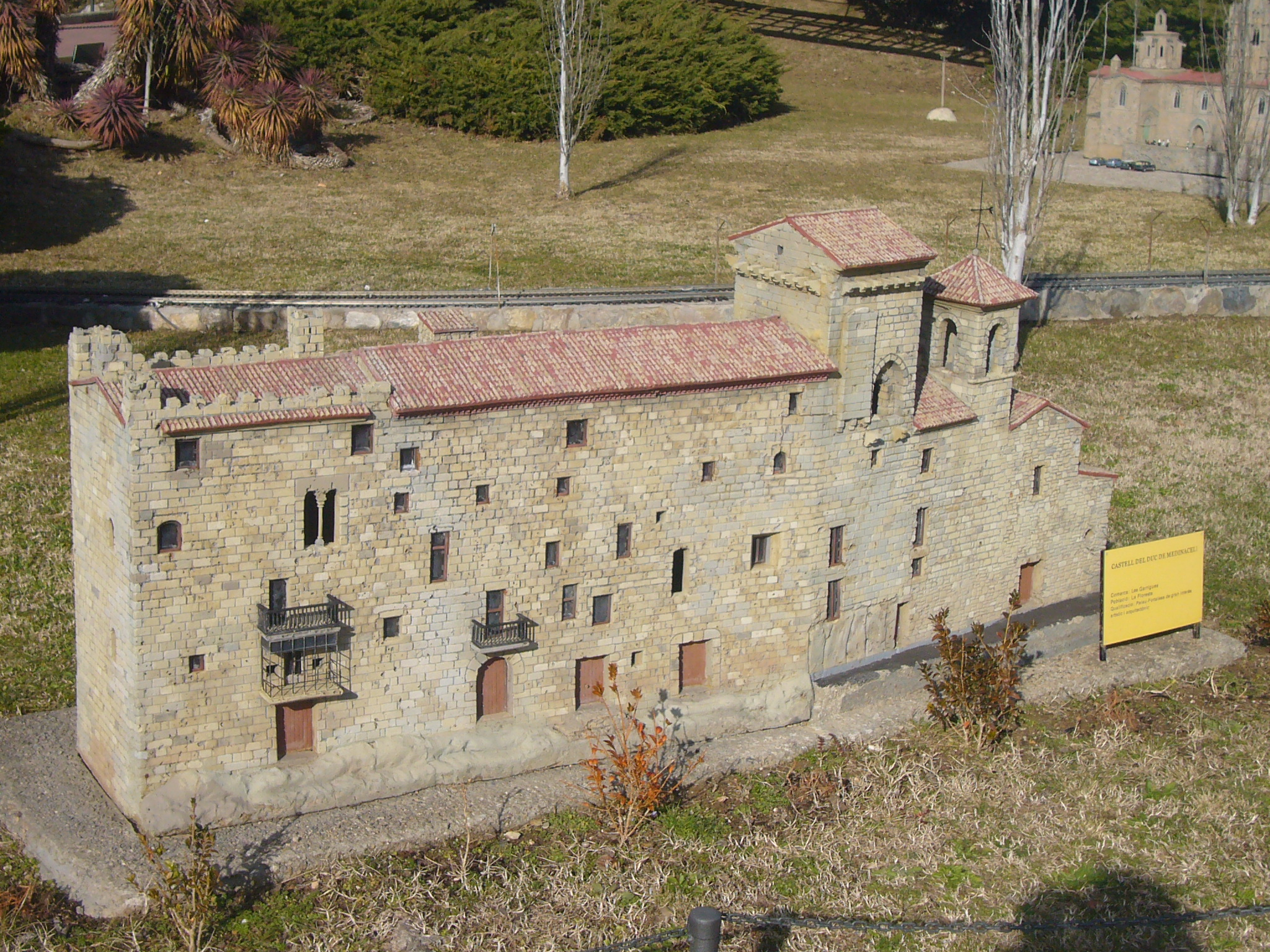
Castell de la Floresta
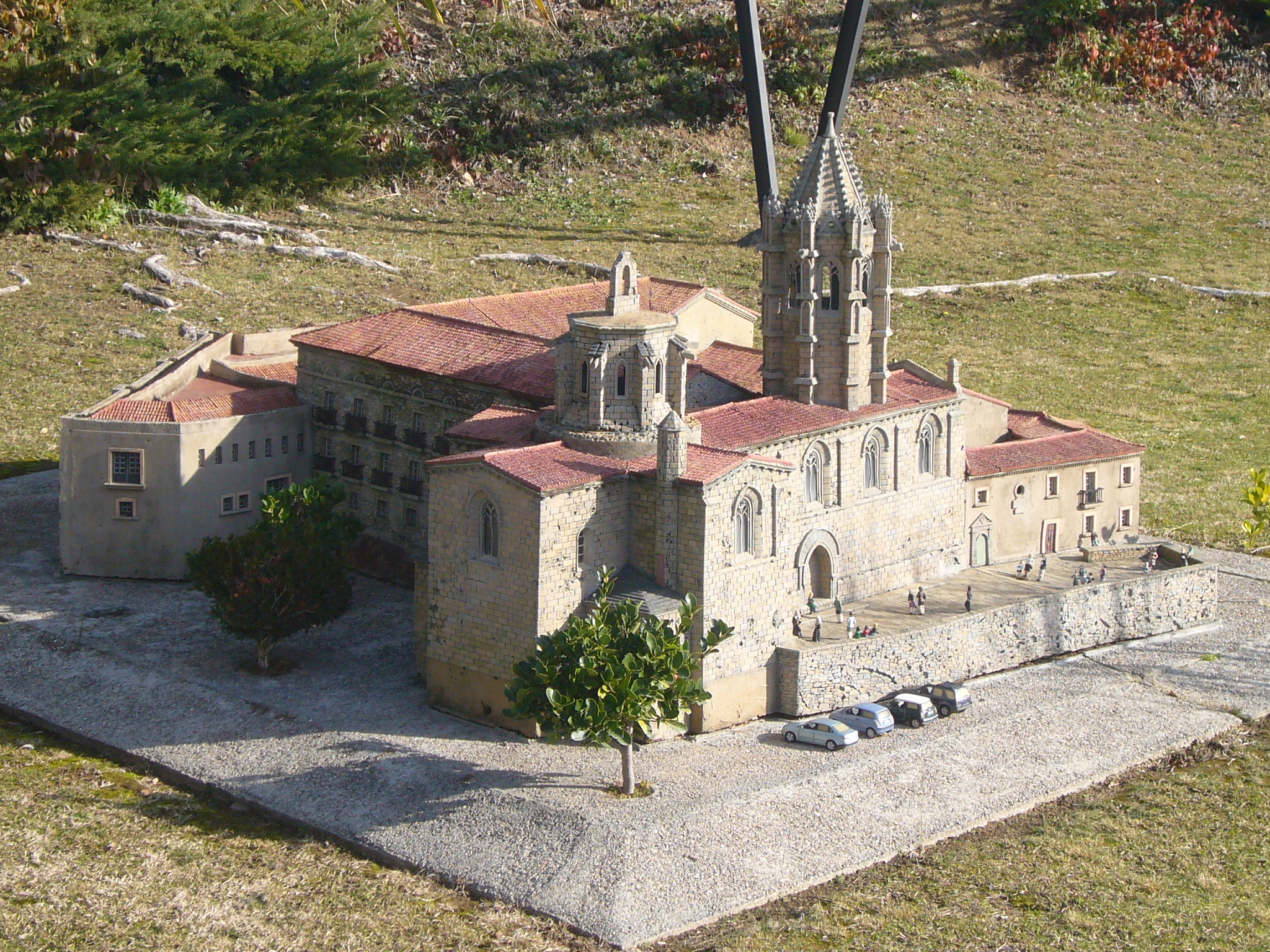
Monestir de Vallbona de les Monges
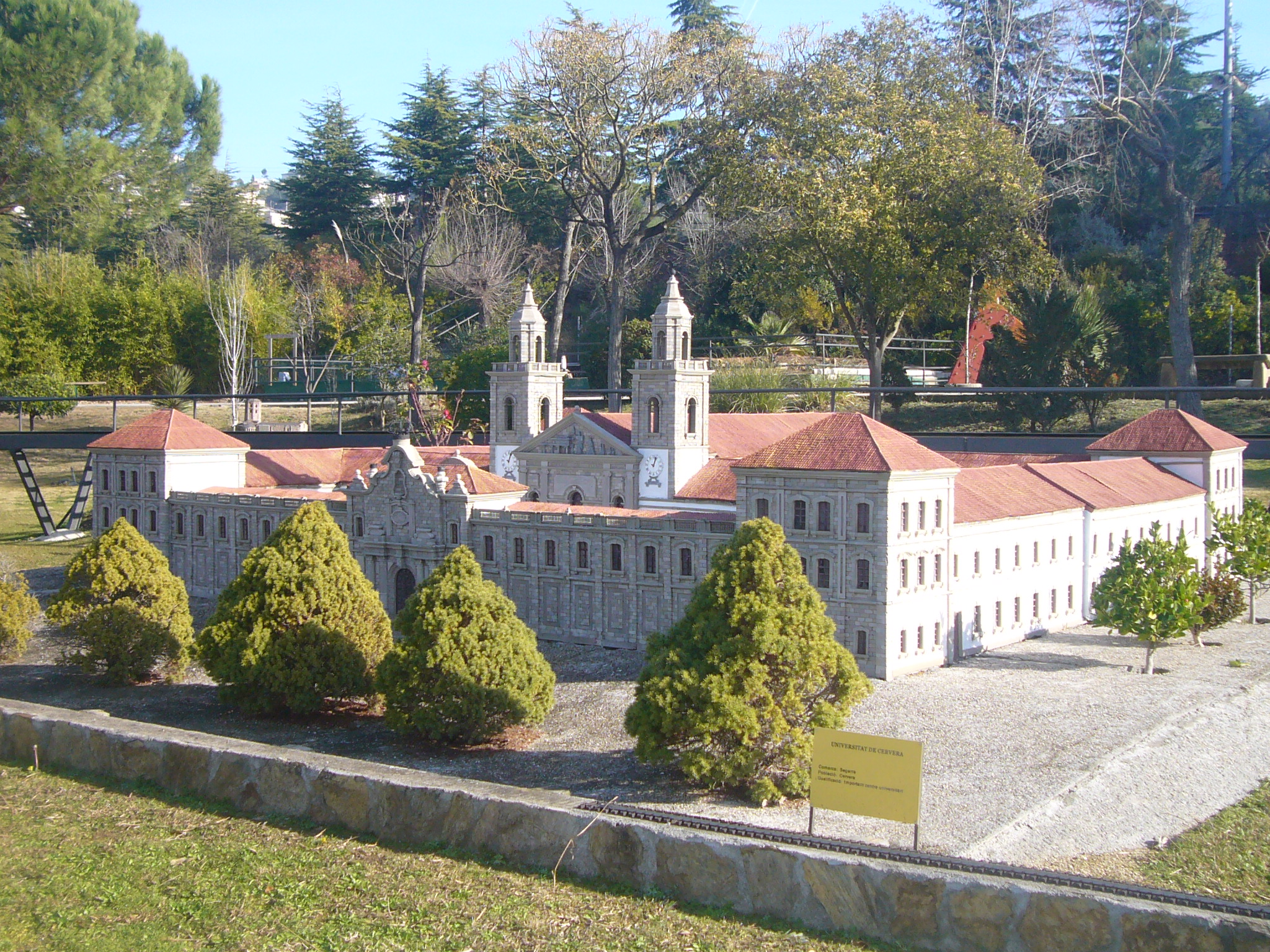
Universitat de Cervera
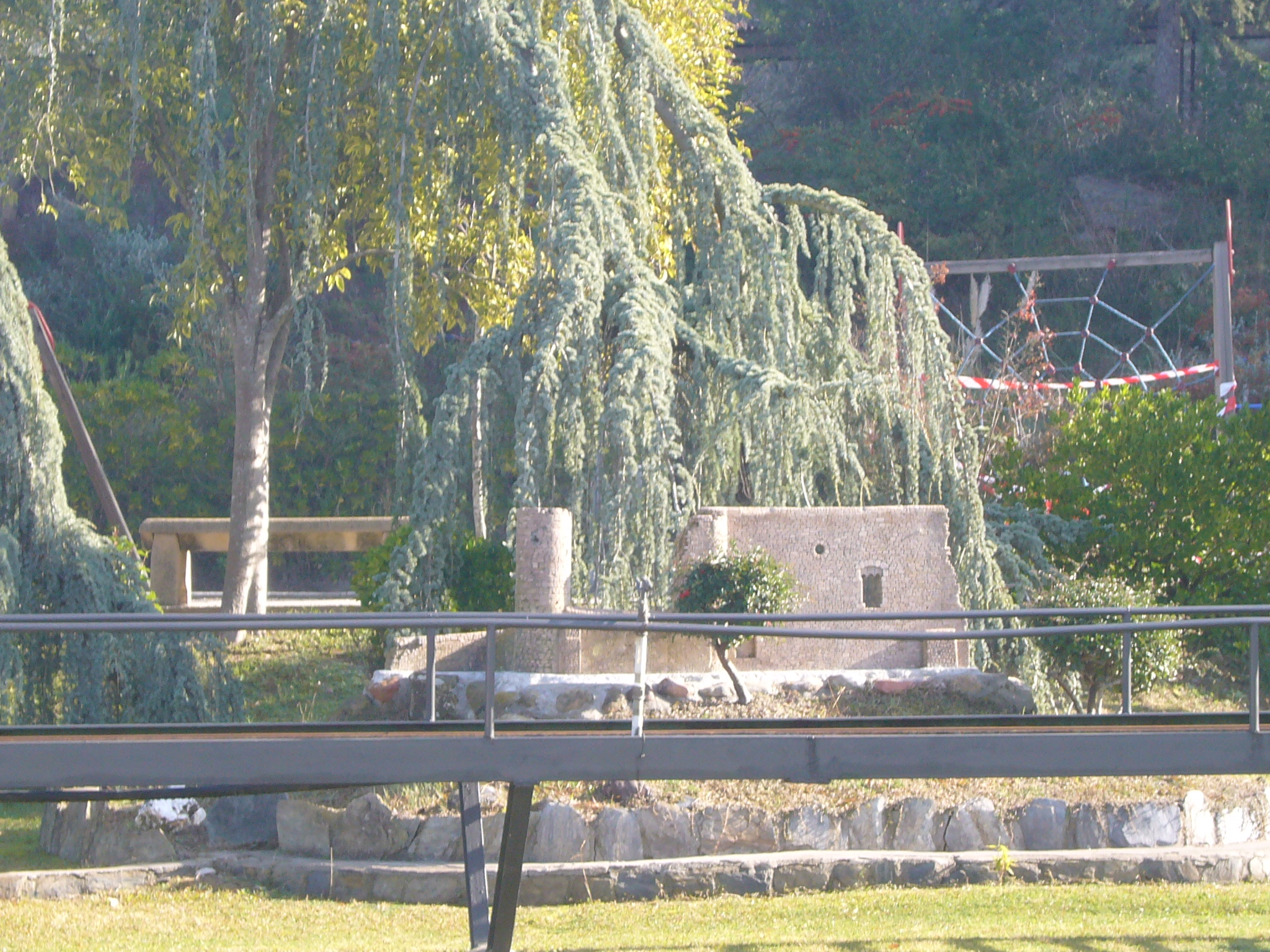
Ruïnes del castell de Sort
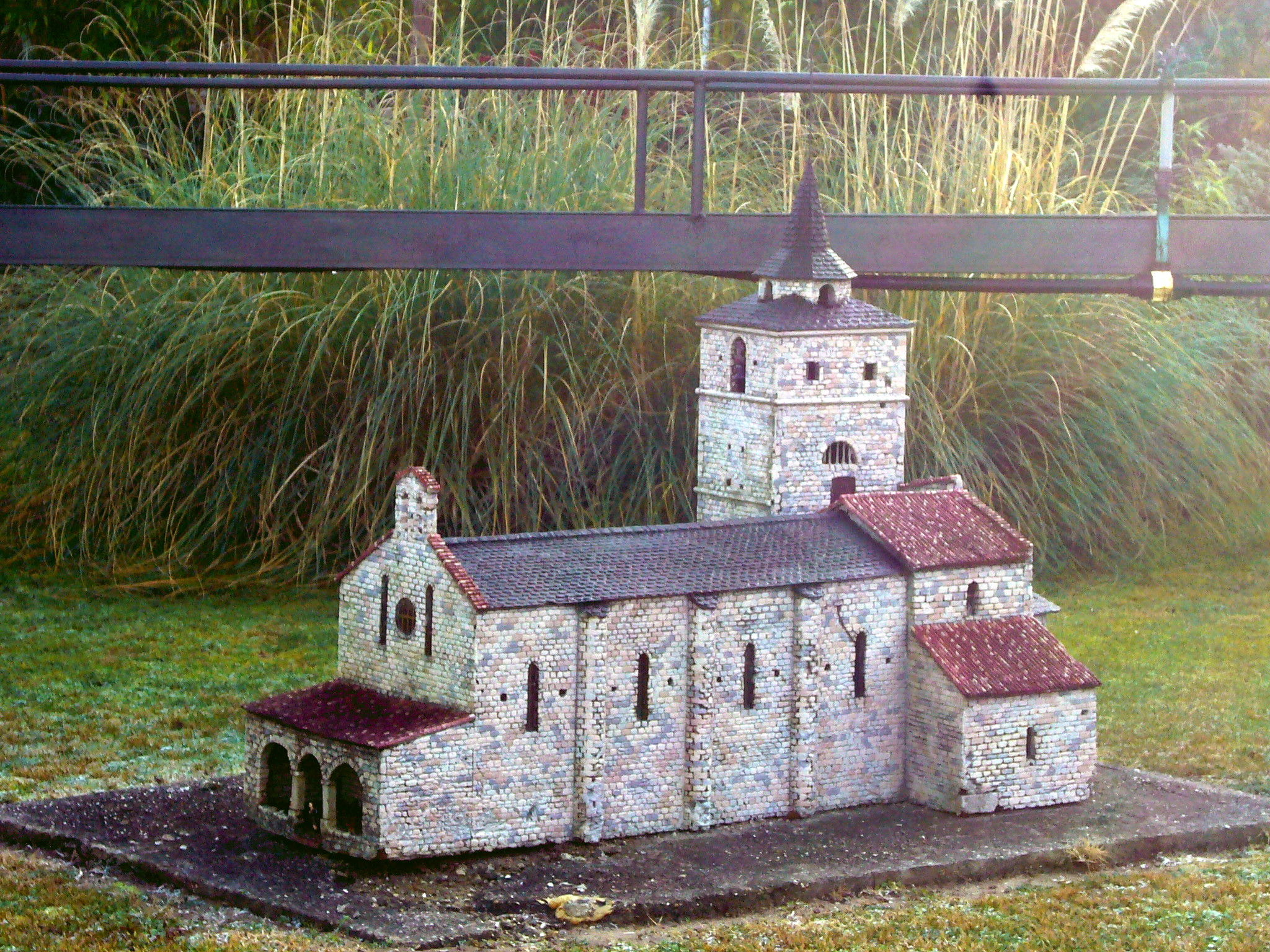
Santa Maria de Talló
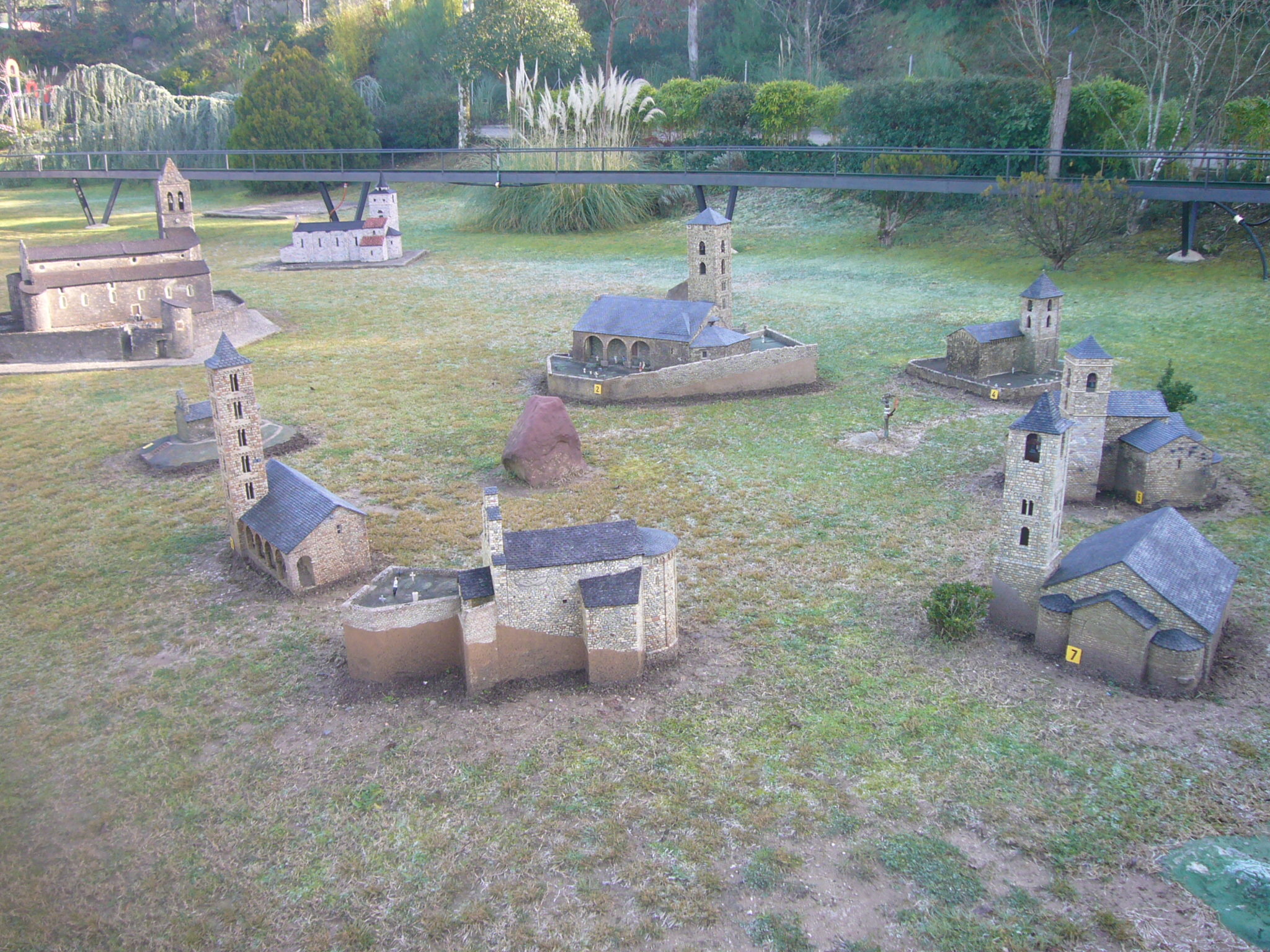
Esglésies romàniques de la Vall de Boí
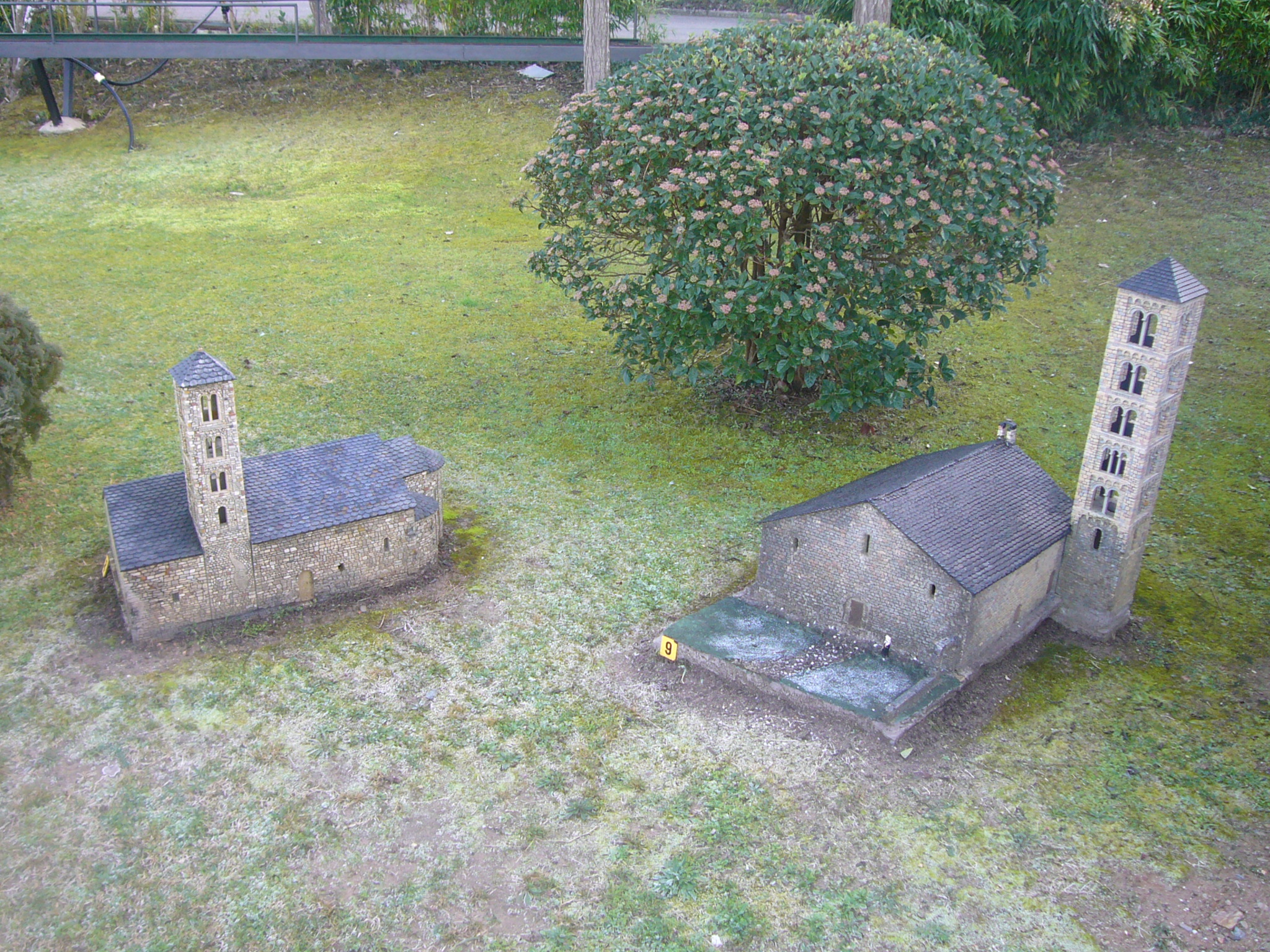
Santa Maria de Taüll i Sant Climent de Taüll

### Província de Tarragona
- Catedral de Tarragona, monument a Roger de Llúria i edifici de l'Ajuntament de Tarragona, port de Tarragona, Aqüeducte romà de Tarragona, Arc de Berà, Celler cooperatiu de Falset, Celler Cooperatiu del Pinell de Brai, Monestir de Santes Creus, Monestir de Poblet, Castell de Calafell, ermita de Sant Miquel de Segur de Calafell, Castell de la Suda (Tortosa), Castell de Móra d'Ebre i pont penjant d'Amposta.

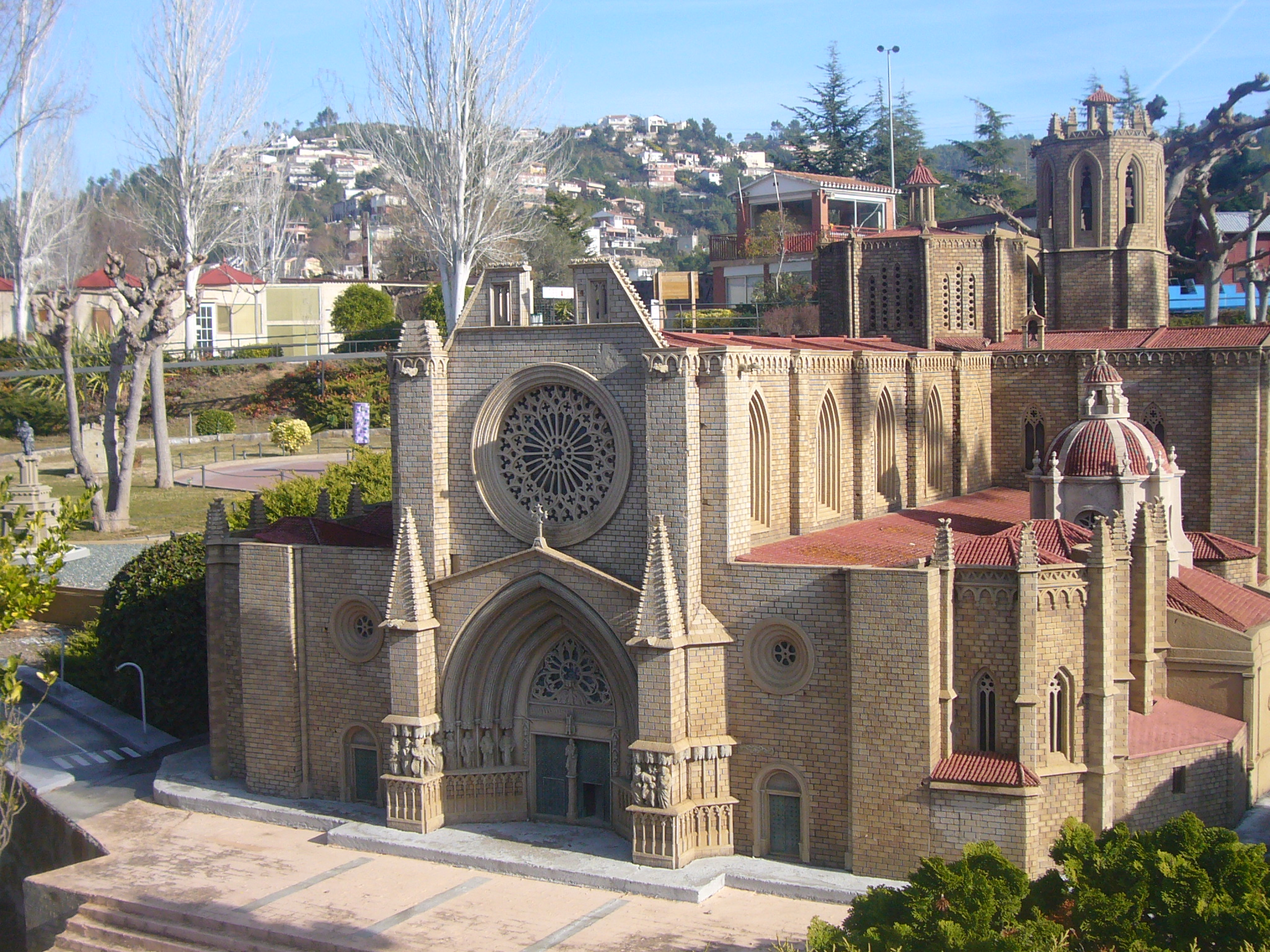
Catedral de Tarragona
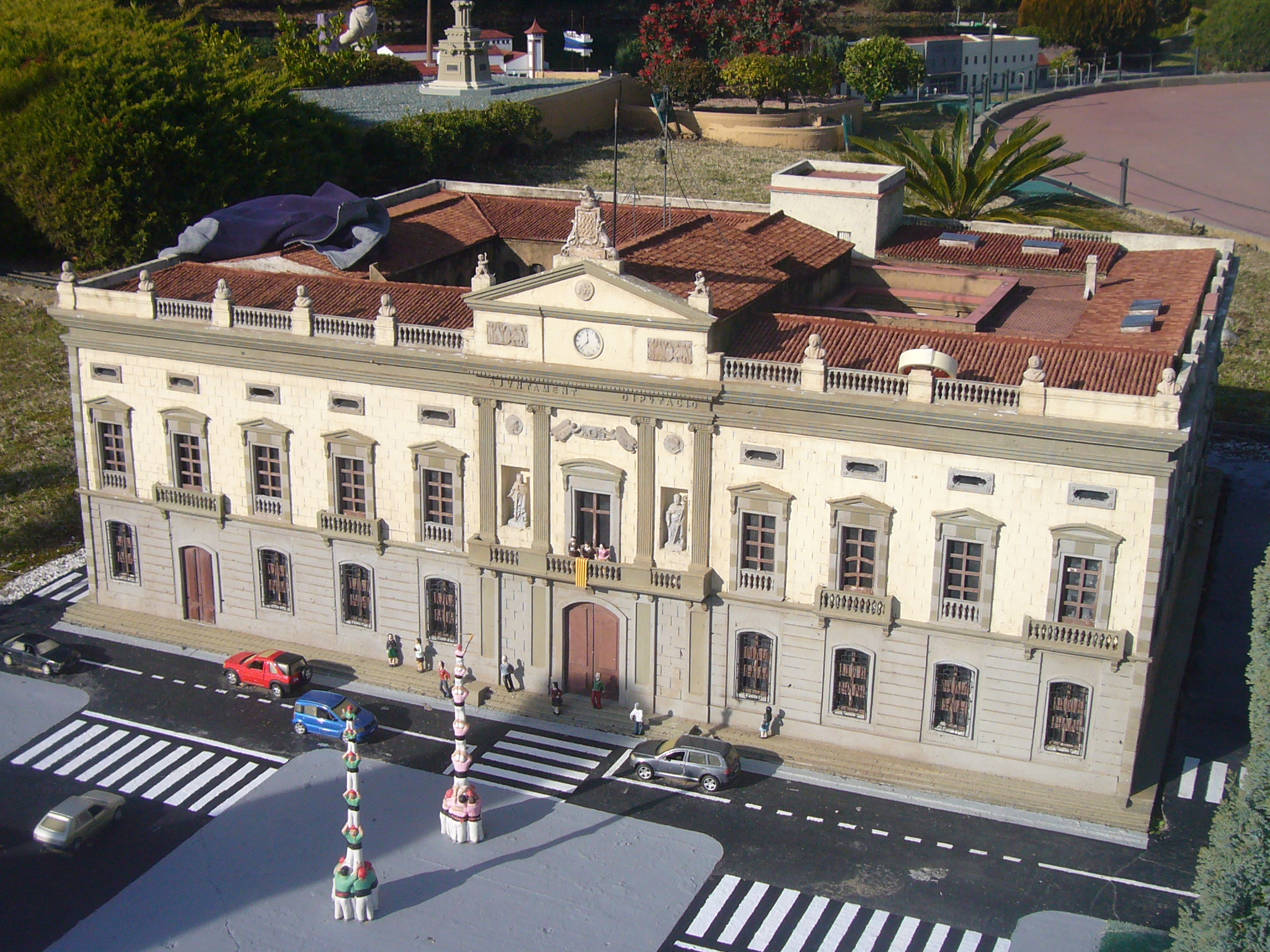
Ajuntament de Tarragona
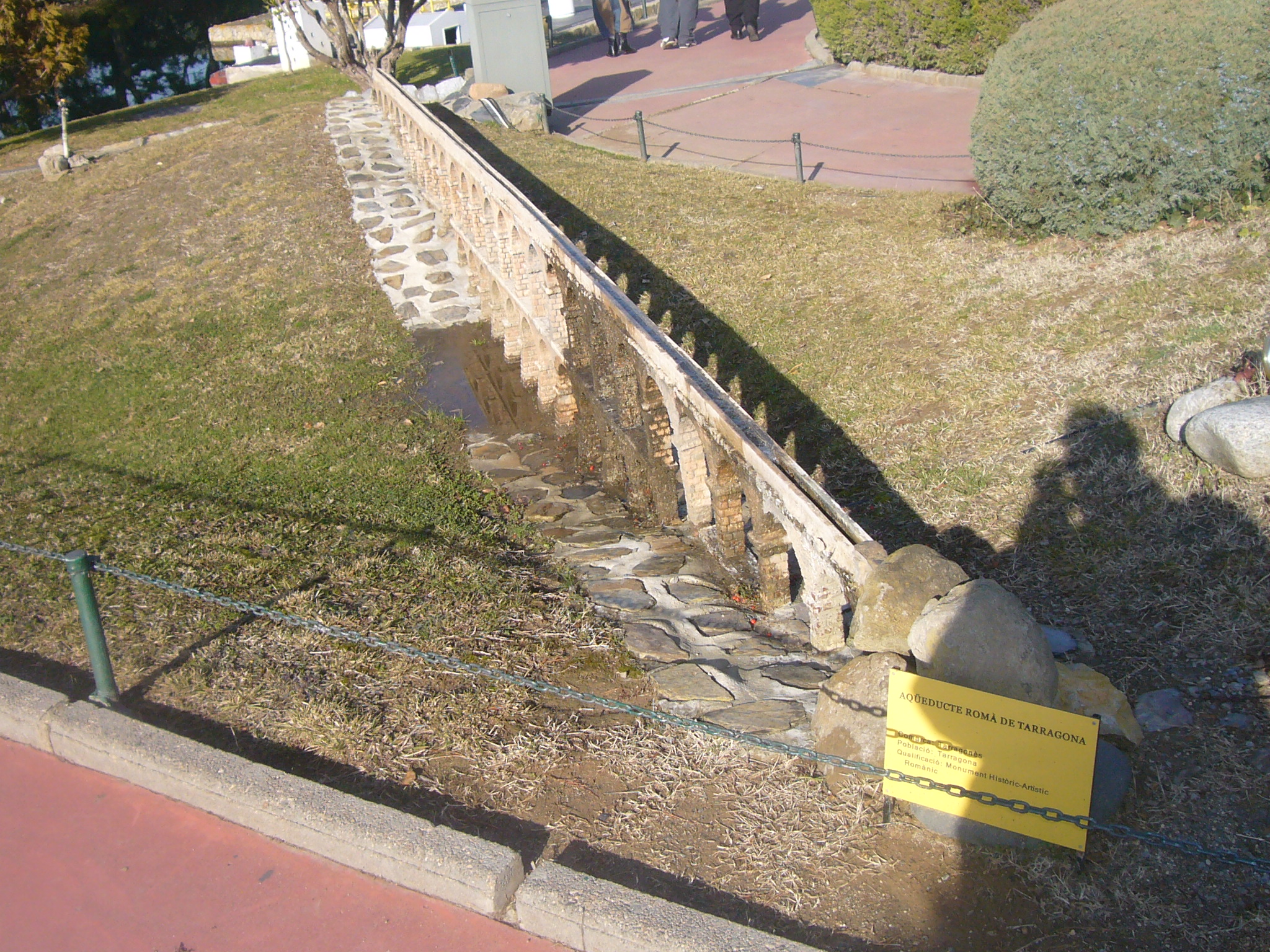
Aqüeducte romà de Tarragona
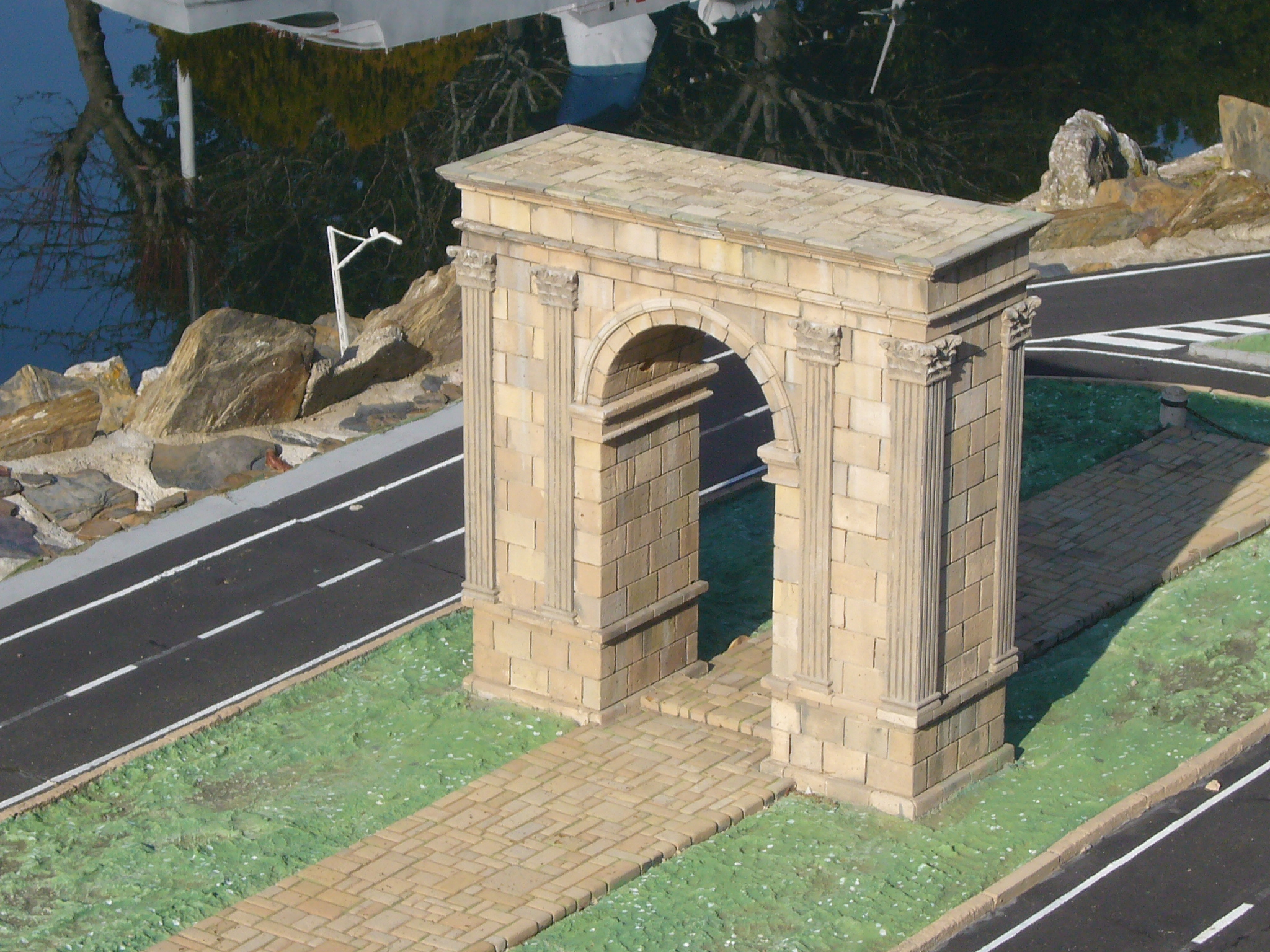
Arc de Berà
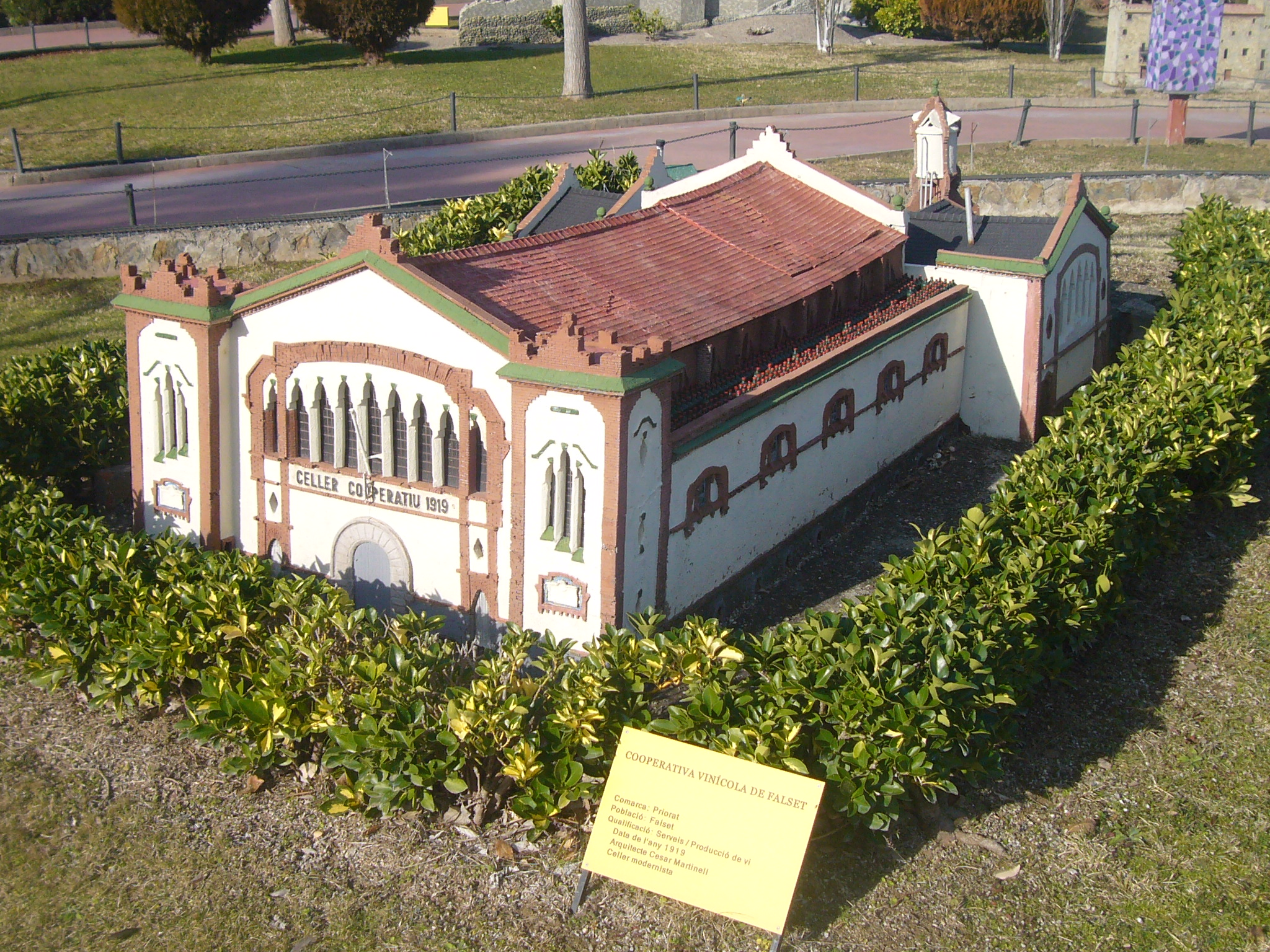
Celler cooperatiu de Falset
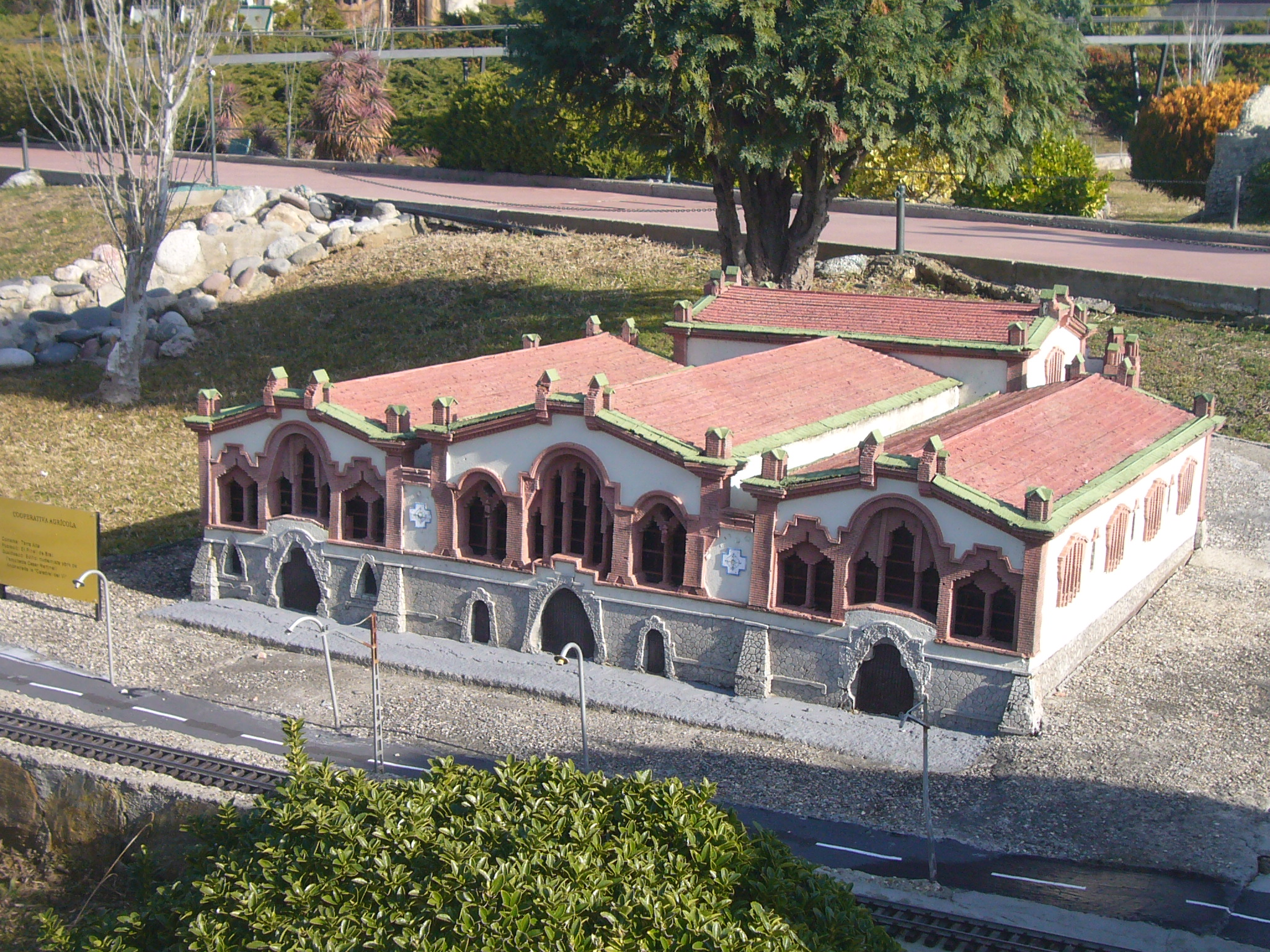
Celler Cooperatiu del Pinell de Brai
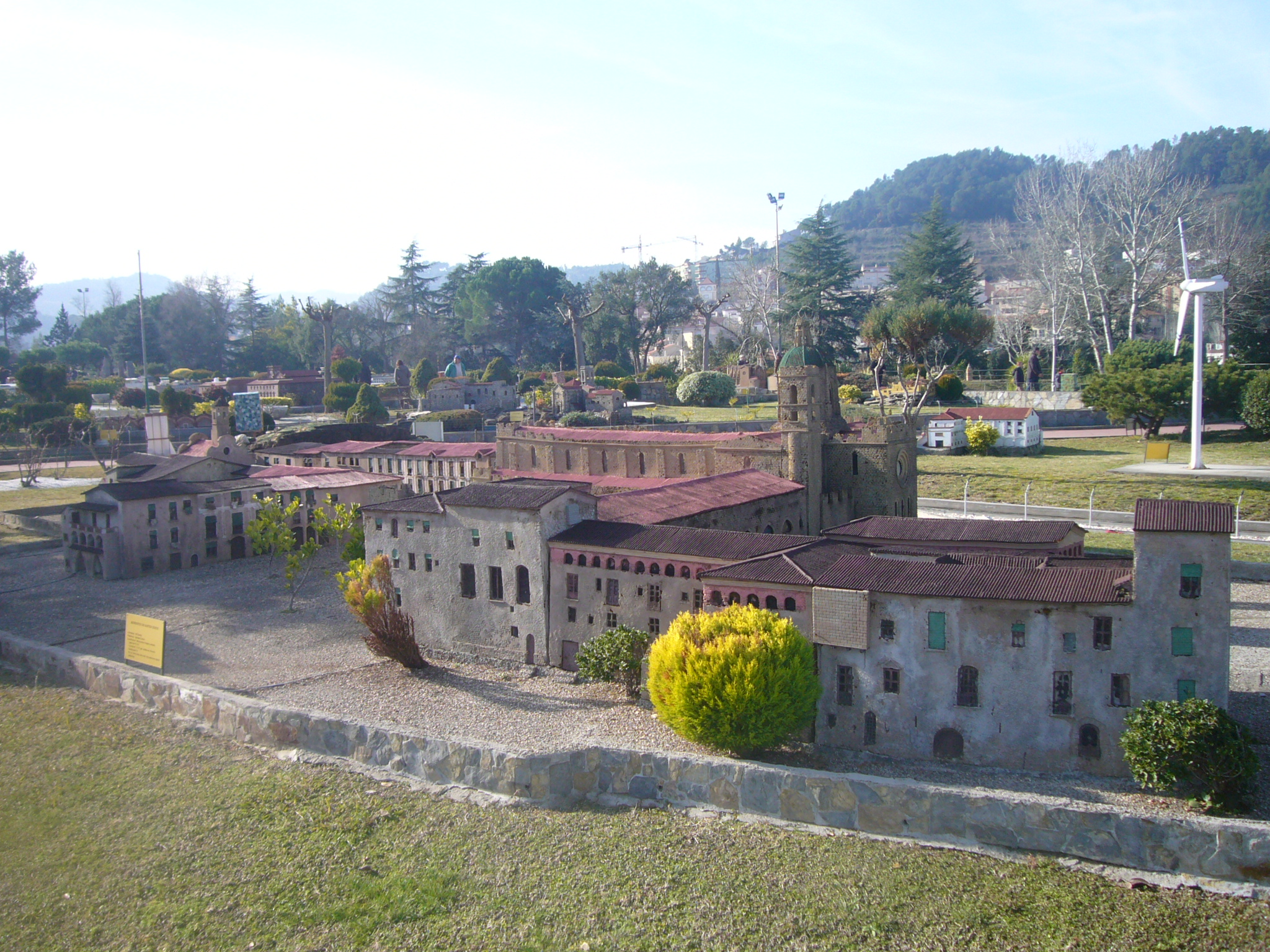
Monestir de Santes Creus
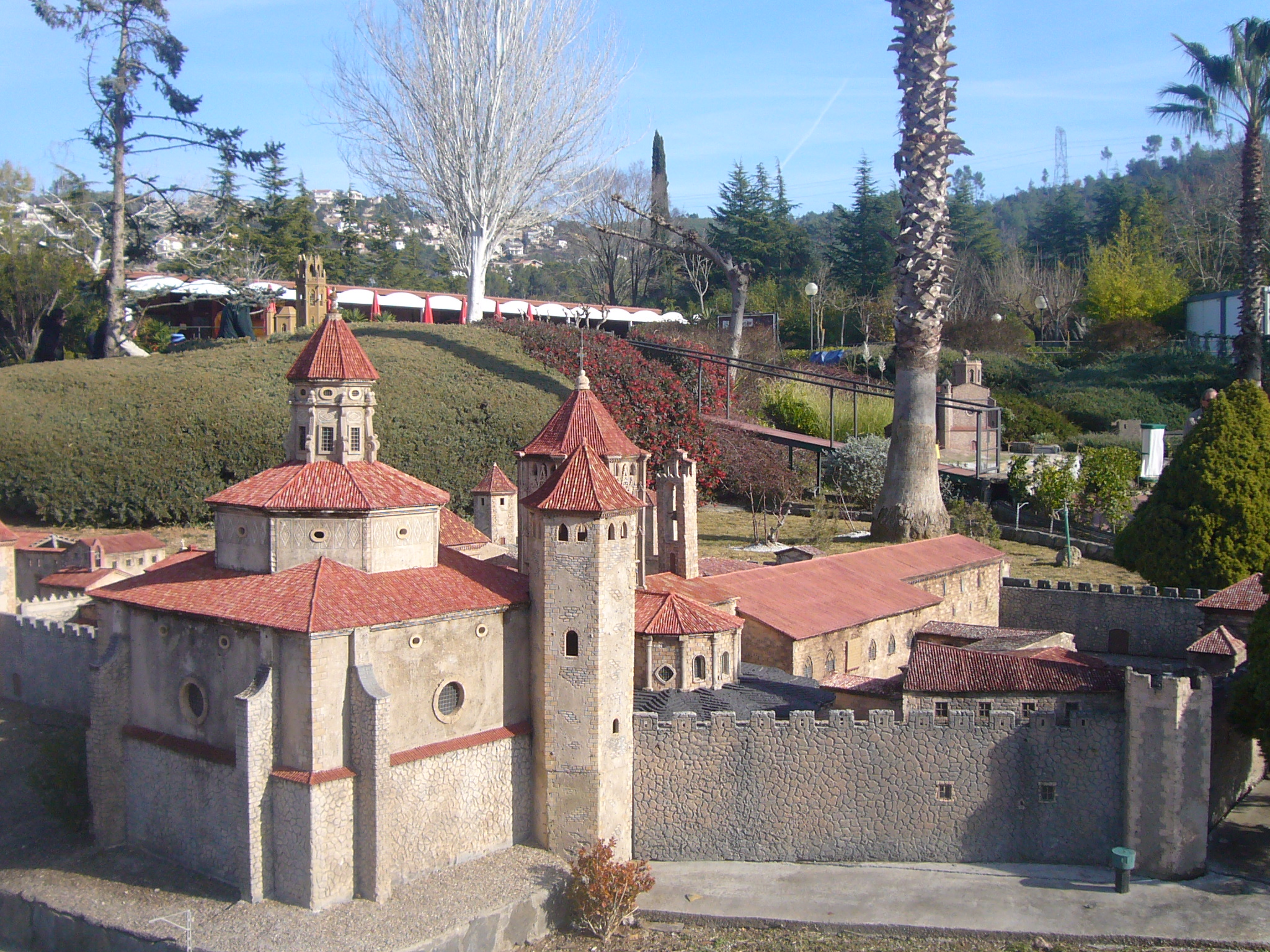
Monestir de Poblet
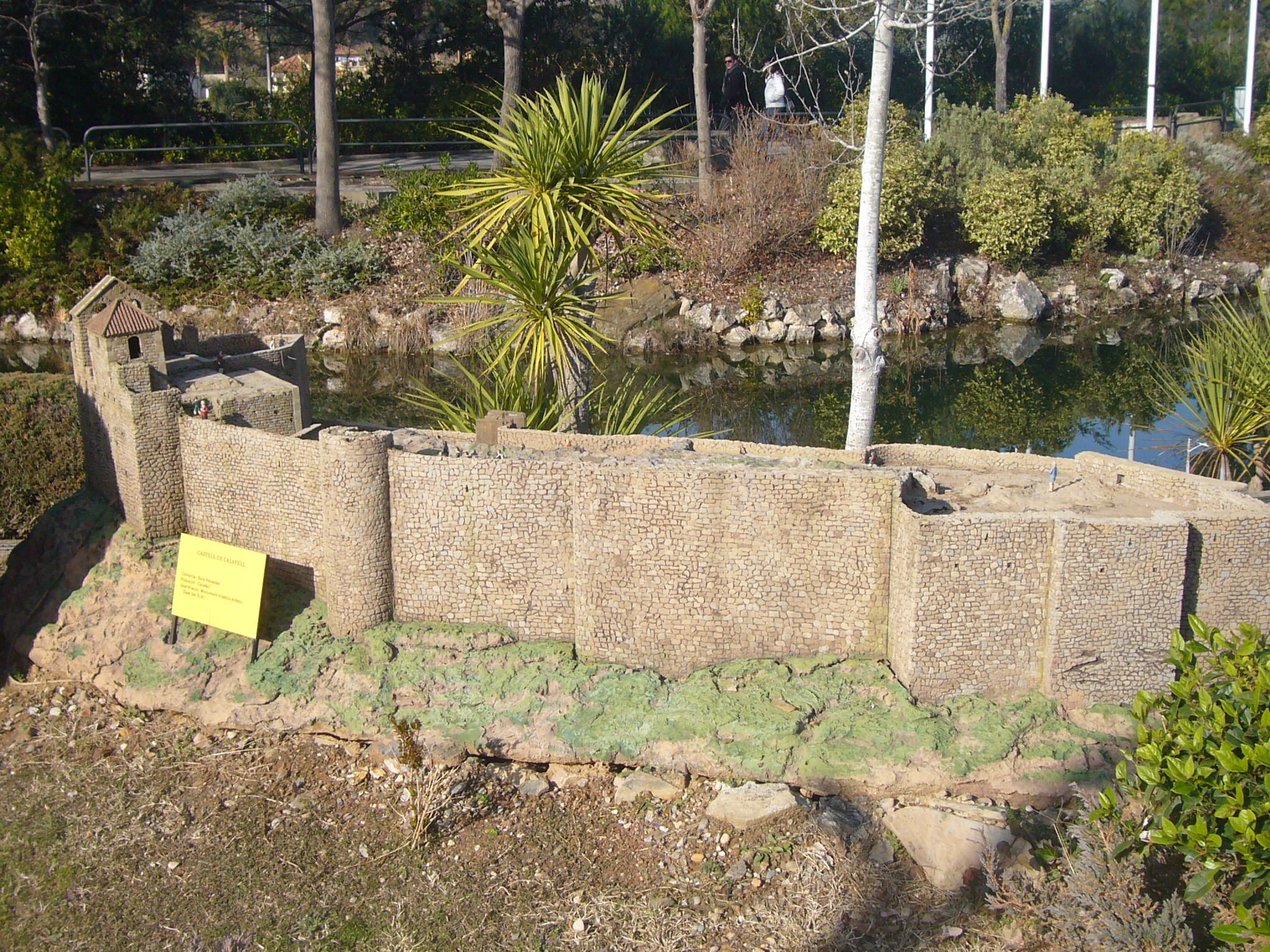
Castell de Calafell
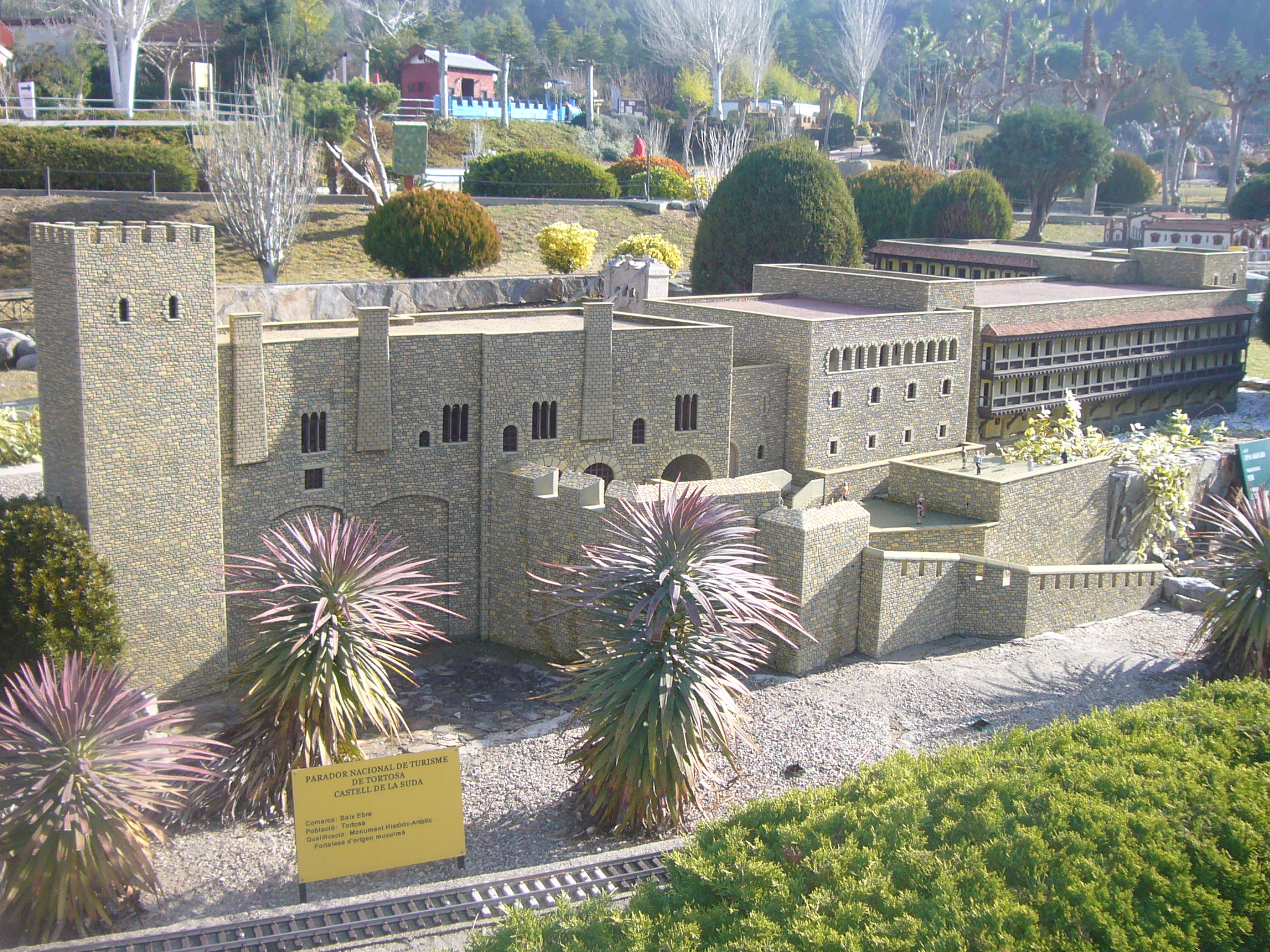
Castell de la Suda
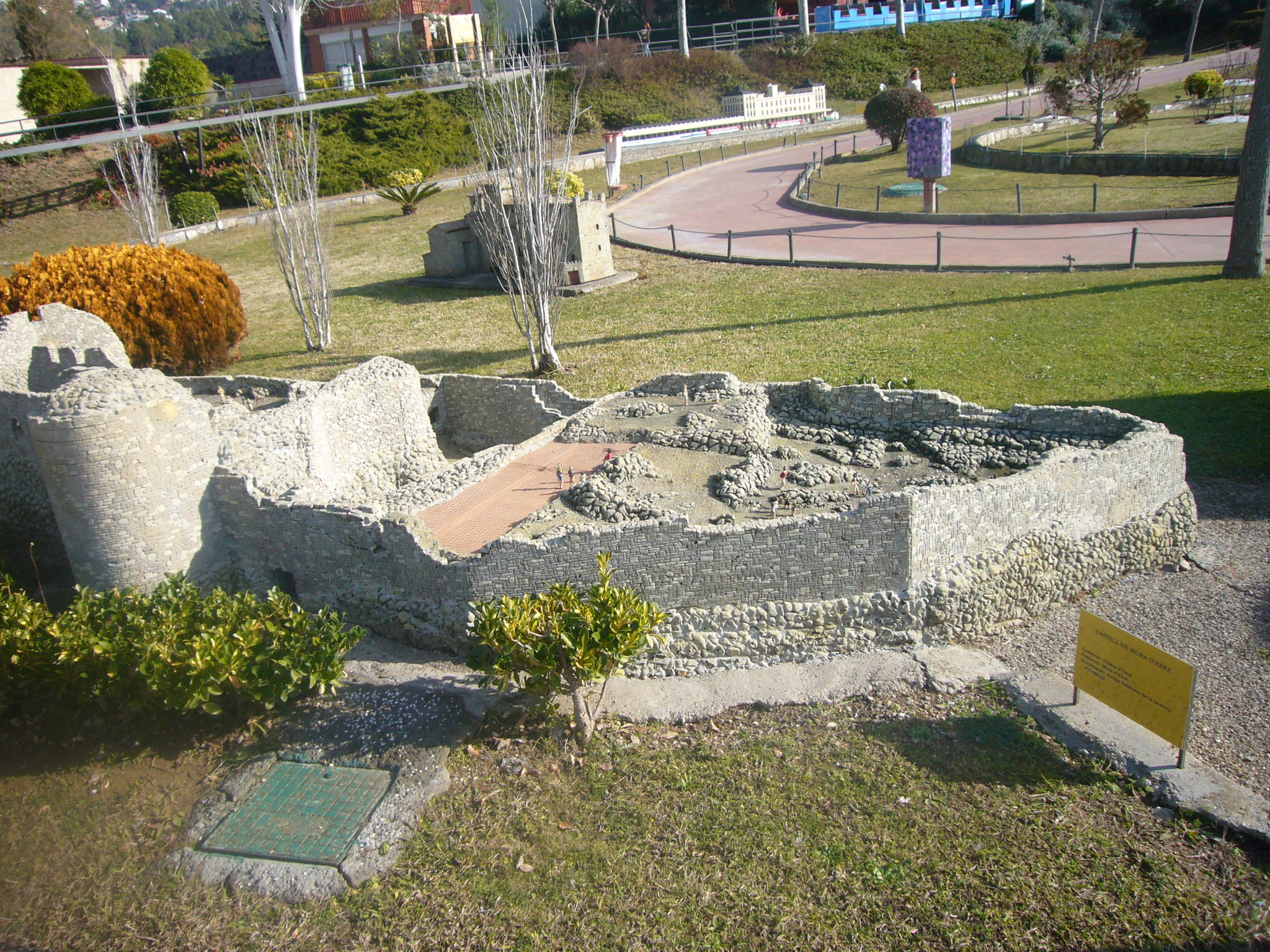
Castell de Móra d'Ebre

### Mallorca

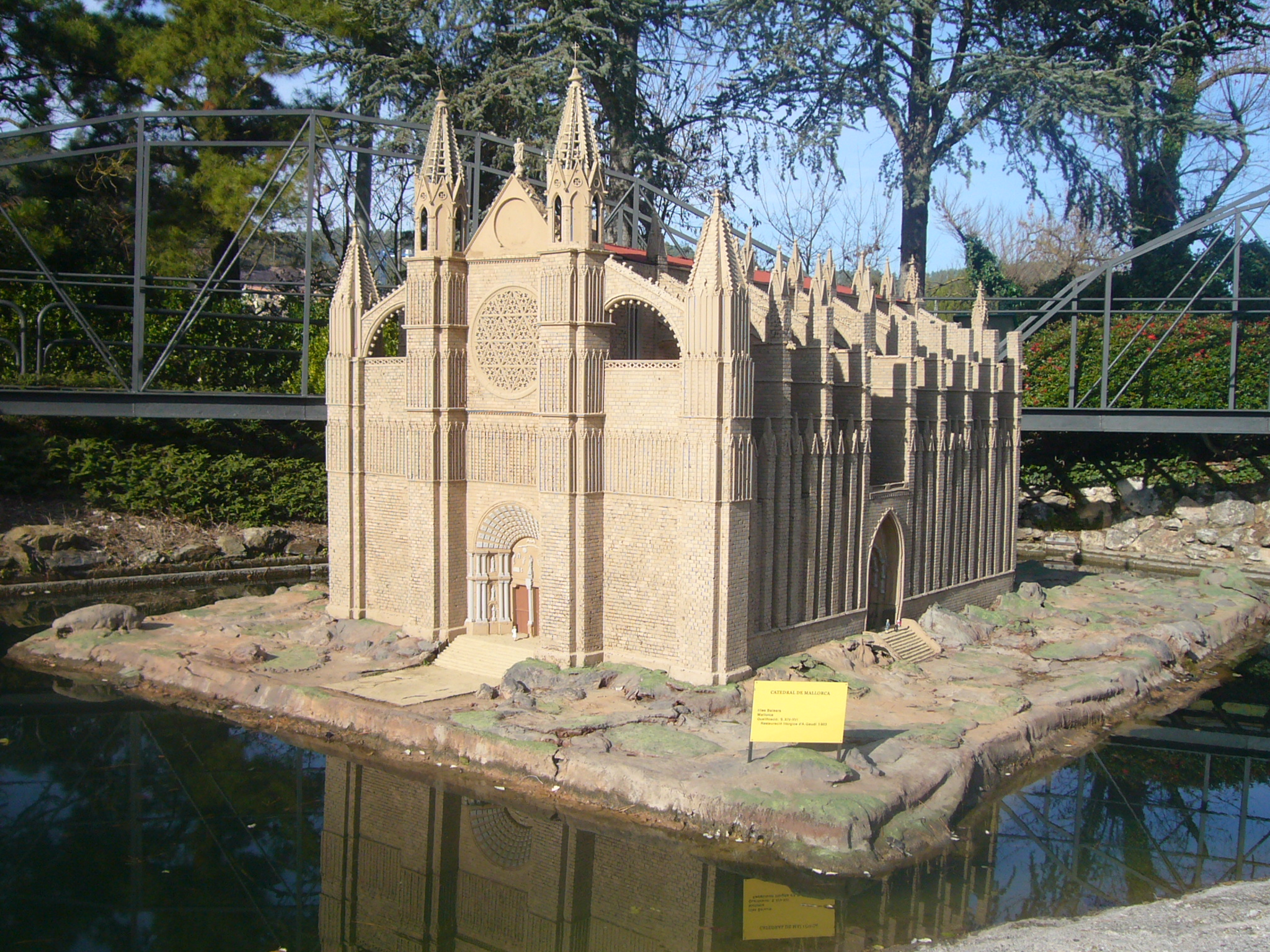
Catedral de Mallorca

- Catedral de Mallorca

### Obres de Gaudí a la resta d'Espanya
- Casa de los Botines (Lleó), edifici el Capricho (Comillas) i Palau Episcopal d'Astorga.

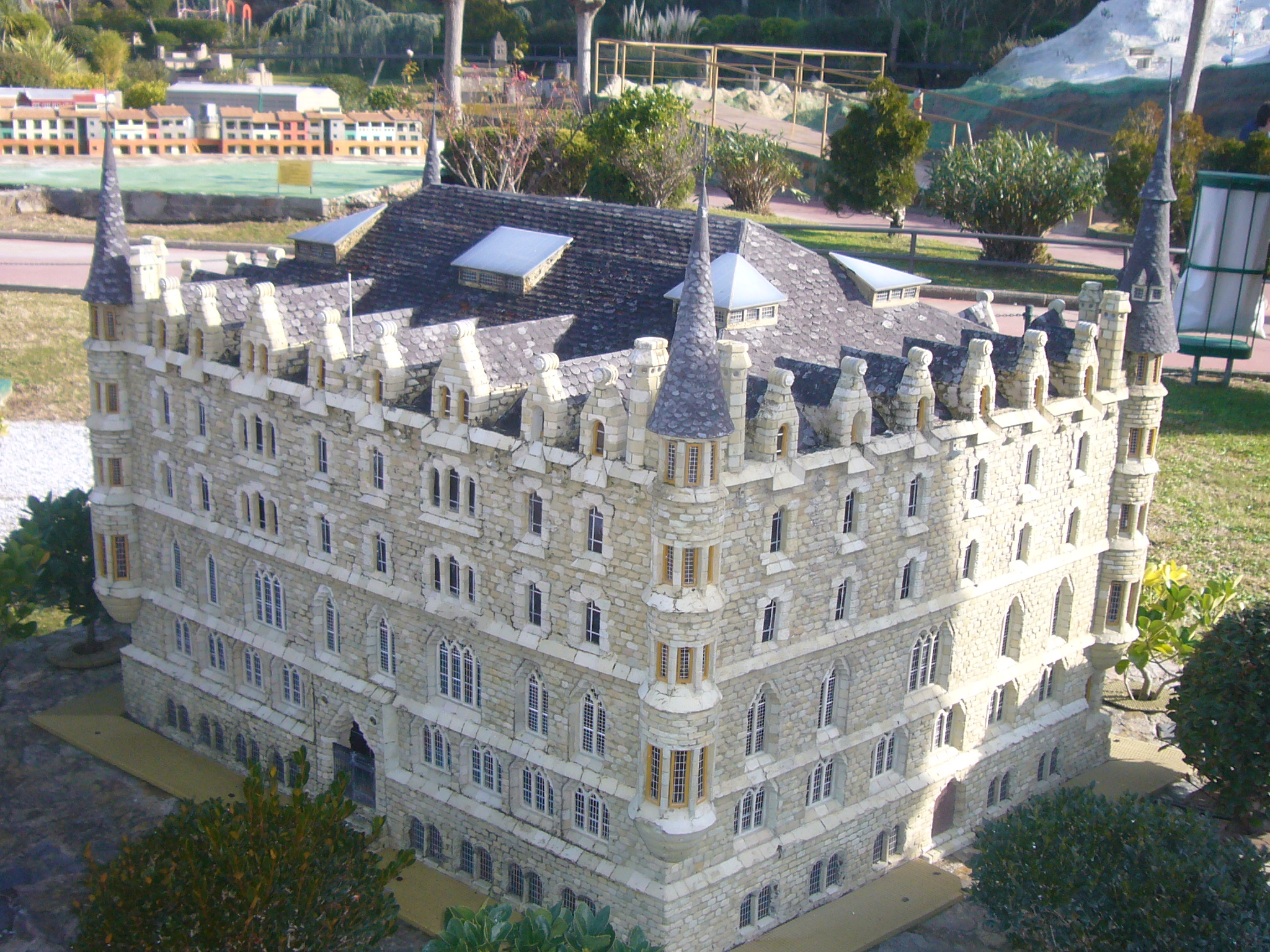
Casa de los Botines
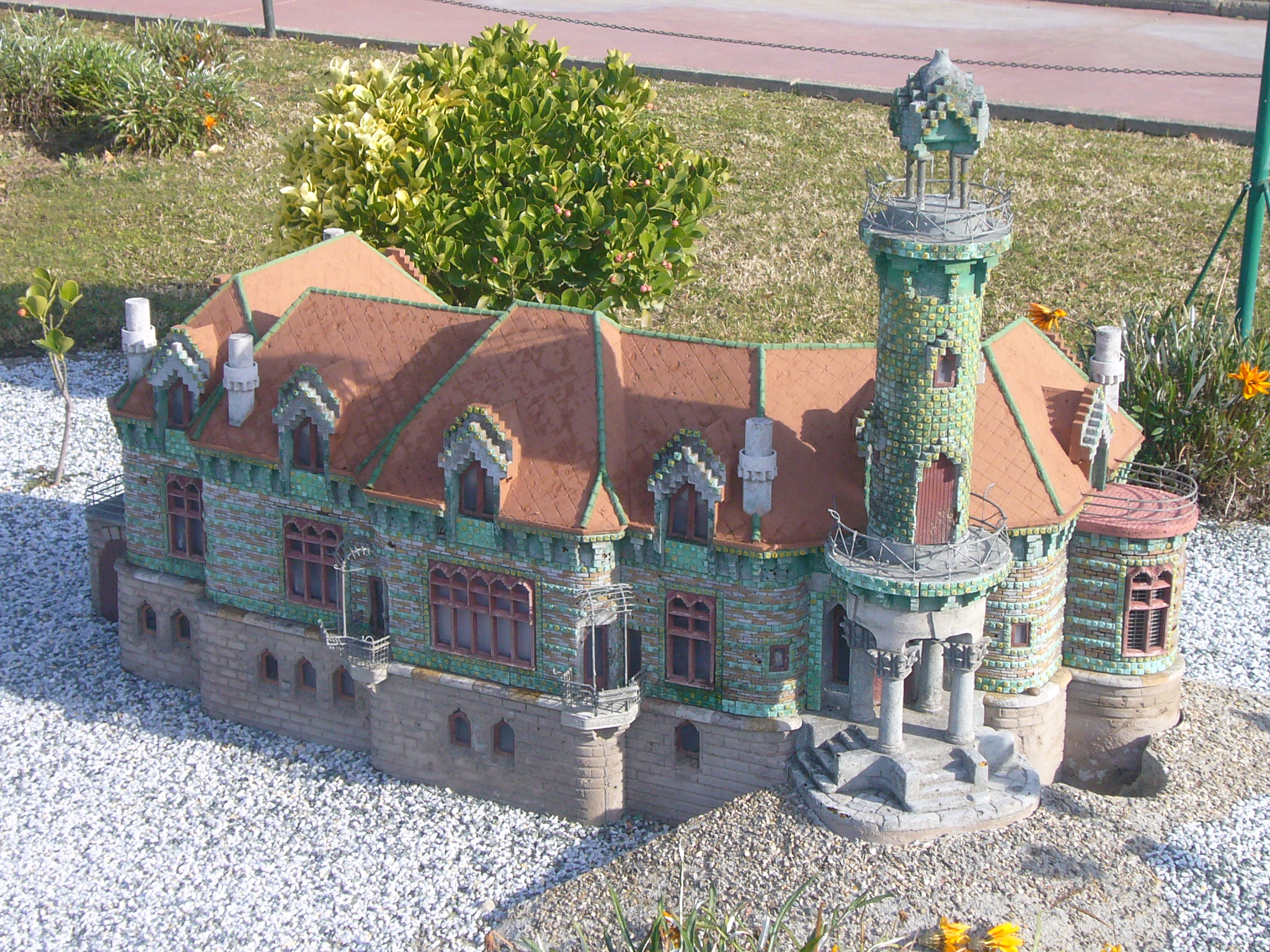
Edifici el Capricho
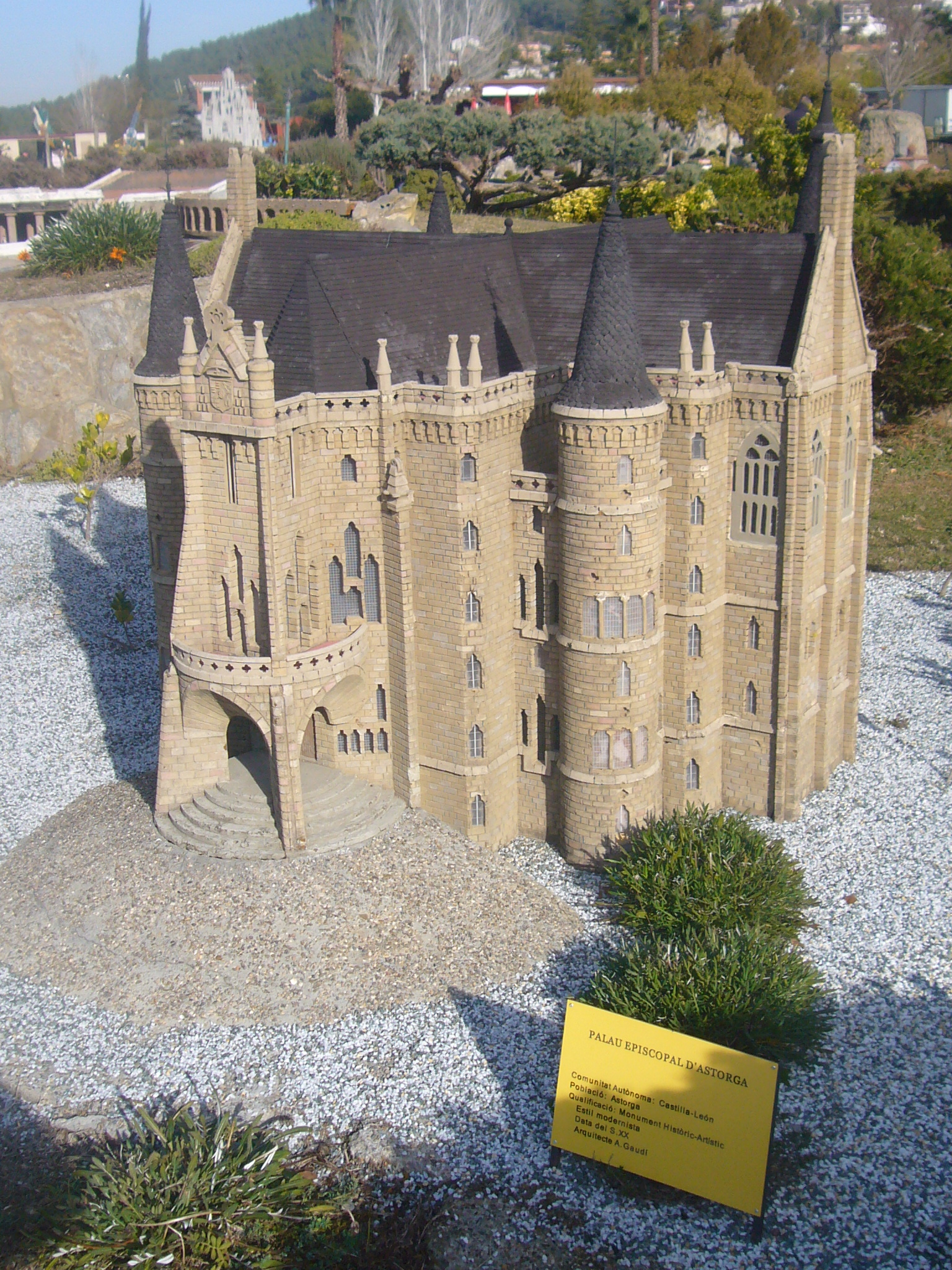
Palau Episcopal d'Astorga